# Llista de polis de l'antiga Grècia
Llista de poblacions de l'antiga Grècia que tengueren l'estatus de polis segons Hansen & Nielsen, 2004. En cursiva apareixen ciutats importants d'època hel·lenística o romana, que no figuren a l'inventari perquè són fundacions posteriors, perquè no assoliren l'estatus de «polis» fins a èpoques més tardanes o bé perquè no s'hel·lenitzaren fins a moments posteriors.

## Hespèria
- Empúries
- Rode

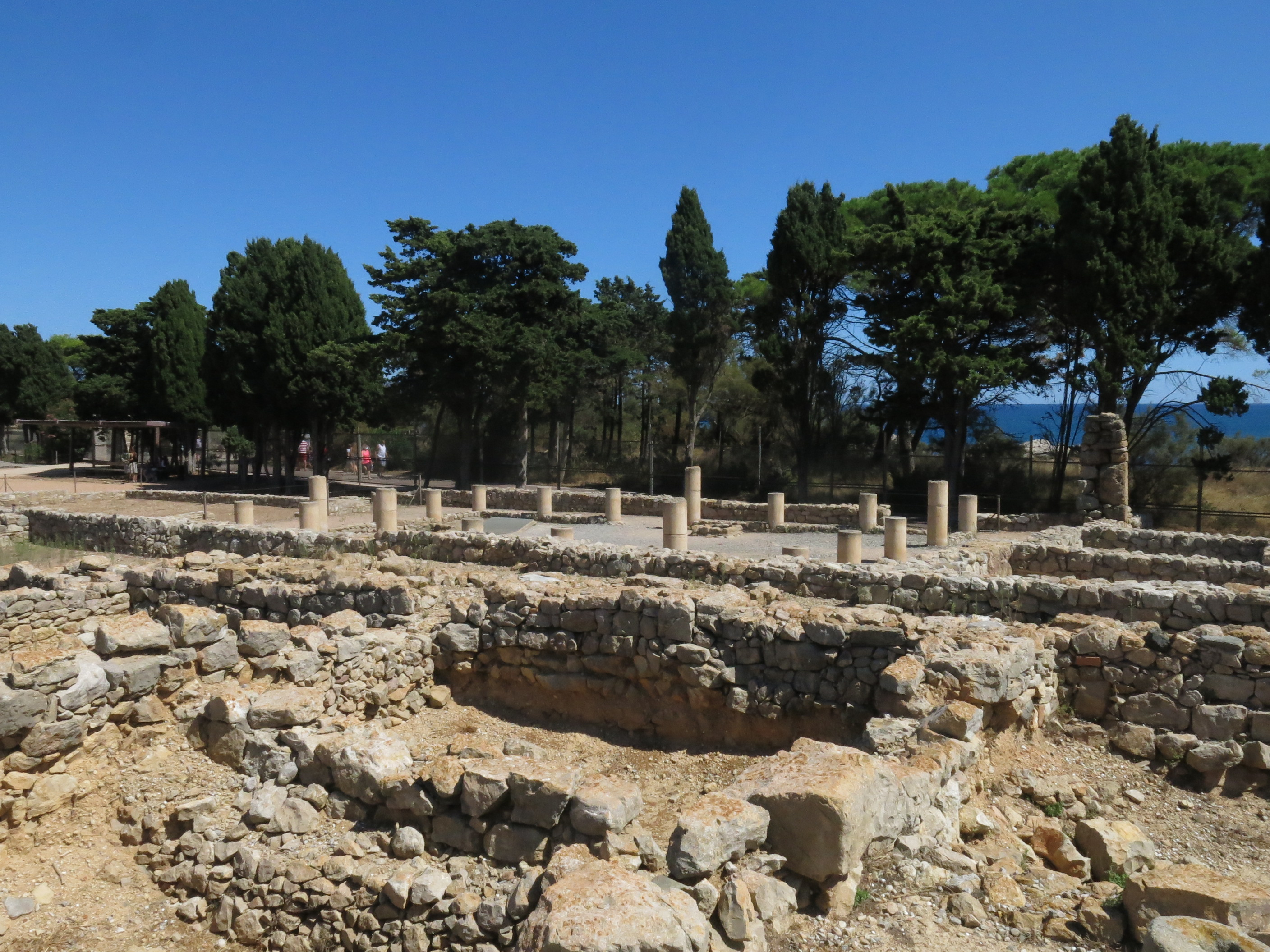
La ciutat grega d'Empúries

- Massàlia, que fundà diverses colònies posteriors:
  - Àgate
  - Antípolis
  - Monecos
  - Nicea
  - Òlbia
  - Tauroent (al terme de Sieisforns de Mar)
- Alàlia

Les fonts clàssiques citen tot un seguit de colònies gregues addicionals però, actualment, els arqueòlegs i historiadors posen en qüestió aquest estatus:
- Atenòpolis: situada per Plini el Vell i Pomponi Mela entre el Port Citarista i el Fòrum Juli, altrament desconeguda
- Avenió: considerada ciutat massaliota per Estèfan de Bizanci, però probablement es tractava d'una ciutat indígena dels cavars
- Azània: considerada ciutat massaliota per Estèfan de Bizanci, però probablement es tracta d'un error per Azània d'Arcàdia
- Caval·lió: considerada ciutat massaliota per Estèfan de Bizanci, però probablement es tractava d'una ciutat indígena dels cavars
- Cirene: considerada ciutat massaliota per Estèfan de Bizanci, altrament desconeguda
- Rodanúsia: considerada ciutat massaliota pel Pseudo-Escimne i Estèfan de Bizanci, no localitzada
- Sèquanos: considerada ciutat massaliota per Estèfan de Bizanci, però segurament es tracta d'un error pel riu Sèquana
- Illes Estècades: Estrabó diu que els massaliotes hi construiren una fortificació, però no hi establiren pas cap població.
- Teline: Aviè diu que és l'antic nom d'Arelate, que antigament hauria estat habitada pels grecs; en general, però, es considera Aviè una font tardana i poc fiable.
- Trezè: Estèfan de Bizanci i Eustaci de Tessalònica esmenten una població d'aquest nom com a fundació dels massaliotes a Itàlia, altrament desconeguda i no localitzada.
- Alonis: fundació massaliota a Ibèria esmentada per diversos autors, probablement més aviat una barriada grega en una població ibèrica
- Hemeroscopèon: identificada pels antics amb la Diànium d'època imperial, probablement es tracta d'una tradició forjada en època romana.
- Mènaca: esmentada per diversos autors antics i modernament identificada amb la Màlaca fenícia, però l'arqueologia no ha pogut provar ni la cronologia ni l'estatus de ciutat grega de Mènaca, ni la identificació amb Màlaca.
- Tant les mítiques Pirene com Cípsela esmentades per Aviè s'han considerat noms alternatius d'Empúries

## Sicília

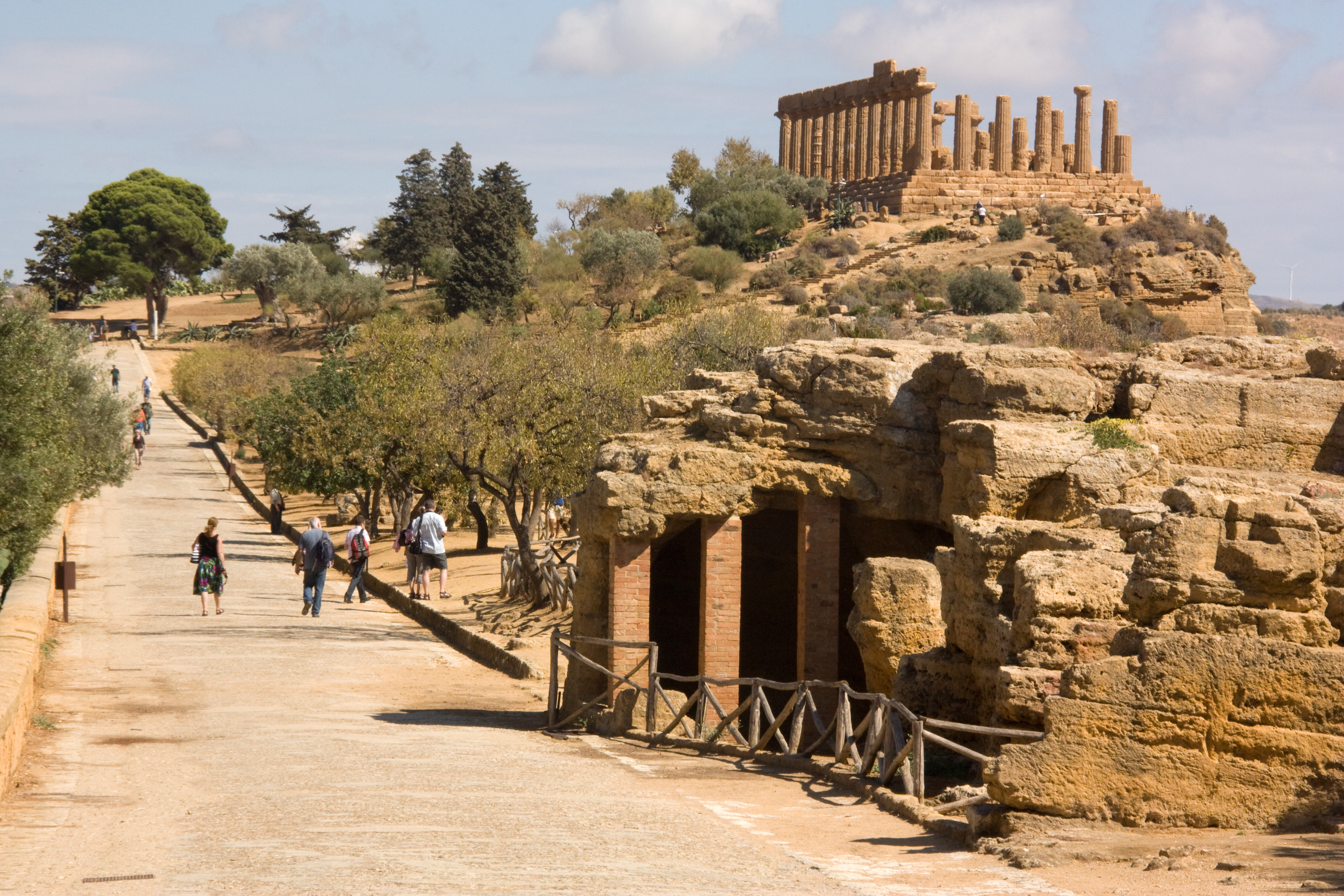
La Vall dels Temples a Acragant

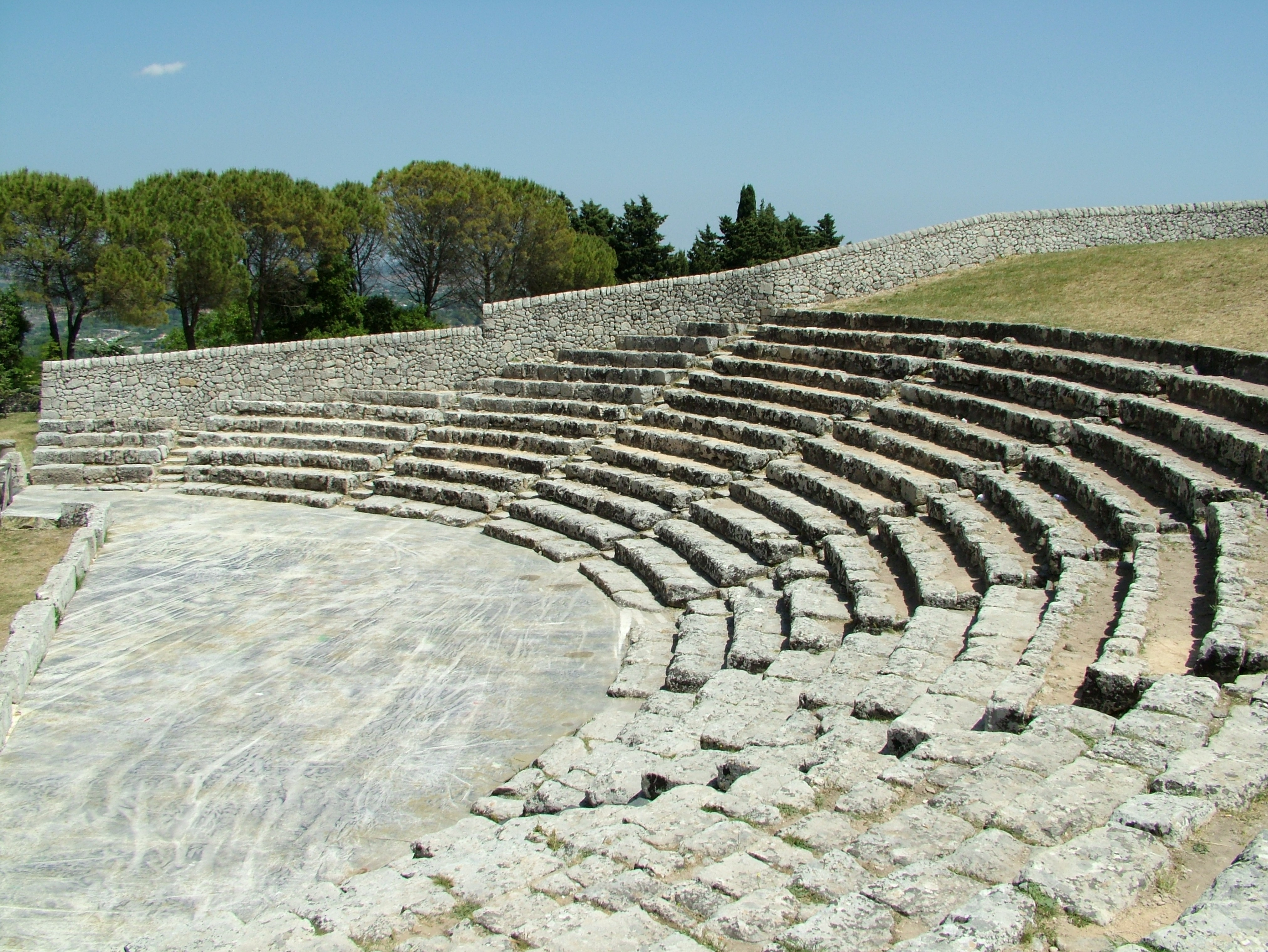
El teatre d'Acres

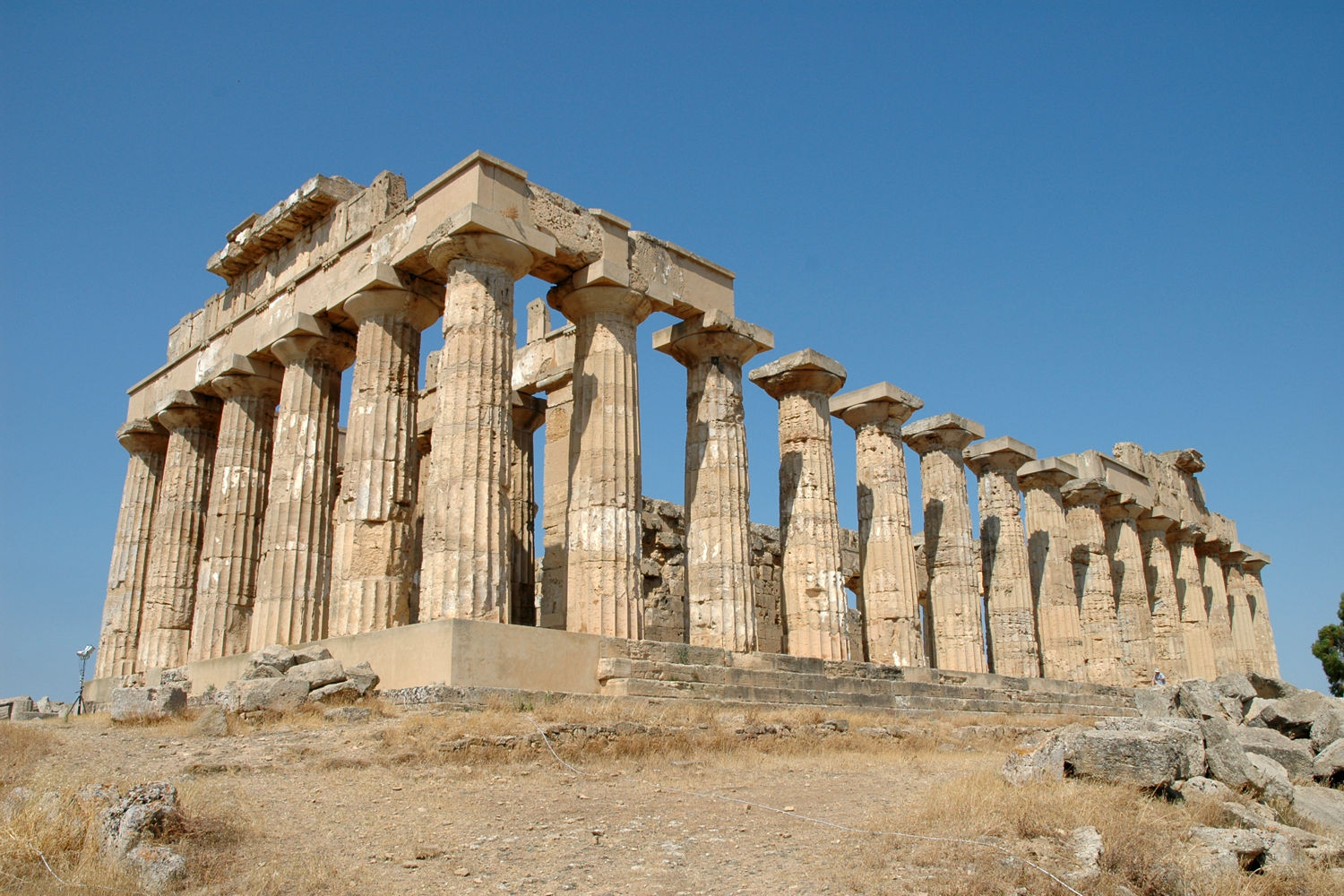
El temple d'Hera a Selinunt

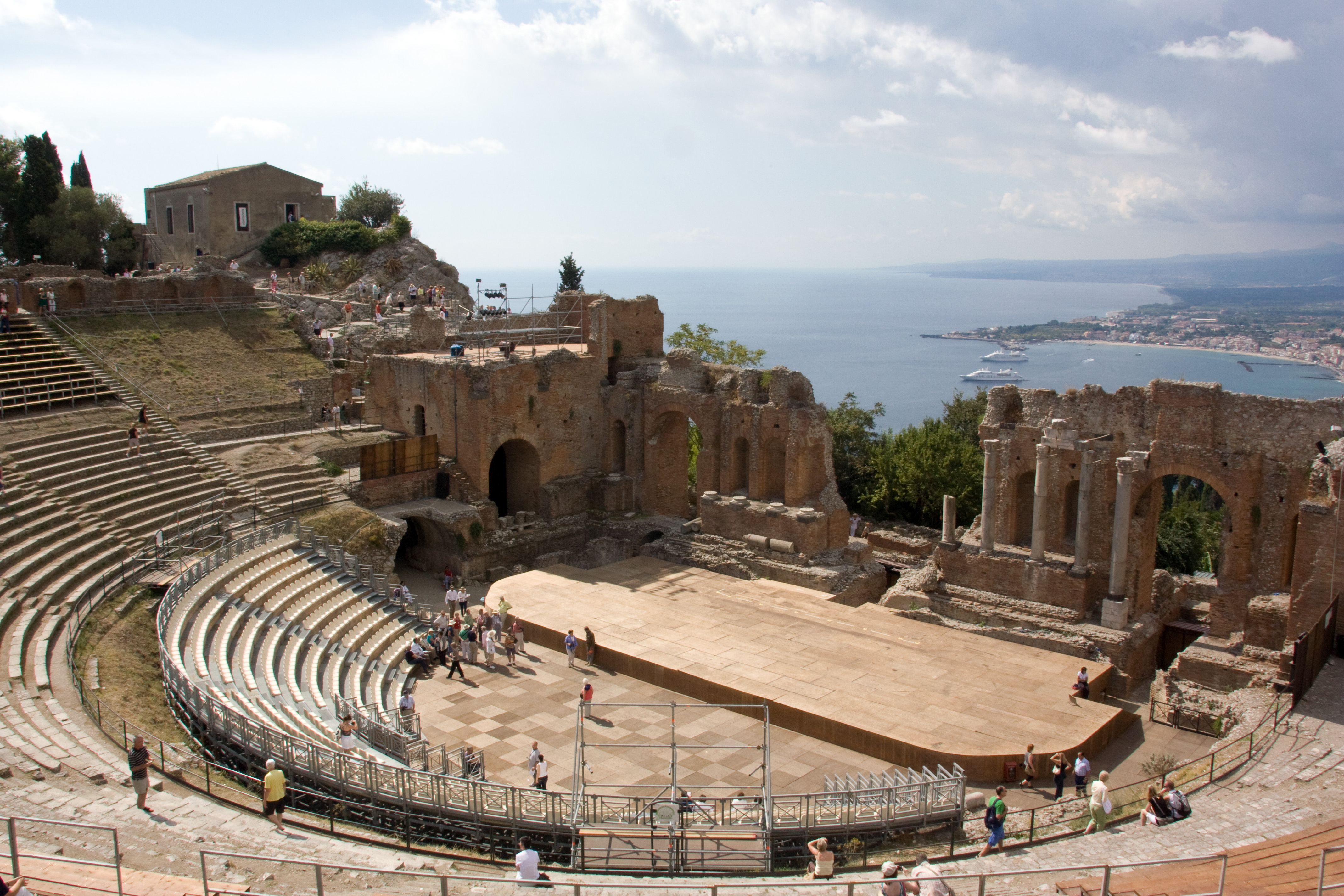
El teatre de Tauromènion

- Abacènon
- Adrànon
- Agírion
- Etna
- Acragant
- Acres
- Alesa
- Alòncion (fi)
- Apol·lònia de Sicília
- Engíion
- Eubea (es)
- Galèria (fi)
- Gela
- Heloros
- Henna
- Heraclea Minoa
- Heraclea (es)
- Herbessos
- Hèrbita
- Hímera
- Hipana
- Imàcara
- Cal·lípolis
- Camarina
- Càsmena
- Catana
- Centòripa
- Cefalèdion
- Leontins
- Lípara
- Longane (fr)
- Mègara Hiblea
- Morgantina
- Miles
- Mitístrat
- Nacona (en)
- Naxos
- Petra
- Píacos (fi)
- Selinunt
- Siracusa
- Tauromènion
- Tíndaris
- Zancle (Messana)

A més, hi havia les comunitats dels tirrens i els escielaneus, organitzats com a polis sense un nucli urbà.

## Magna Grècia

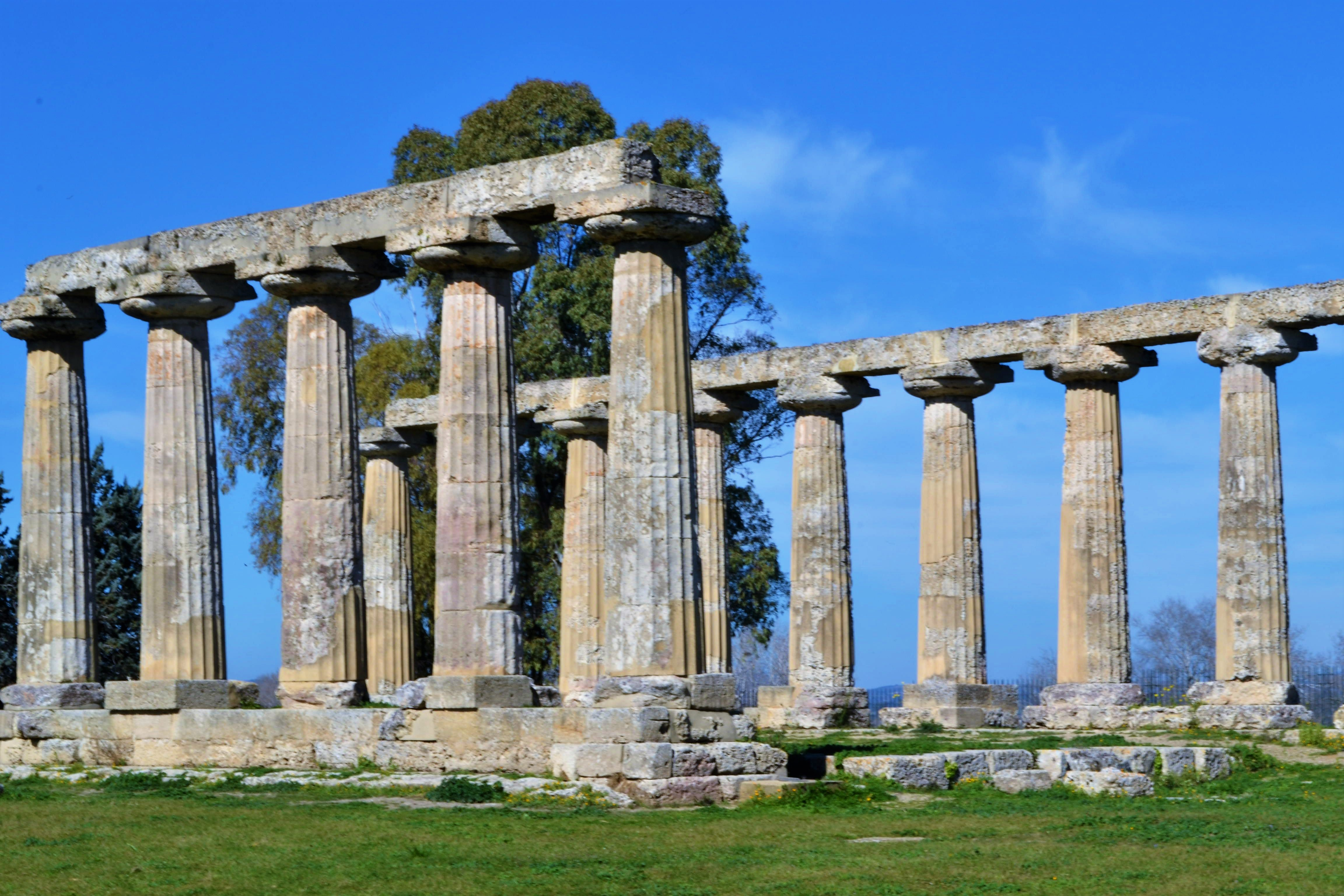
Temple a Metapont

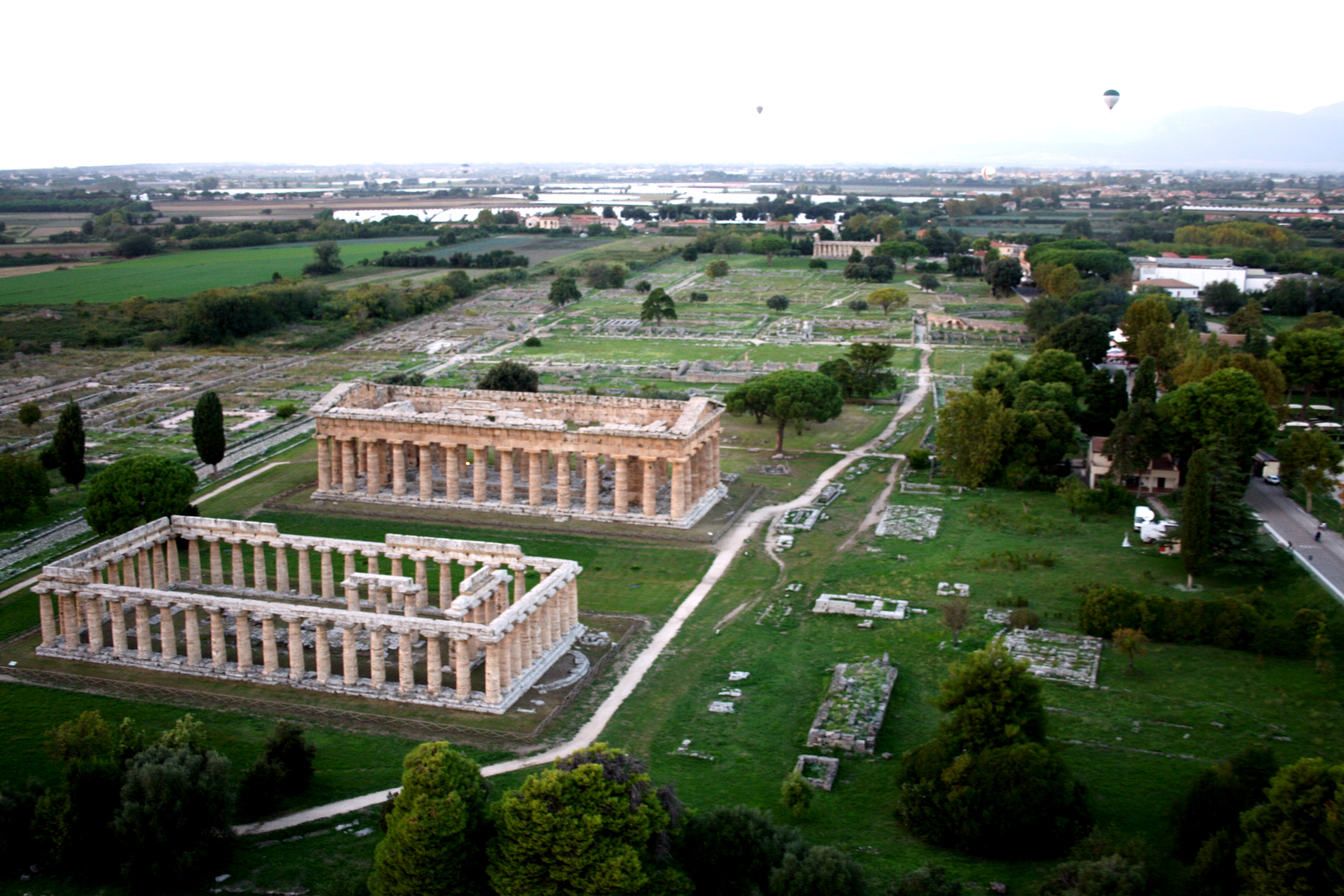
Els temples de Posidònia

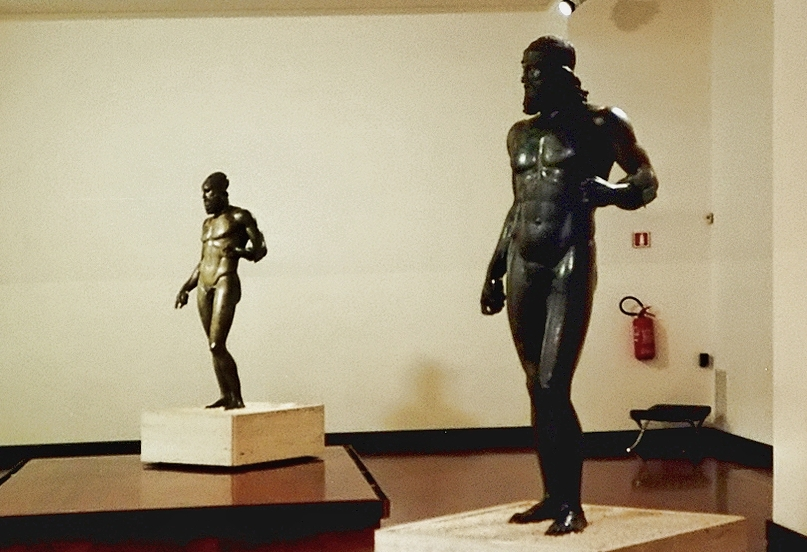
Els guerrers de Riace, trobats a prop de Règion

- Brentèsion
- Heraclea de Lucània
- Hipònion
- Híela / Èlea
- Caulònia
- Crotona
- Cime / Cumes
- Laos
- Locres Epizefiris
- Medma
- Metapont
- Metaure
- Neàpolis
- Pandòsia
- Pitecusses (it)
- Posidònia
- Pixunt
- Règion
- Siris
- Síbaris
- Tarant
- Tèmesa
- Terina
- Túrios

### Adriàtic nord
- Àdria
- Ancona
- Espina

## Il·líria

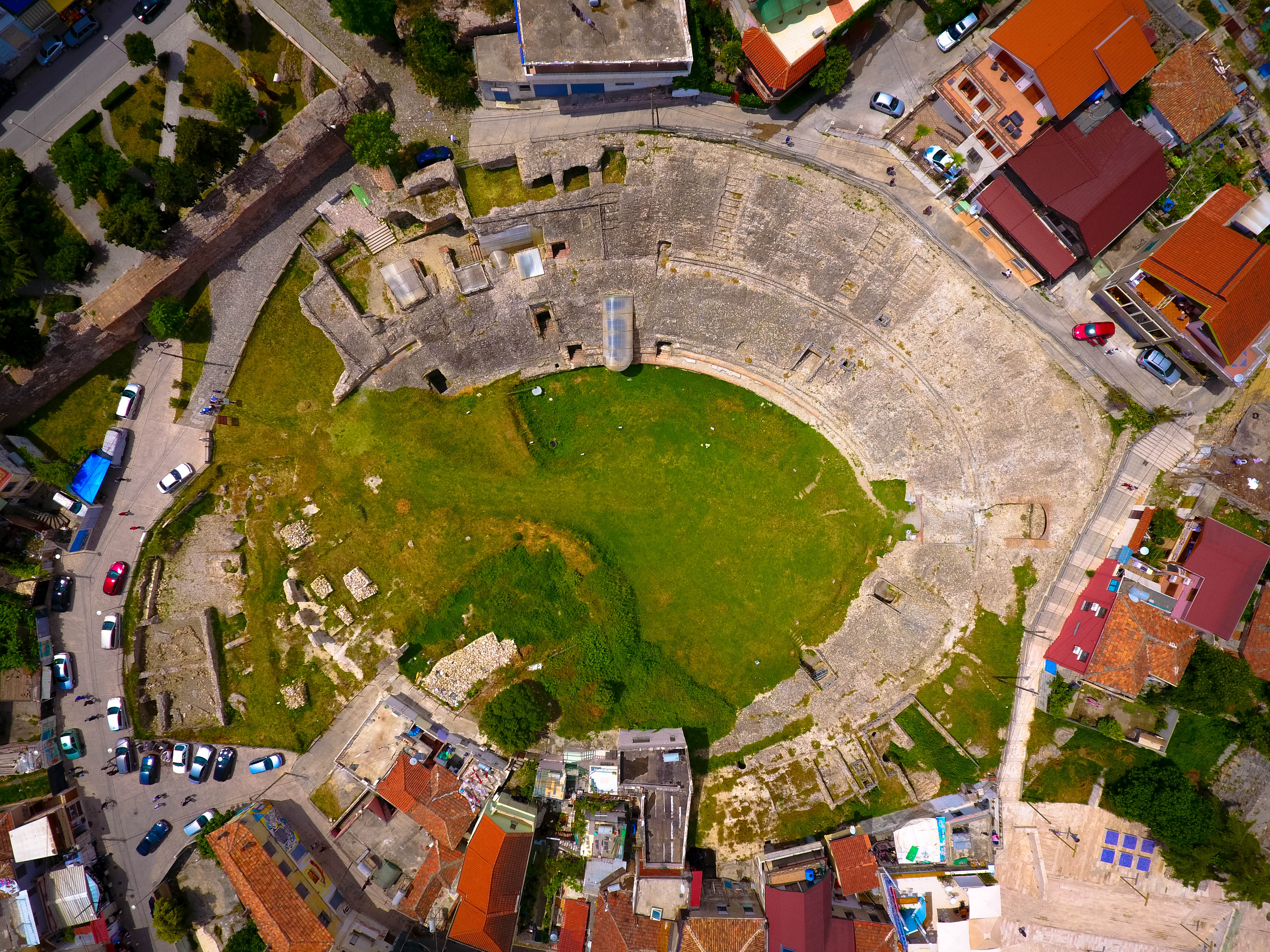
L'amfiteatre de Dirràquion

- Apol·lònia d'Il·líria
- Corcira Negra (fi) (illa de Korčula)
- Epidamne / Dirràquion
- Faros (illa de Hvar)
- Heraclea d'Il·líria (illa de Hvar)
- Issa (sq) (illa de Vis)
- Lissos

## Epir
- Abància
- Artíquia (en)
- Bàcies (en)
- Berenice (en)
- Búqueta (en)
- Butròton
- Bil·lis
- Dodona
- Elatea (en)
- Èlea
- Èfira
- Eurímenes (en)
- Gítana
- Hòrraon (en)
- Cassopa
- Nicea
- Olimpa
- Òric
- Pandòsia
- Passaró
- Fànote (en)
- Fenice
- Peonos (en)
- Tecmó (en)
- Torone
- Ezmàrata (en)

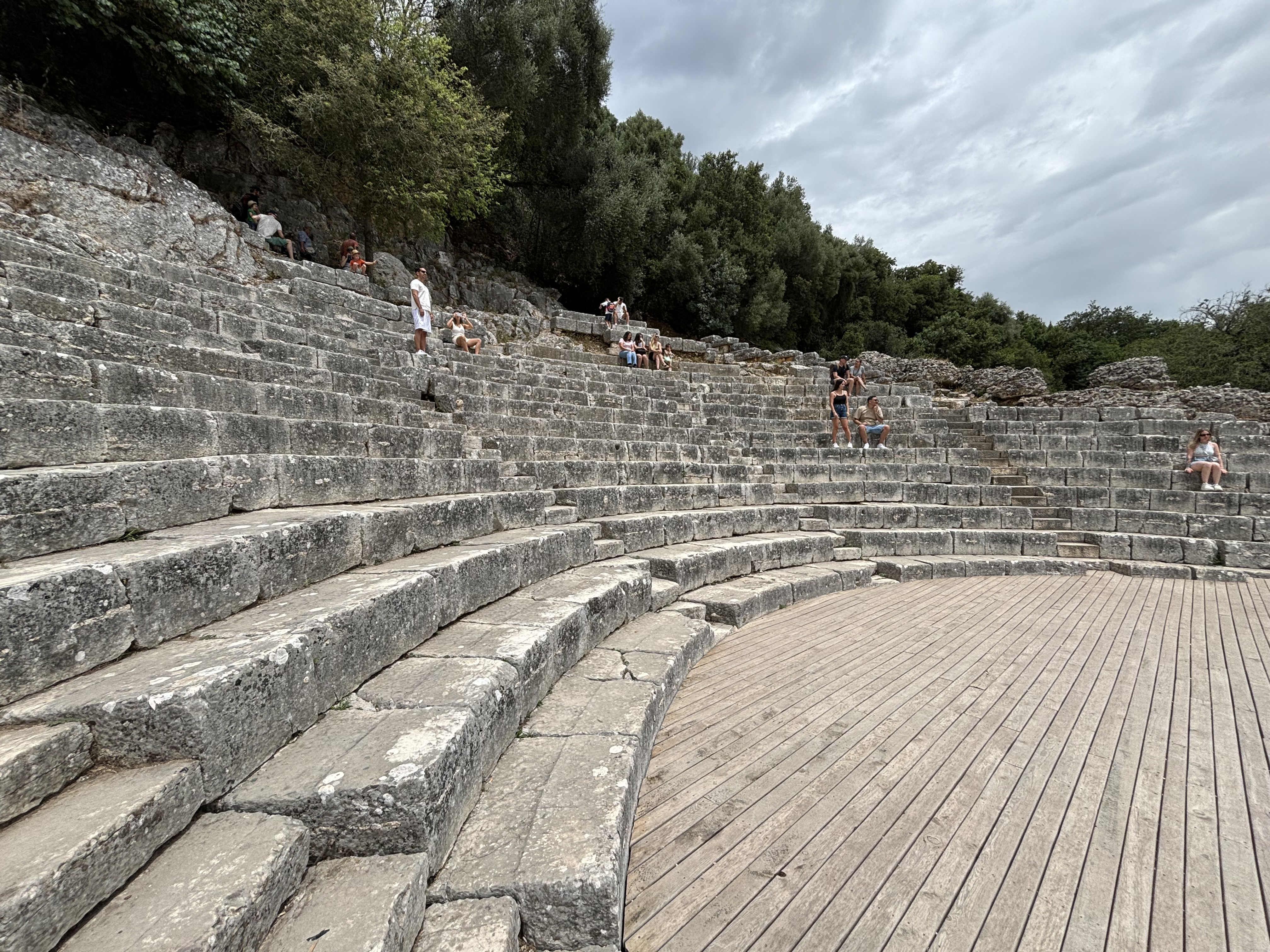
El teatre de Butrot

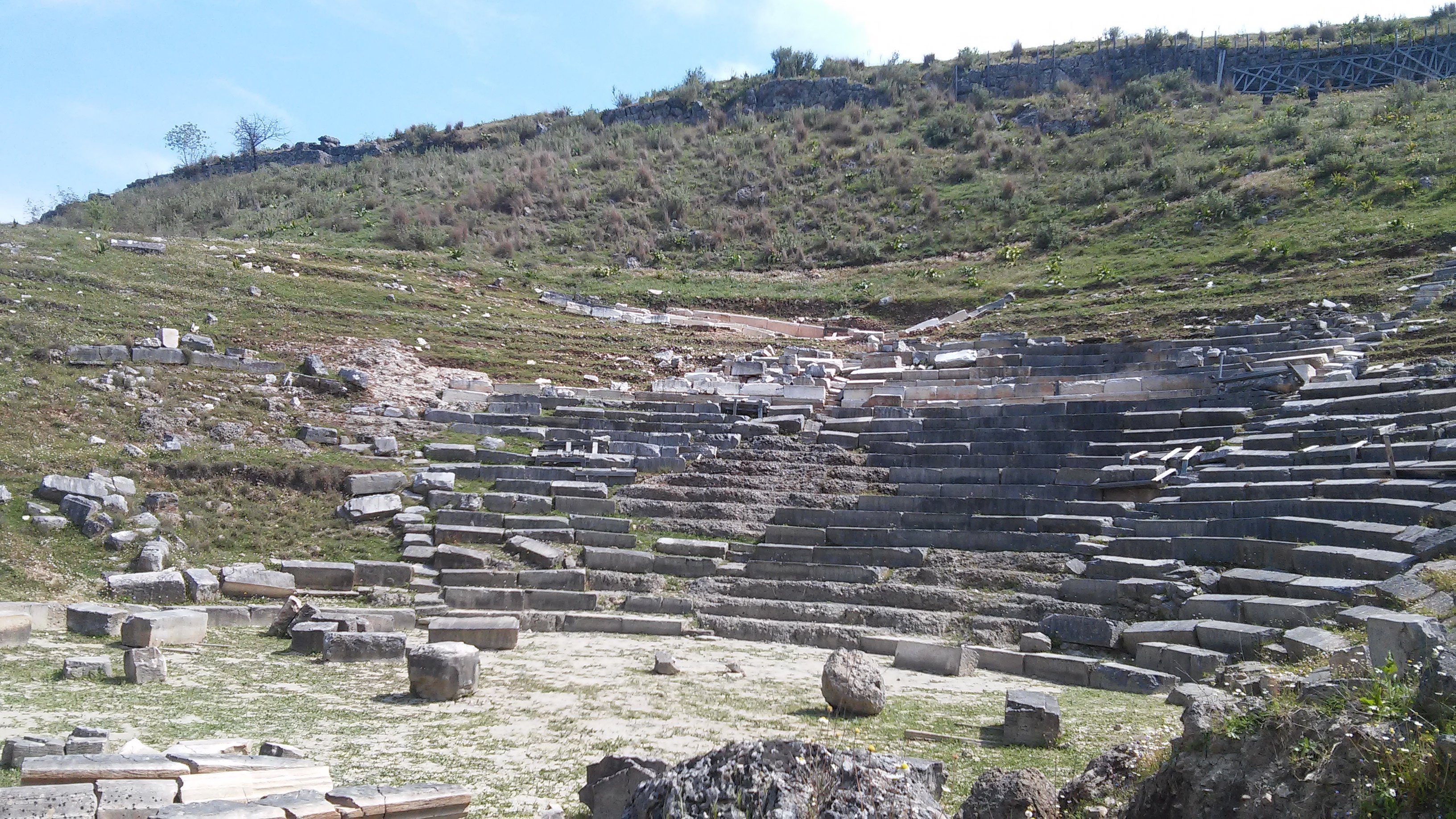
El teatre de Gítana

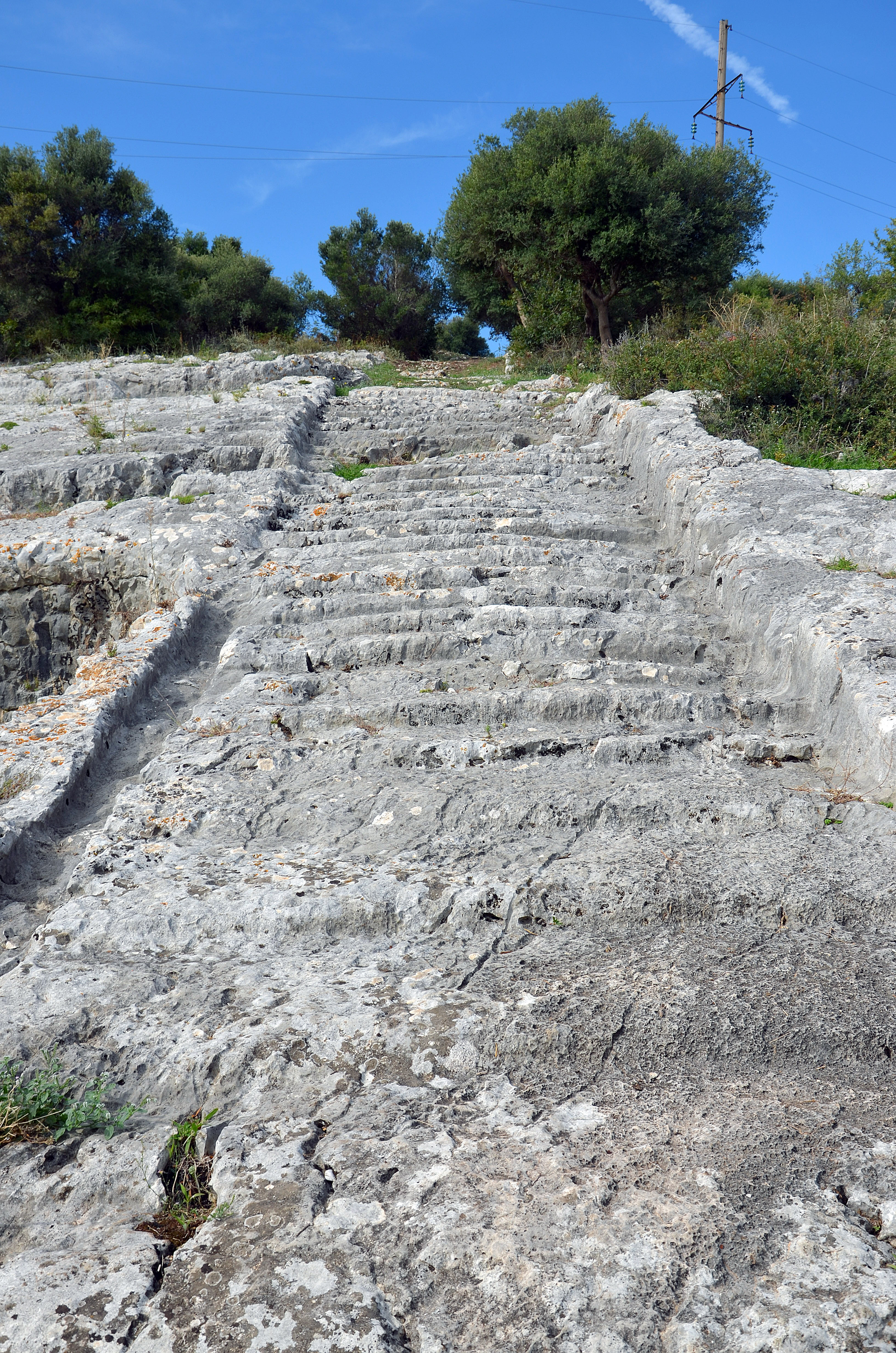
Escales a l'acròpolis d'Òric

- Nicòpolis de l'Epir, al golf d'Ambràcia, a 3 km de Preveza

## Acarnània

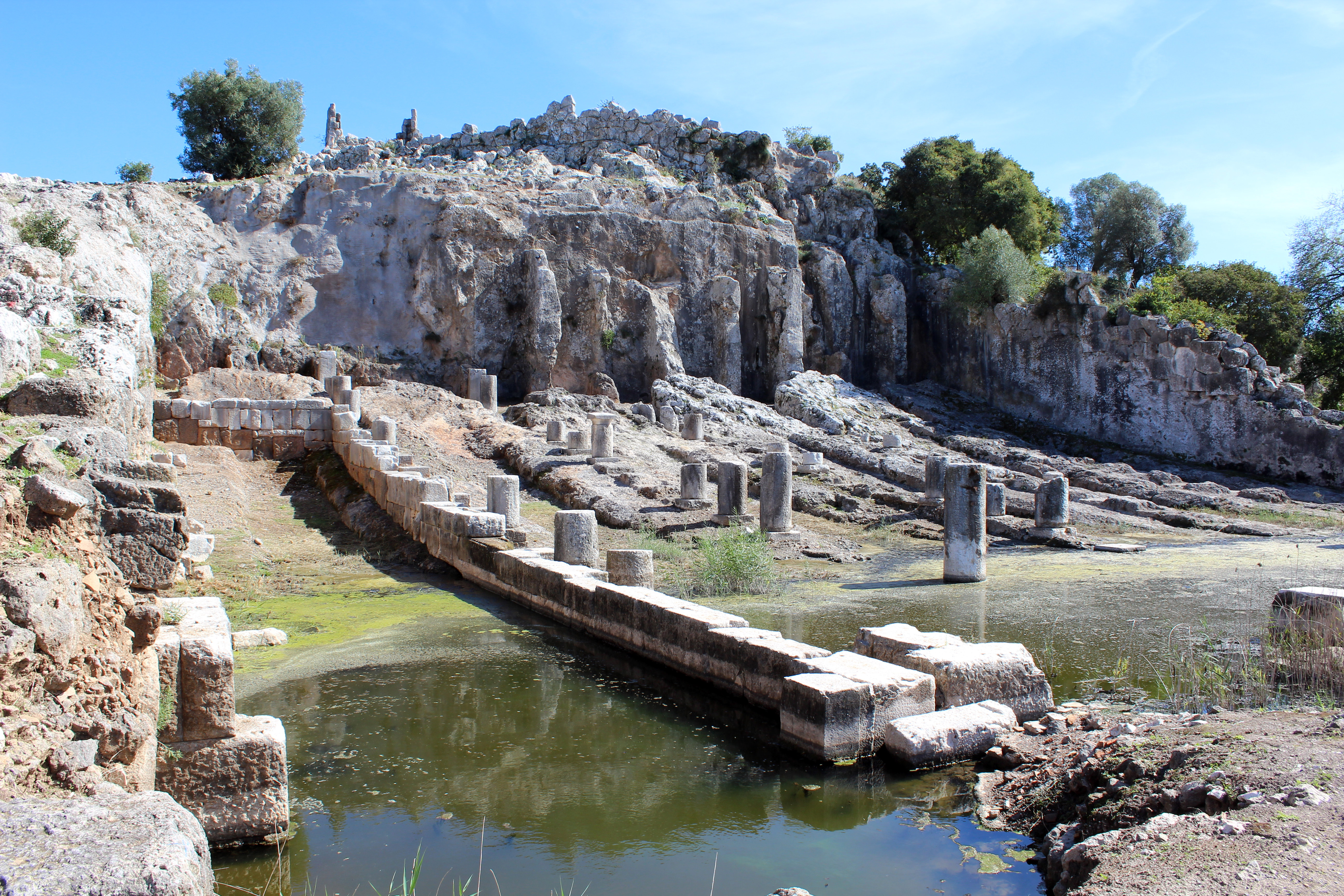
Restes de l'antiga Eníades

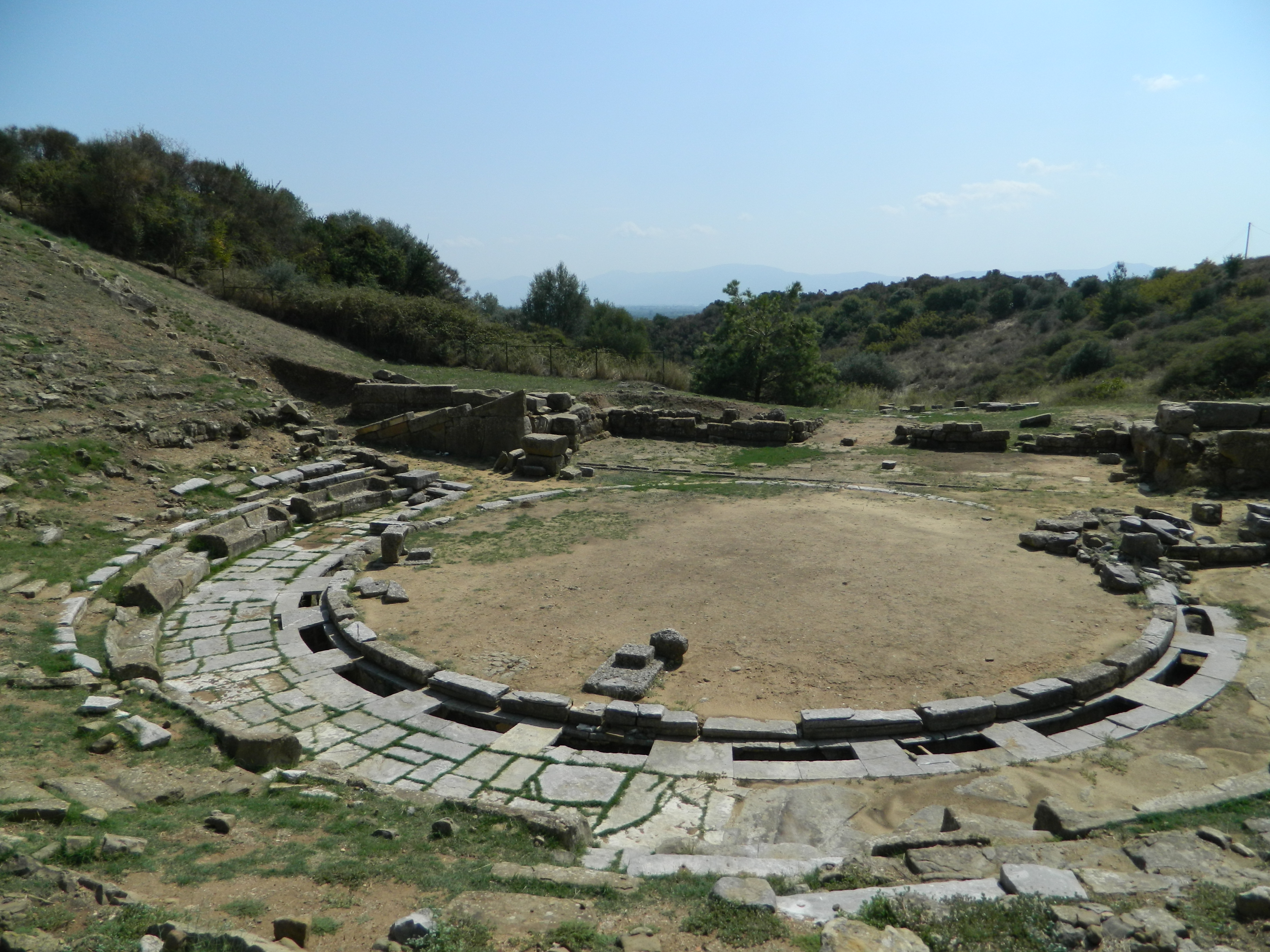
El teatre d'Estratos

- Alízia
- Ambràcia
- Anactòrion
- Argos Amfíloc
- Àstac
- Dèrion (en)
- Eníades
- Equinos (en)
- Euripos (en)
- Heraclea d'Acarnània (en)
- Hiporees (en)
- Ítaca
- Corcira
- Coronta
- Crànios
- Lèucada
- Limnea
- Metròpolis d'Acarnània
- Medió
- Paleros
- Pale
- Fècies
- Pronnes
- Same
- Sòl·lion
- Estratos
- Tirreu
- Toribea (en)
- Zacint

## Etòlia

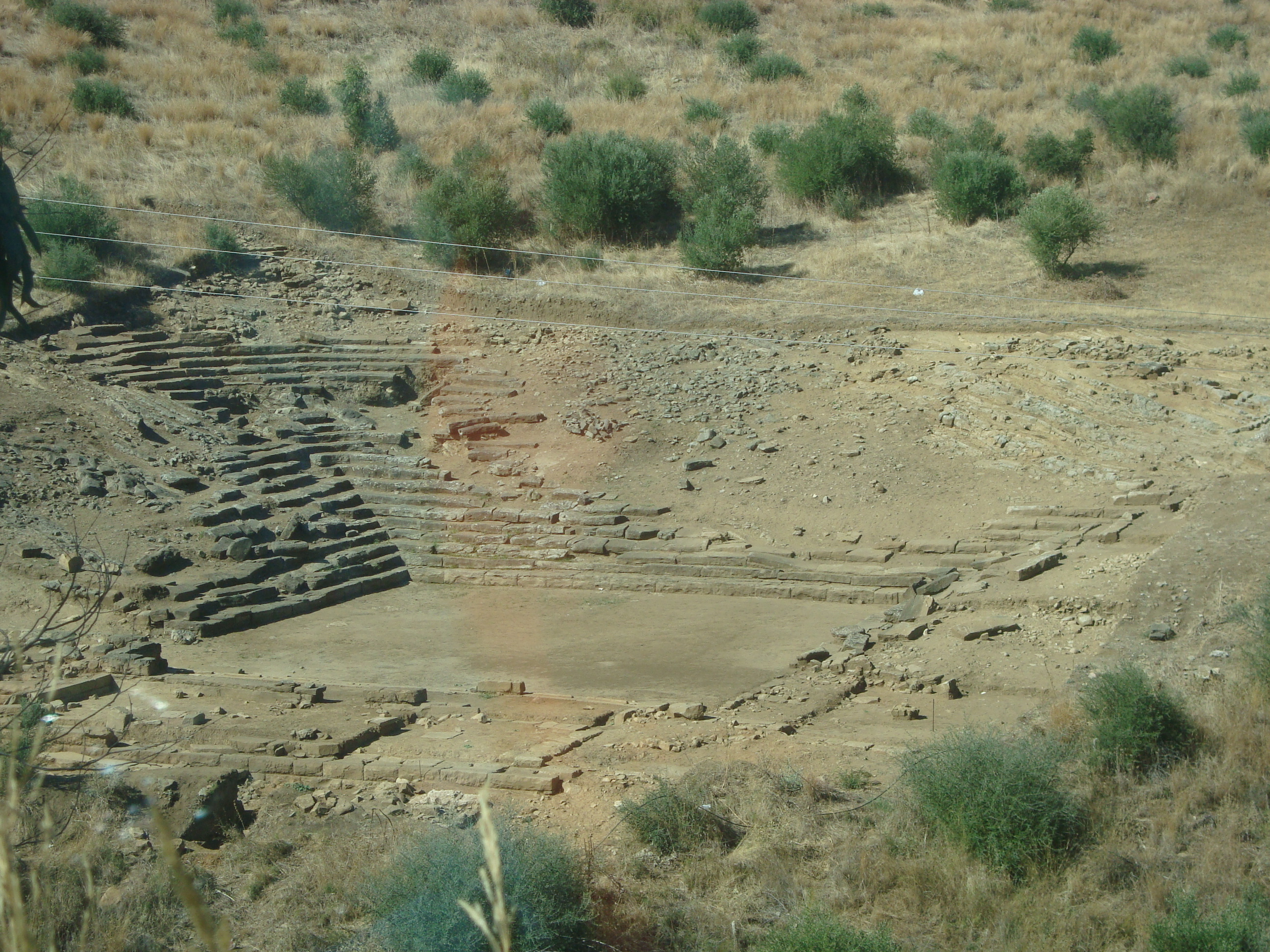
Restes de l'antiga Calidó

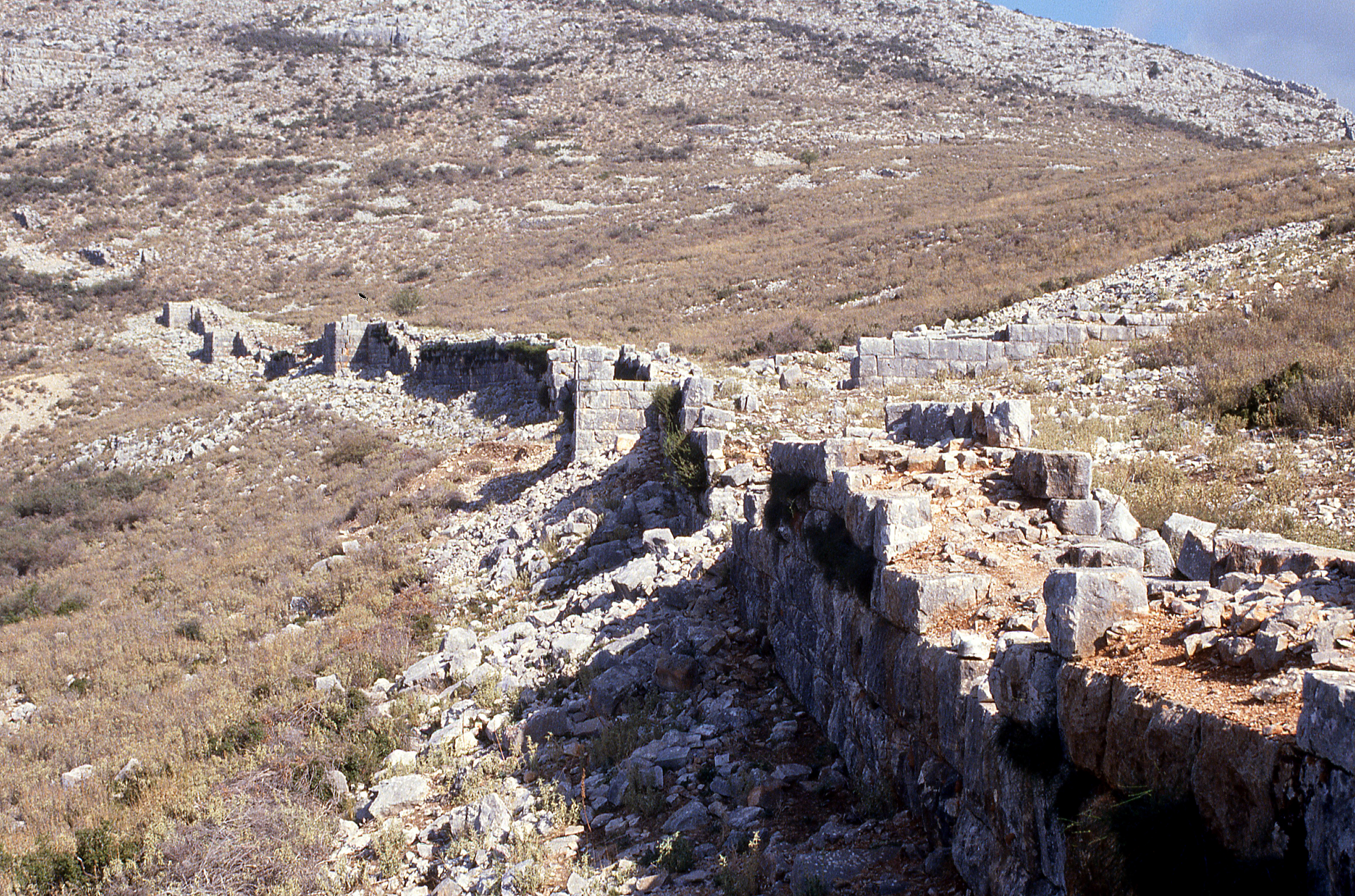
Restes de la murada de l'acròpoli de Pleuró

- Agrínion
- Egícion
- Acripos (en)
- Calcis
- Halicirna
- Càl·lion
- Calidó
- Macina
- Molicrèon
- Fola
- Fílea (en)
- Pleuró
- Pròsquion
- Termínea (en)
- Triconèon

## Lòcrida

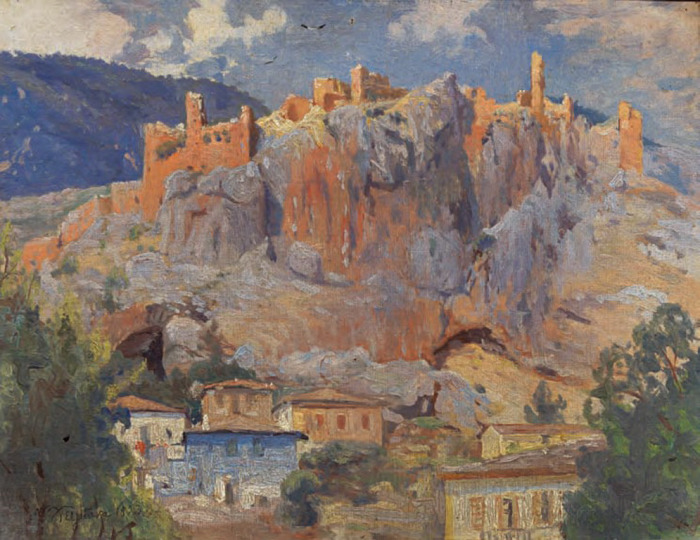
Pintura del pintor Nikolaos Himonas del castell d'Amfissa

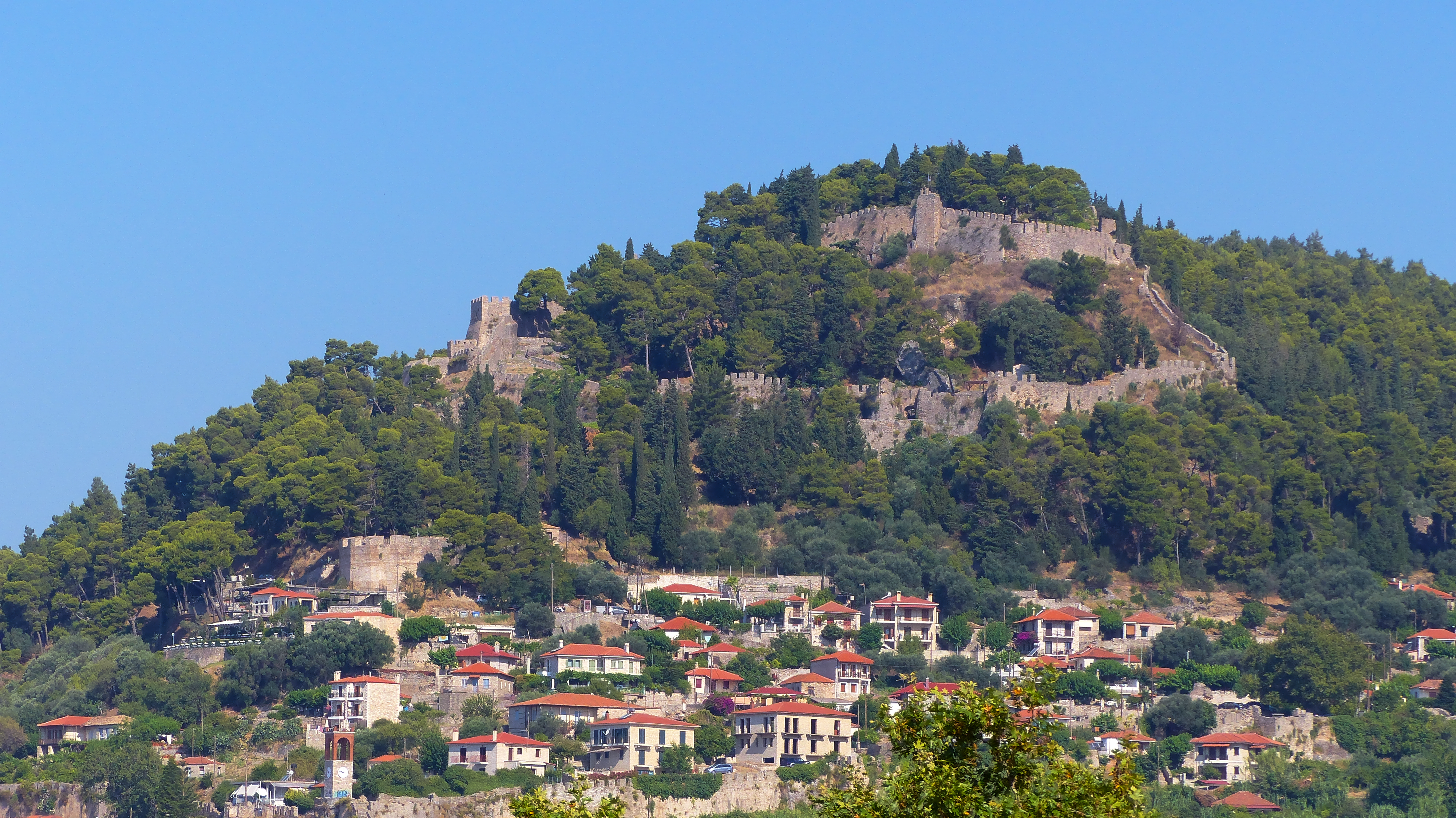
El castell de Naupacte

### Lòcrida ozòlia
- Àlope (en)
- Amfissa
- Calèon (en)
- Hiea (en)
- Hípnia (en)
- Miània (es)
- Naupacte
- Eàntea
- Tolofó (en)
- Trítea (en)

A més, hi havia les comunitats dels issis i els messapis, organitzats com a polis sense un nucli urbà.

### Lòcrida opúncia
- Àlope (en)
- Cinos
- Hales (en)
- Larimna
- Opunt

### Lòcrida epicnemídia
- Alpenos (it)
- Cnèmides (en)
- Escarfea
- Nàrix
- Nicea de la Lòcrida
- Trònion

## Dòrida
- Bèon (en)
- Citínion
- Eríneos (en)
- Pindos

## Fòcida

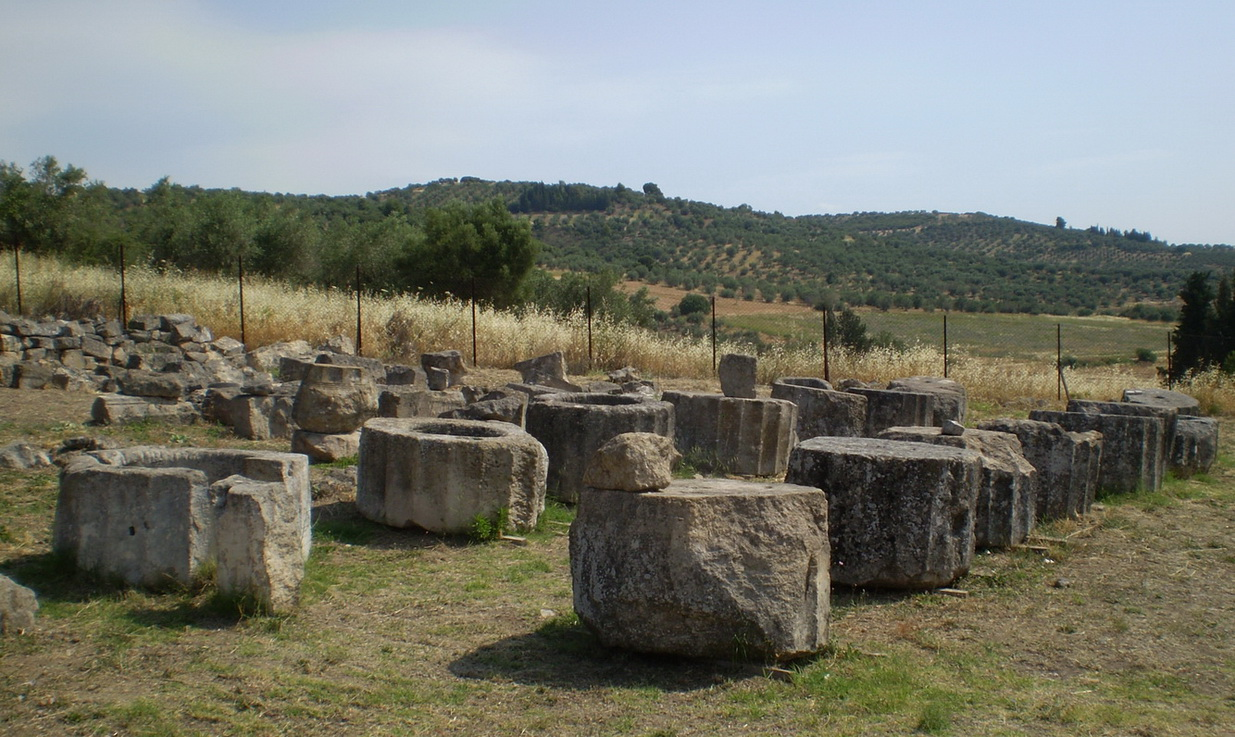
Restes del santuari d'Abes

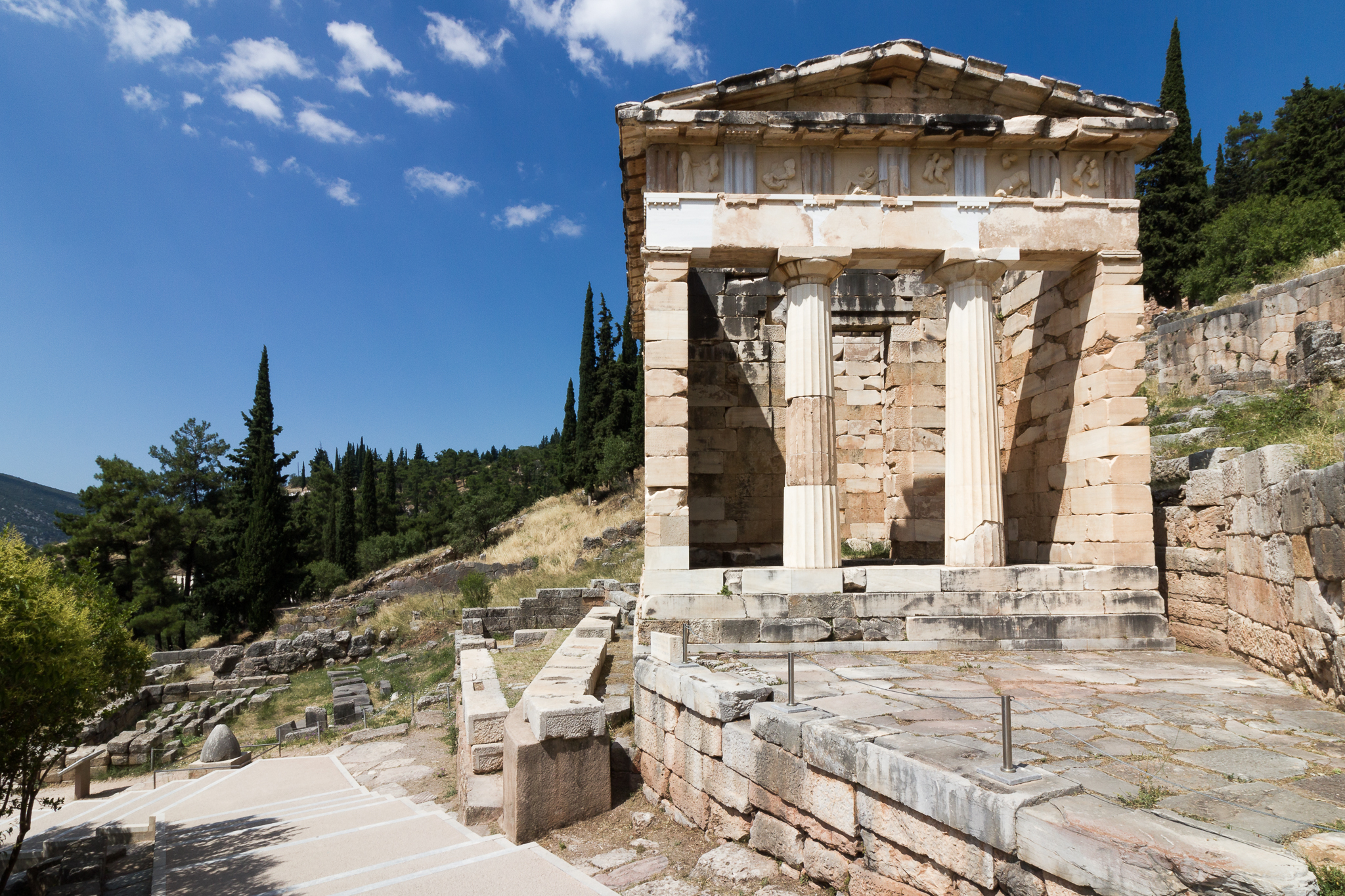
El tresor dels atenesos, a Delfos

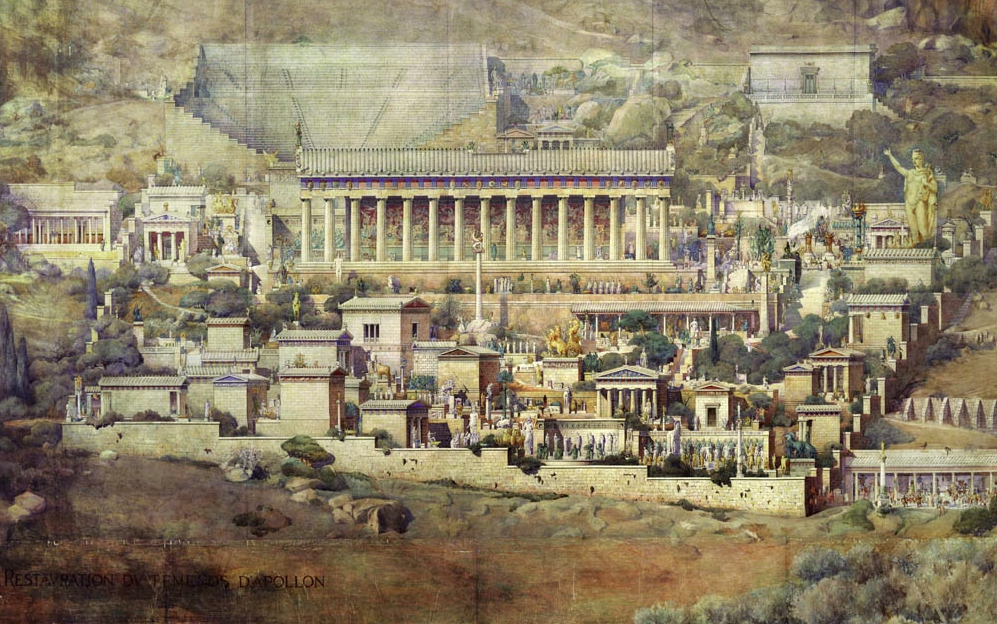
Reconstrucció de l'aspecte de Delfos segons Albert Tournaire

- Abes
- Eòlida
- Ambrissos (en)
- Amficea (en)
- Anticira
- Bulis
- Càradra (en)
- Daulis
- Delfos
- Drimos
- Equedamia (en)
- Elatea
- Erocos (en)
- Hiàmpolis
- Cirra
- Ledont
- Lilea
- Medeó
- Neó / Titòrea
- Parapotàmios (en)
- Pediees (en)
- Panopeu
- Fligònion (en)
- Estiris
- Titrònion
- Traquis de la Fòcida (en)
- Tronea (en)

## Beòcia

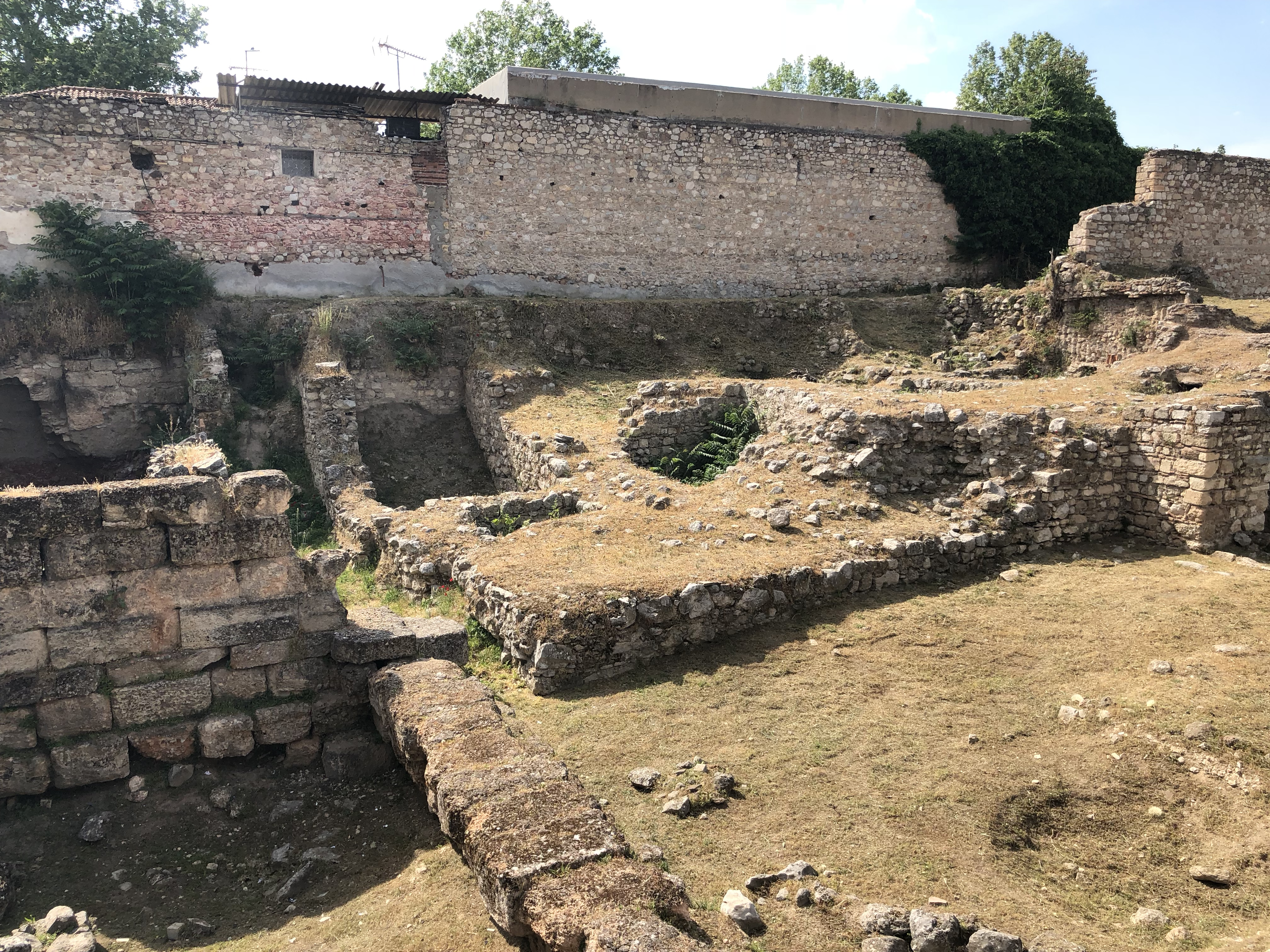
Restes de la fortalesa Cadmea, el palau de Tebes

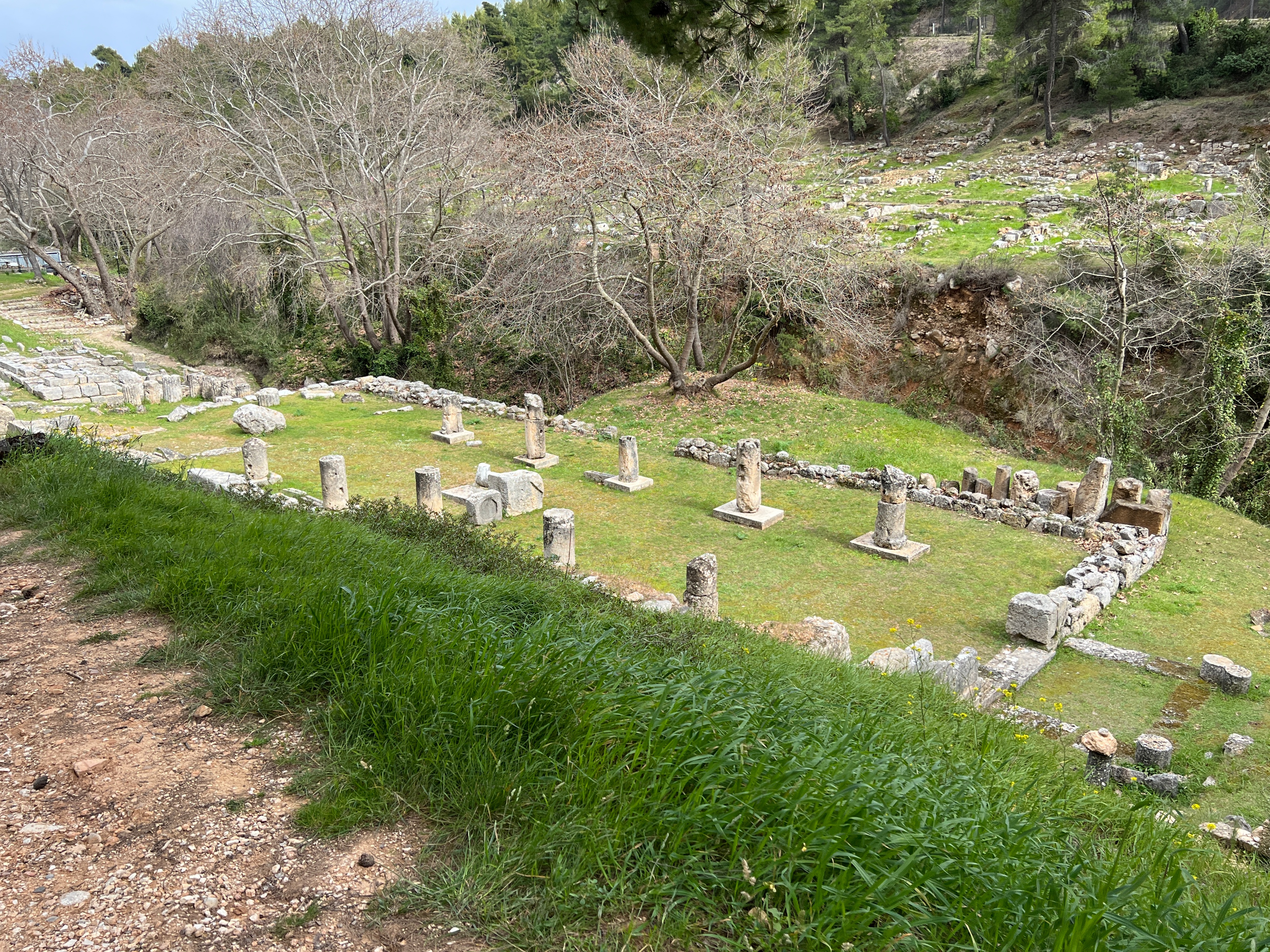
L'Amfiarèon d'Oropos

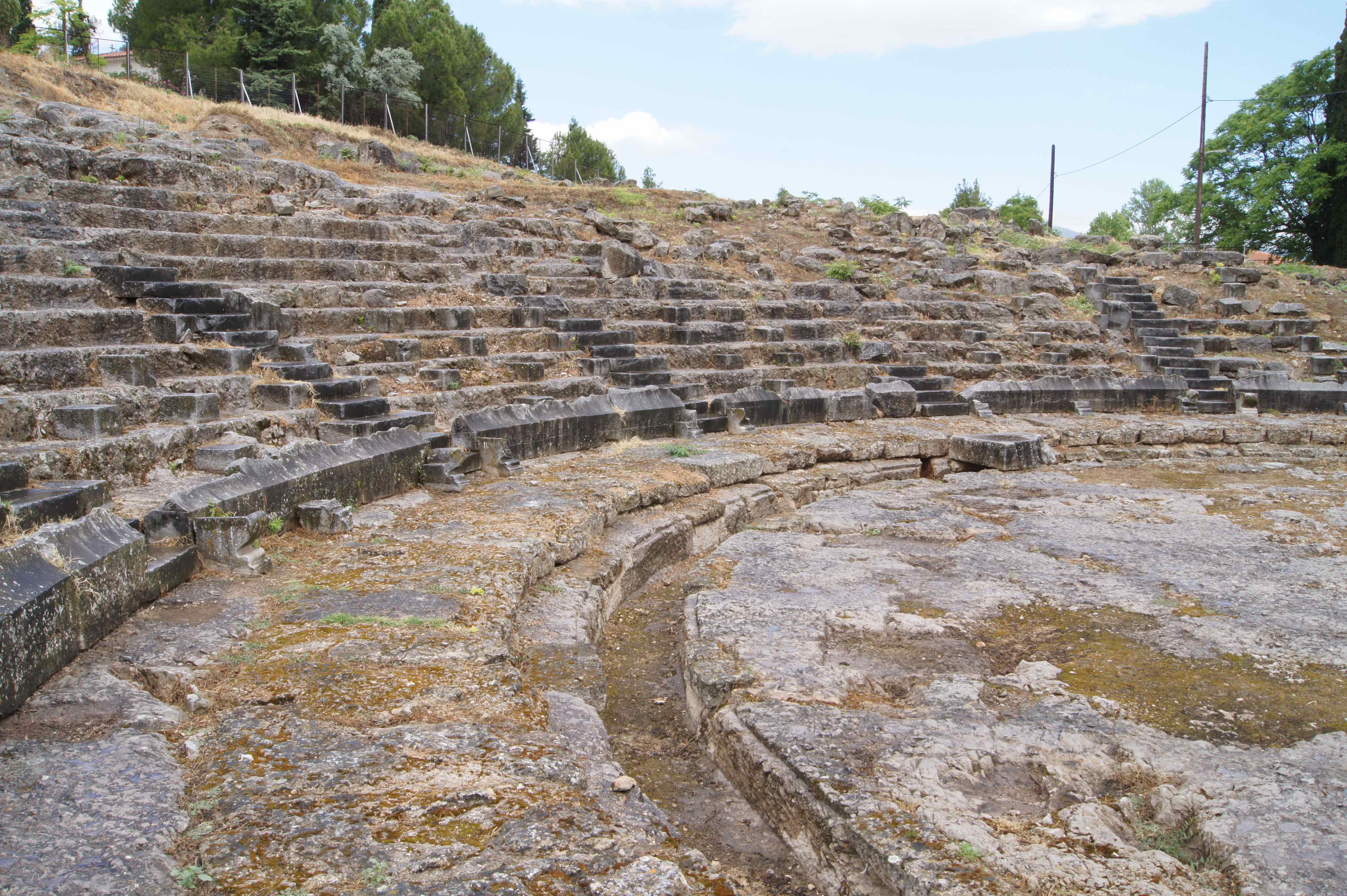
El teatre d'Orcomen

- Acrèfia
- Alalcòmenes
- Antèdon
- Queronea
- Còrsies
- Èritres
- Eteonos
- Eutresis
- Haliart
- Hietos
- Hísies
- Copes
- Coronea
- Lebadea
- Micalessos
- Orcomen
- Oropos
- Fares
- Platees
- Pòtnies
- Sifes
- Escolos
- Tànagra
- Tebes
- Tèspies
- Tisbes

## Istme

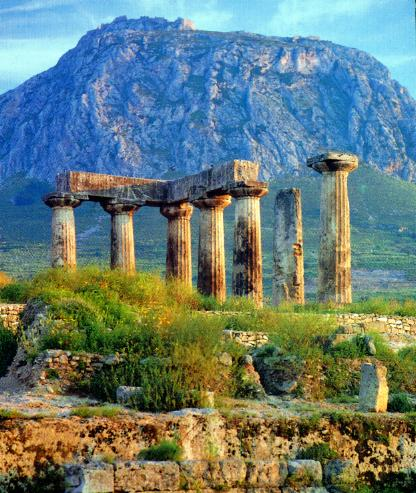
El temple d'Apol·lo amb Acrocorint al fons

- Egòstena
- Pages
- Mègara
- Corint
- Sició

## Acaia

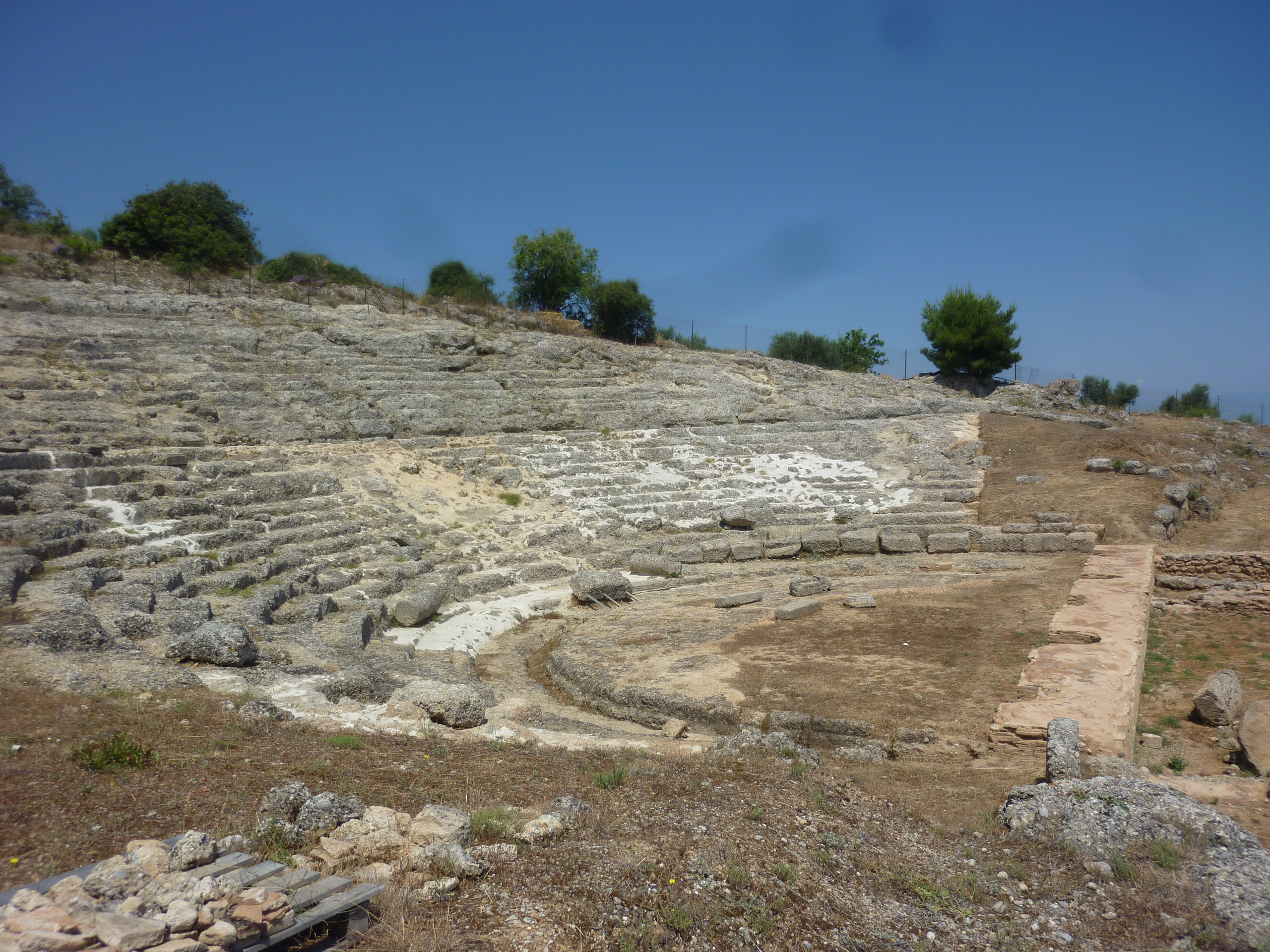
El teatre d'Egira

- Eges
- Egira
- Ègion
- Asquèon (en)
- Bura
- Dime
- Hèlice
- Cerinea
- Leòncion
- Òlenos
- Patres
- Pel·lene
- Fares
- Fèl·loe
- Ripes
- Tritea

## Èlida
L'Èlida es dividia en quatre regions. Les ciutats dels alasieus, els anets, els caladris, els evaeus i Larisa no han pogut esser localitzades.

### Èlida buida

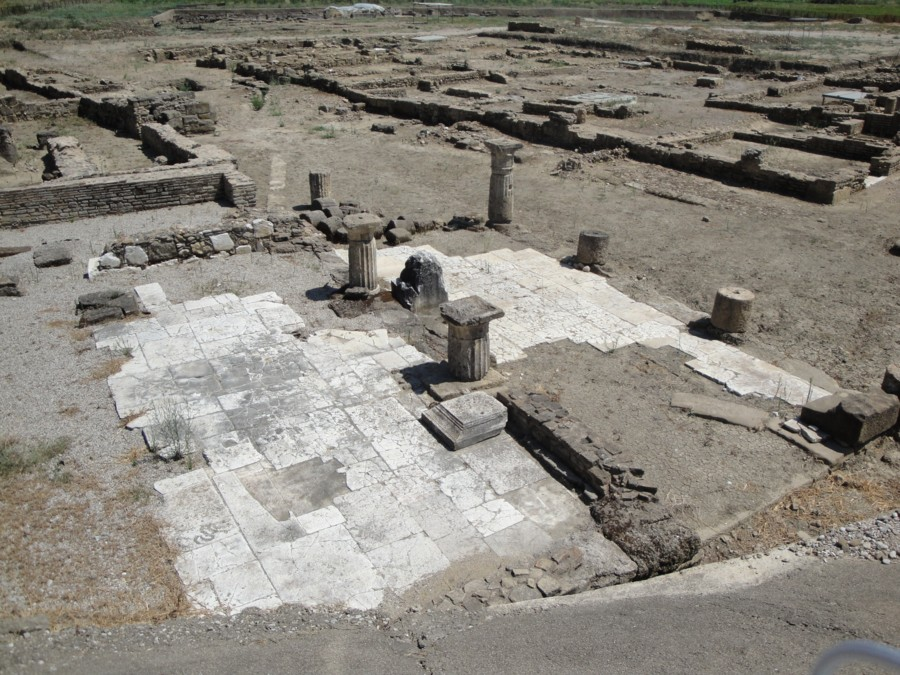
Restes de la ciutat d'Elis

- Elis
- Cil·lene
- Pilos

### Acrorea
- Àlion (en)
- Eupàgion (en)
- Lasió
- Opunt (en)
- Trestos (en)

### Pisàtida

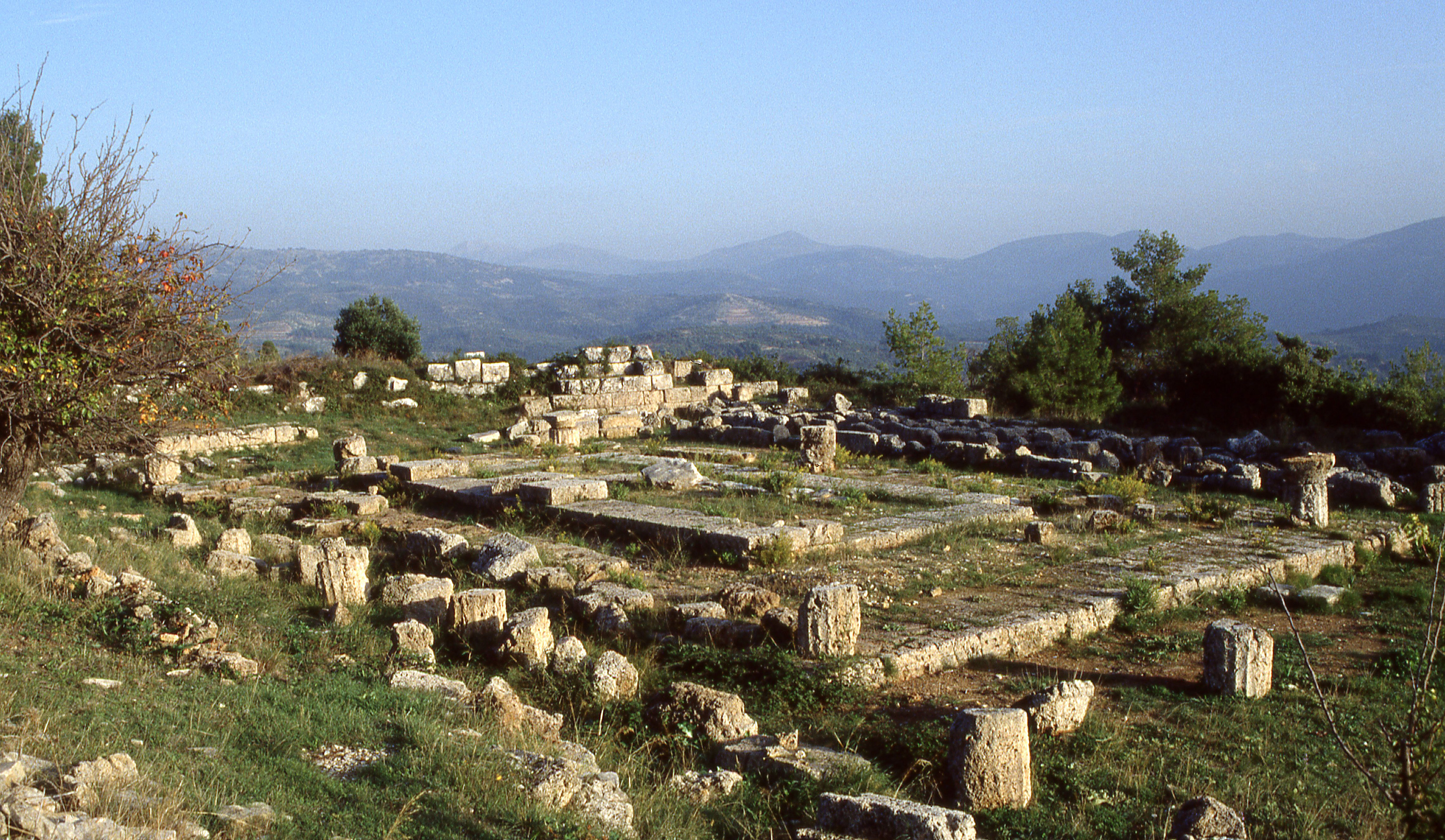
El temple de Demèter de Lèpreon

- Amfídolos
- Dispòncion
- Lenos (en)
- Letrinos
- Margana
- Pisa

### Trifília
- Epi
- Epitàlion
- Escil·lunt
- Lèpreon
- Macistos
- Núdion (en)
- Frixa
- Pirgos

## Arcàdia

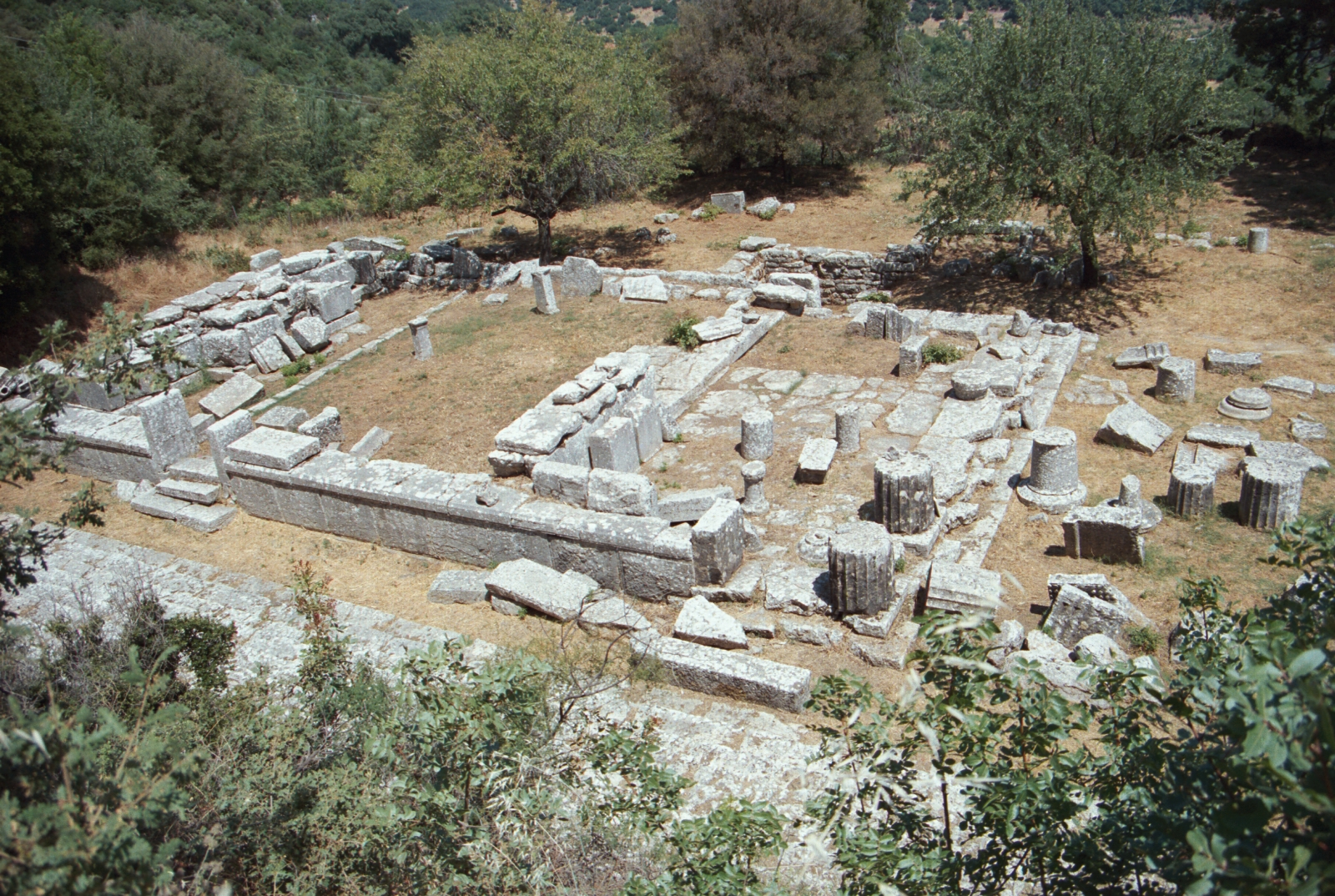
El temple de Despena a Licosura

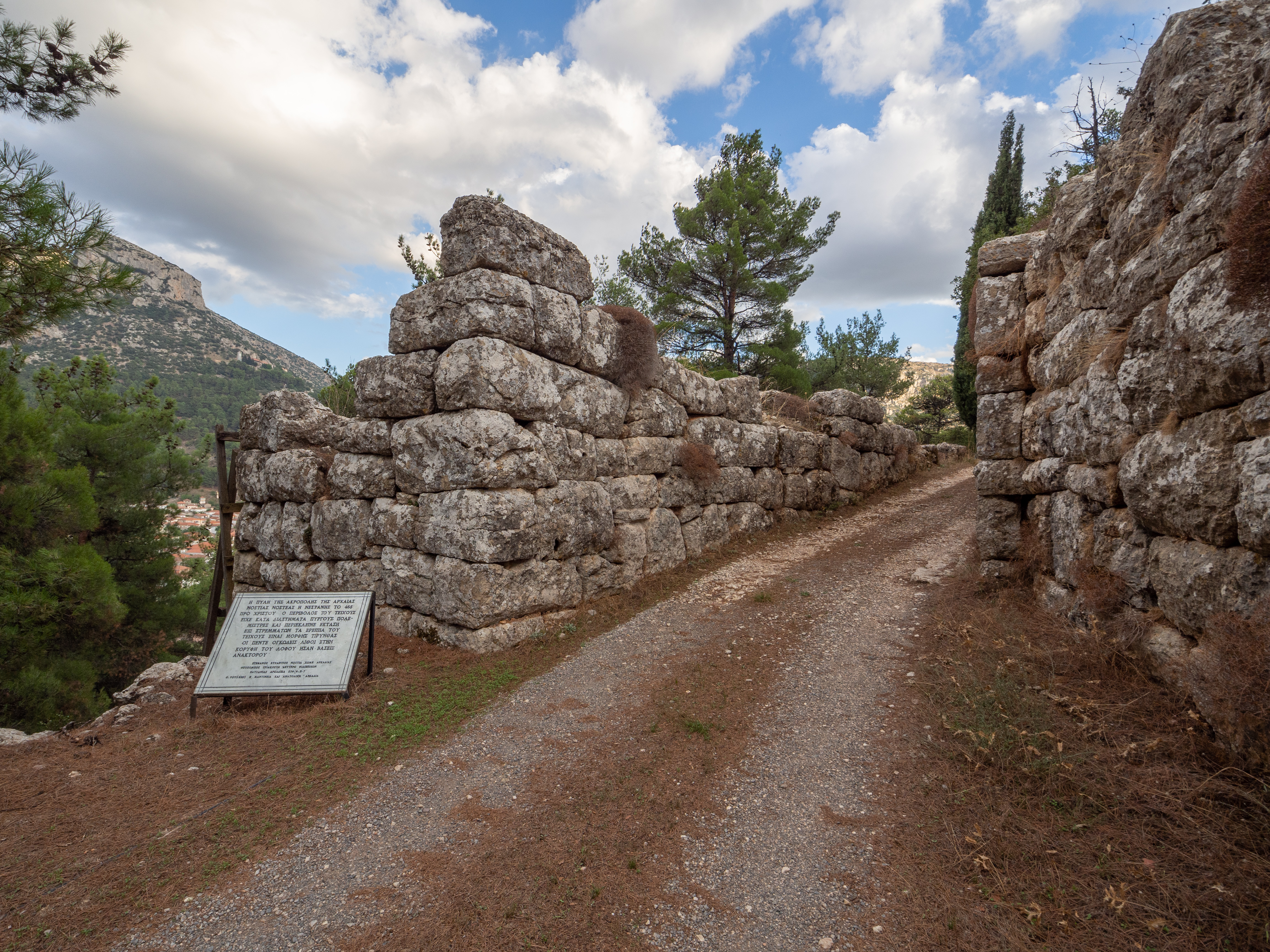
L'entrada a l'acròpoli de Nestane

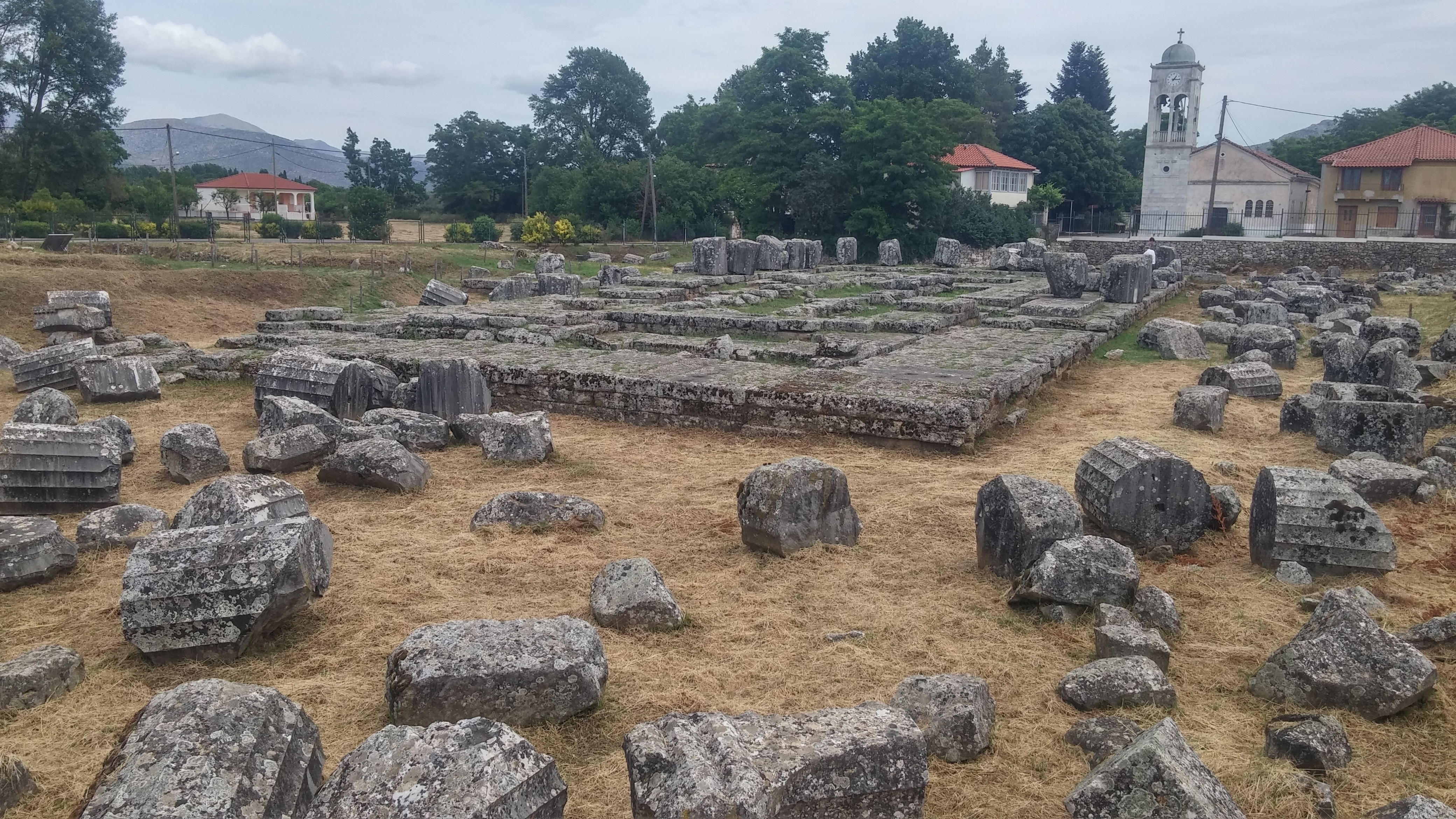
El temple d'Atena Àlea a Tègea

- Àlea (en)
- Alifera
- Àsea
- Dipea
- Evèmon (en)
- Eutea (en)
- Gortina
- Halunt (en)
- Helissont
- Herea
- Càfies
- Clítor
- Cineta
- Lusos
- Licosura
- Mantinea
- Megalòpolis
- Metídrion
- Nestane
- Nònacris
- Orcomen
- Orestàsion
- Pàon (en)
- Pal·làncion
- Fara
- Fèneos
- Figalea
- Foriea (en)
- Psofis
- Piles (en)
- Estimfal
- Talíades (en)
- Tègea
- Teutis
- Telfusa
- Tísoa (en)
- Tortinèon (en)
- Trapezunt (en)

## Messènia

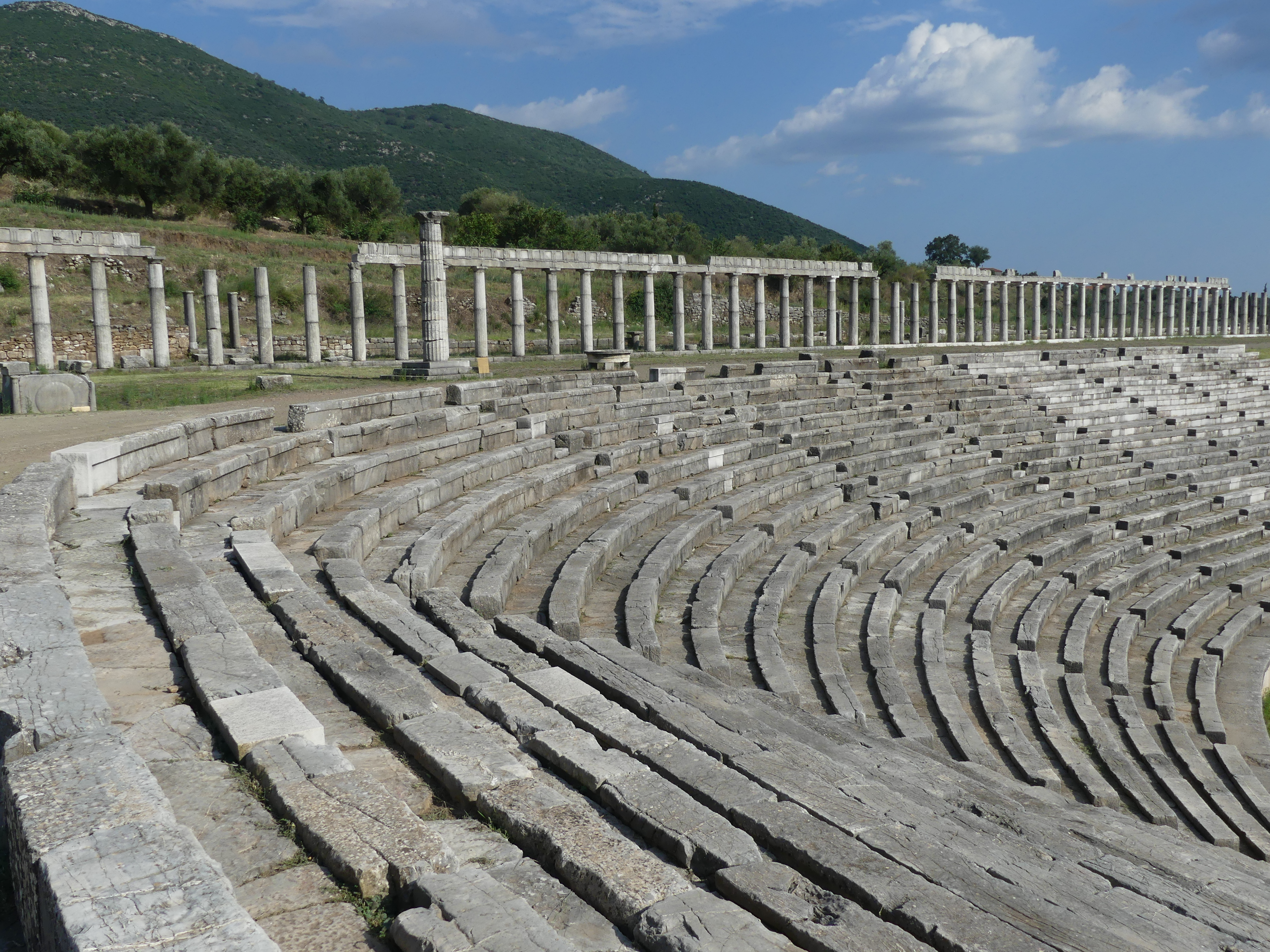
L'estadi de Messene

- Etea
- Àsine
- Auló
- Cardàmila
- Corone
- Ciparíssia
- Messene
- Motona
- Fares (en)
- Tàlames
- Túria

## Lacònia

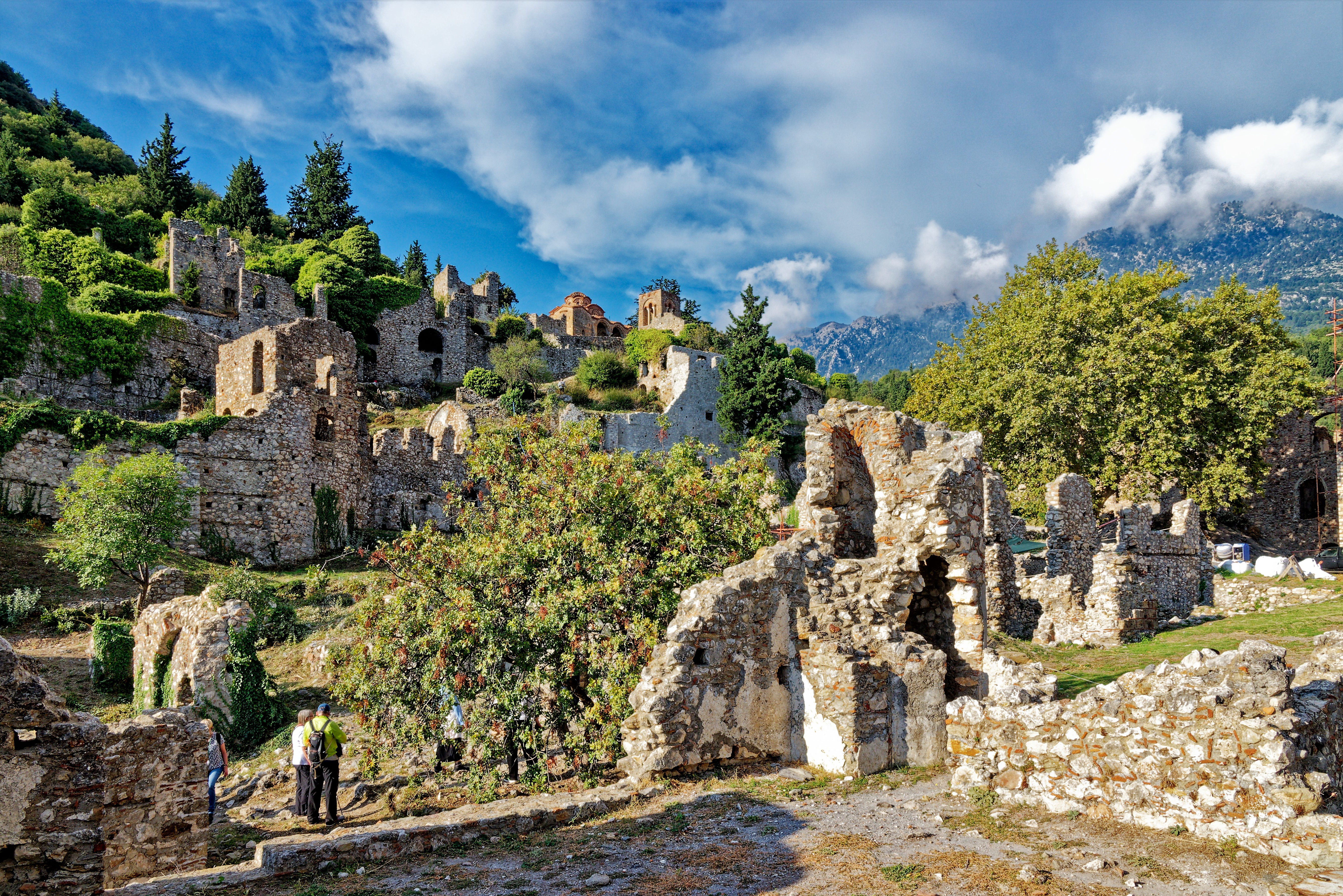
Restes de Mistràs, ciutat medieval hereva de l'antiga Esparta

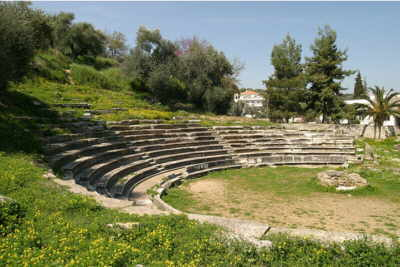
El teatre de Gitíon

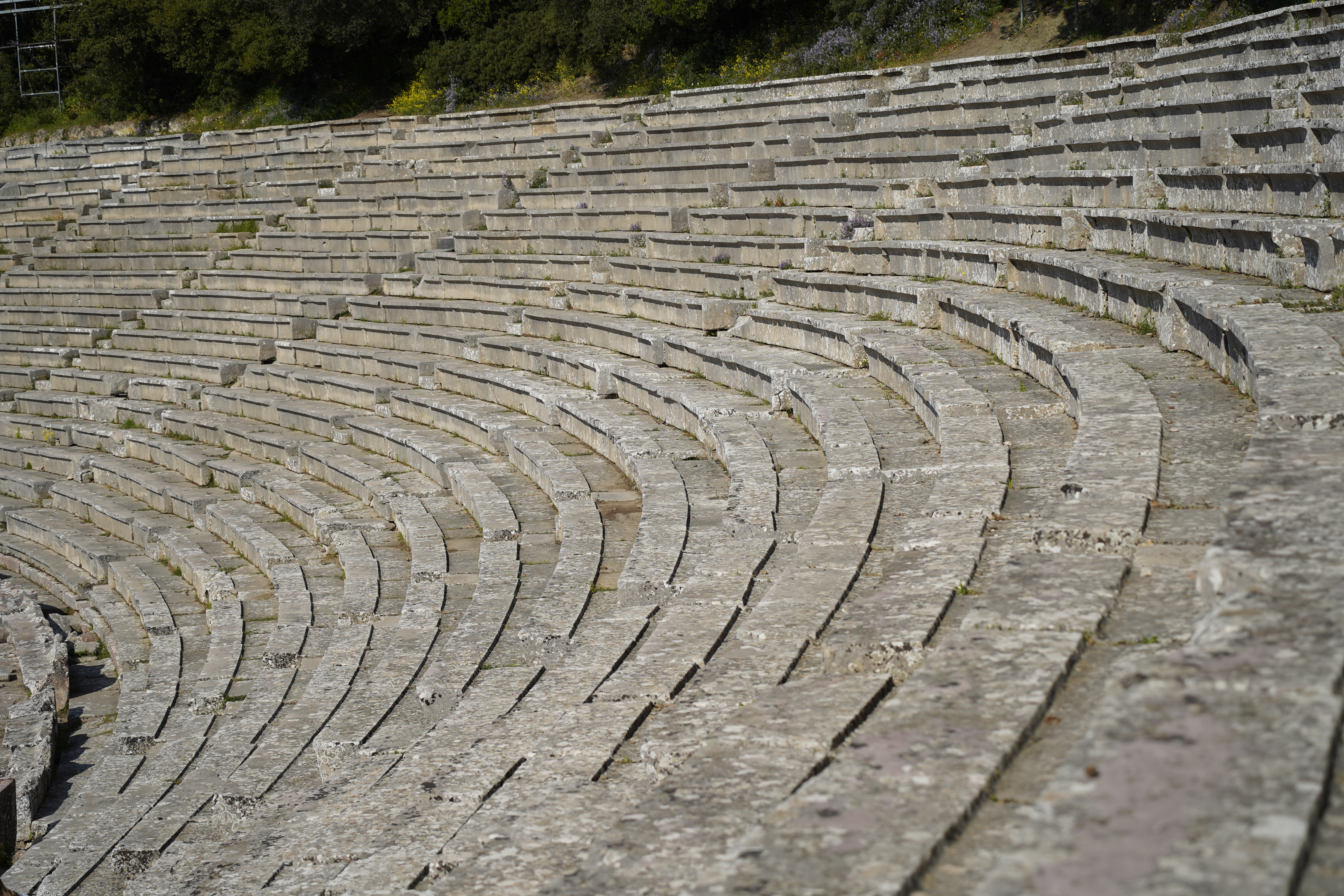
El teatre d'Epidaure

- Egis
- Afrodísia (en)
- Belemina
- Bea
- Epidaure Limera
- Esparta
- Etis (en)
- Gerontres
- Gitíon
- Cromne
- Cifanta
- Citera
- Las
- Enunt
- Ètil
- Pel·lana
- Pràsies
- Quen (en)
- Sel·làsia
- Side

### Cinúria
- Eva (en)
- Antana (en)
- Tírea (en)

## Argòlida

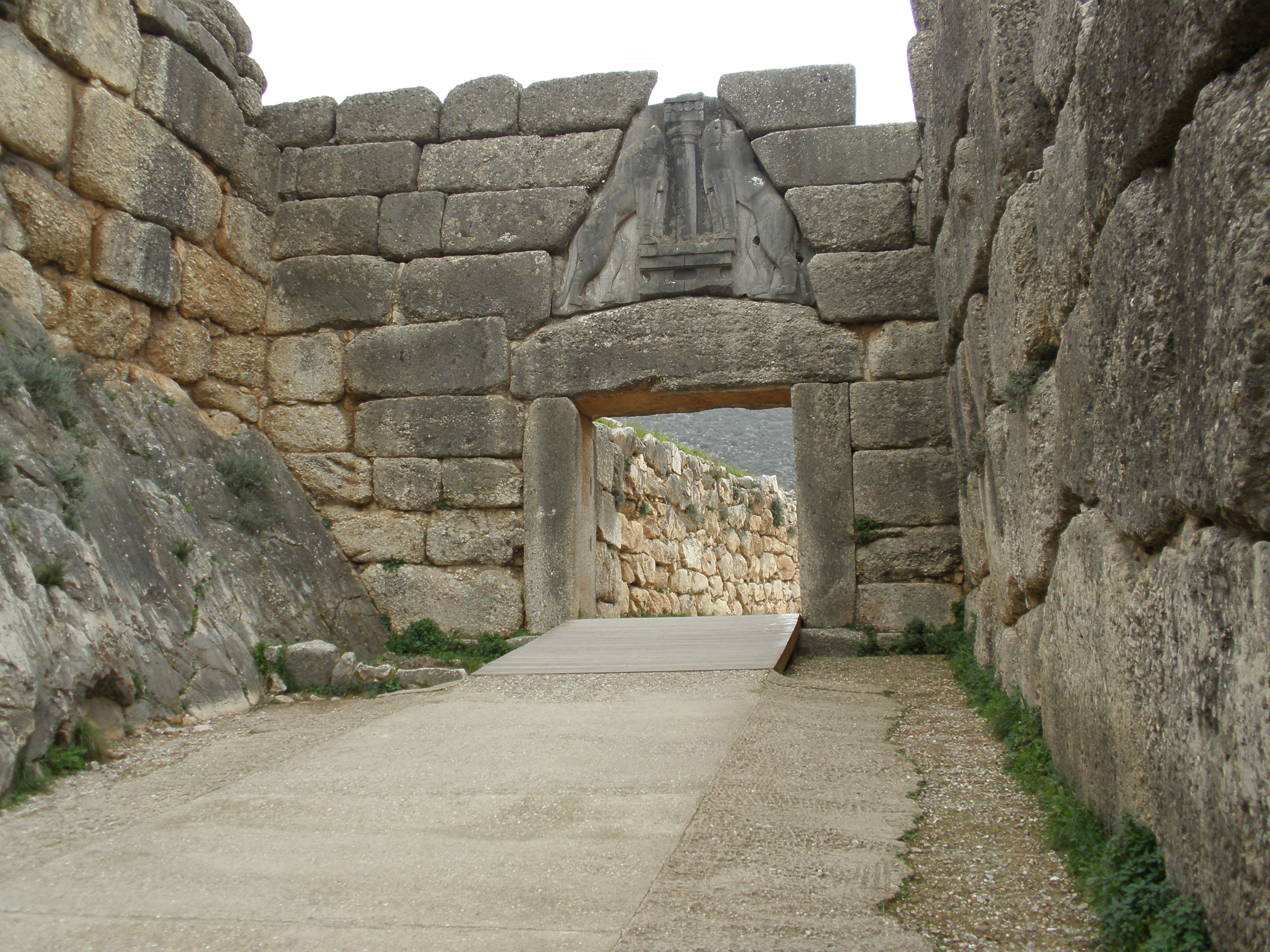
La Porta dels Lleons, que dona accés a l'acròpoli de Micenes

- Argos
- Epidaure
- Haliees
- Hermíona
- Cleones
- Metana
- Micenes
- Òrnees
- Fliünt
- Tirint
- Trezè

## Àtica i el golf Sarònic

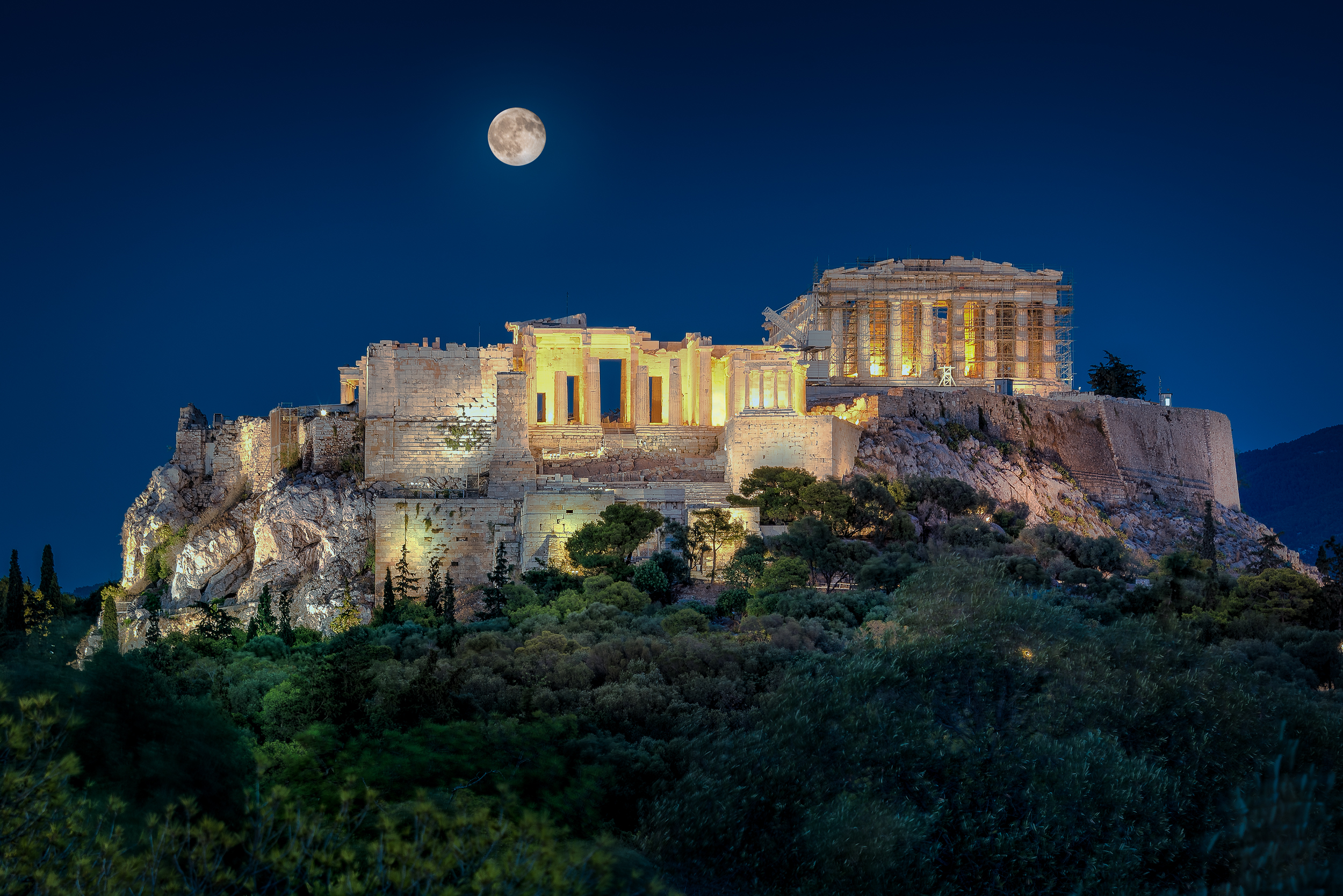
L'acròpoli d'Atenes

- Atenes
- Eleusis

### Illes
- Belbina (en)
- Calaurea
- Egina
- Hèlene
- Salamina

## Eubea
- Atenes Díades (en)
- Calcis
- Díon
- Distos (fi)
- Erètria
- Grinques (en)
- Òreos
- Carist
- Oròbies
- Perea (fi)
- Posidèon (en)
- Estira

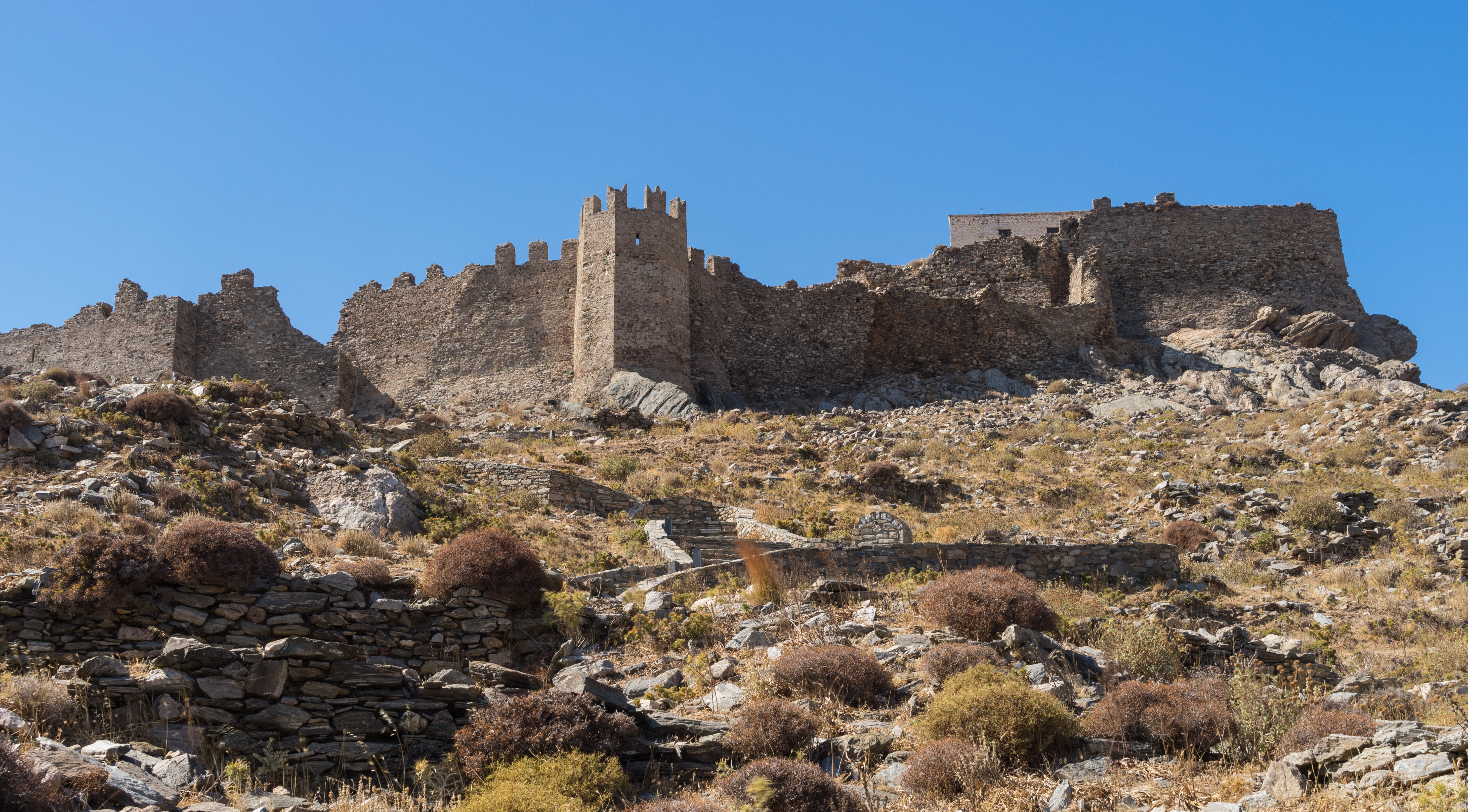
El castell de Carist

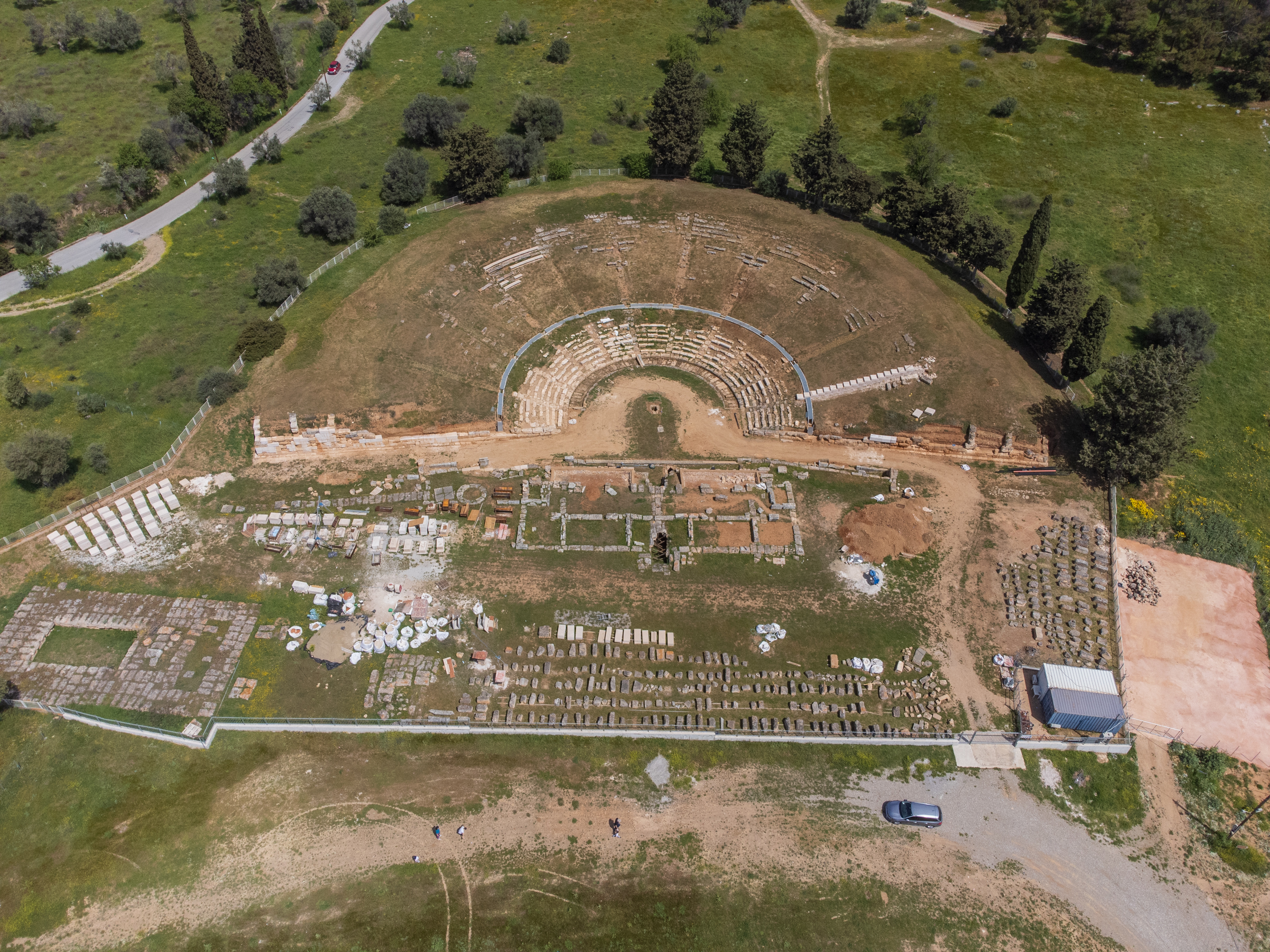
El teatre d'Erètria

A més, hi havia les comunitats dels diacris i els diacreus, organitzats com a polis sense un nucli urbà.

## Tessàlia i regions adjacents

### Màlida
- Antela (en)
- Anticira (en)
- Equinos (en)
- Làmia
- Heraclea Traquínia / Traquis

### Etea
- Quen
- Parasòpias (en)

### Eniània
- Hípata
- Talana

A més, hi havia les comunitats dels cafeleus, els corofeus i els pirragis, organitzats com a polis probablement sense un nucli urbà.

### Dolòpia
- Angea (en)
- Ctímene (en)

### Atamània
- Argètia (it)

### Tessàlia
| Acaia Ftiòtida: - Antró - Ecarra (en) - Halos - Cipera (en) - Larisa Cremaste - Melitea - Peuma (en) - Proerna (en) - Pírasos - Taumàcia - Tebes de la Ftiòtida | Tessaliòtida: - Cièrion - Metílion (en) - Ortos (en) - Piràsia (en) - Fàcion - Farsàlia - Tetònion (en) | Hestieòtida: - Falòria (en) - Gomfos - Metròpolis - Oxinea (en) - Pelinna - Farcadó (en) - Trica | Pelasgiòtida: - Amfanes (en) - Argissa - Àtrax - Condea (en) - Crannó - Escotussa - Feres - Girtó - Larisa - Mòpsion (en) - Pàgases |

### Magnèsia

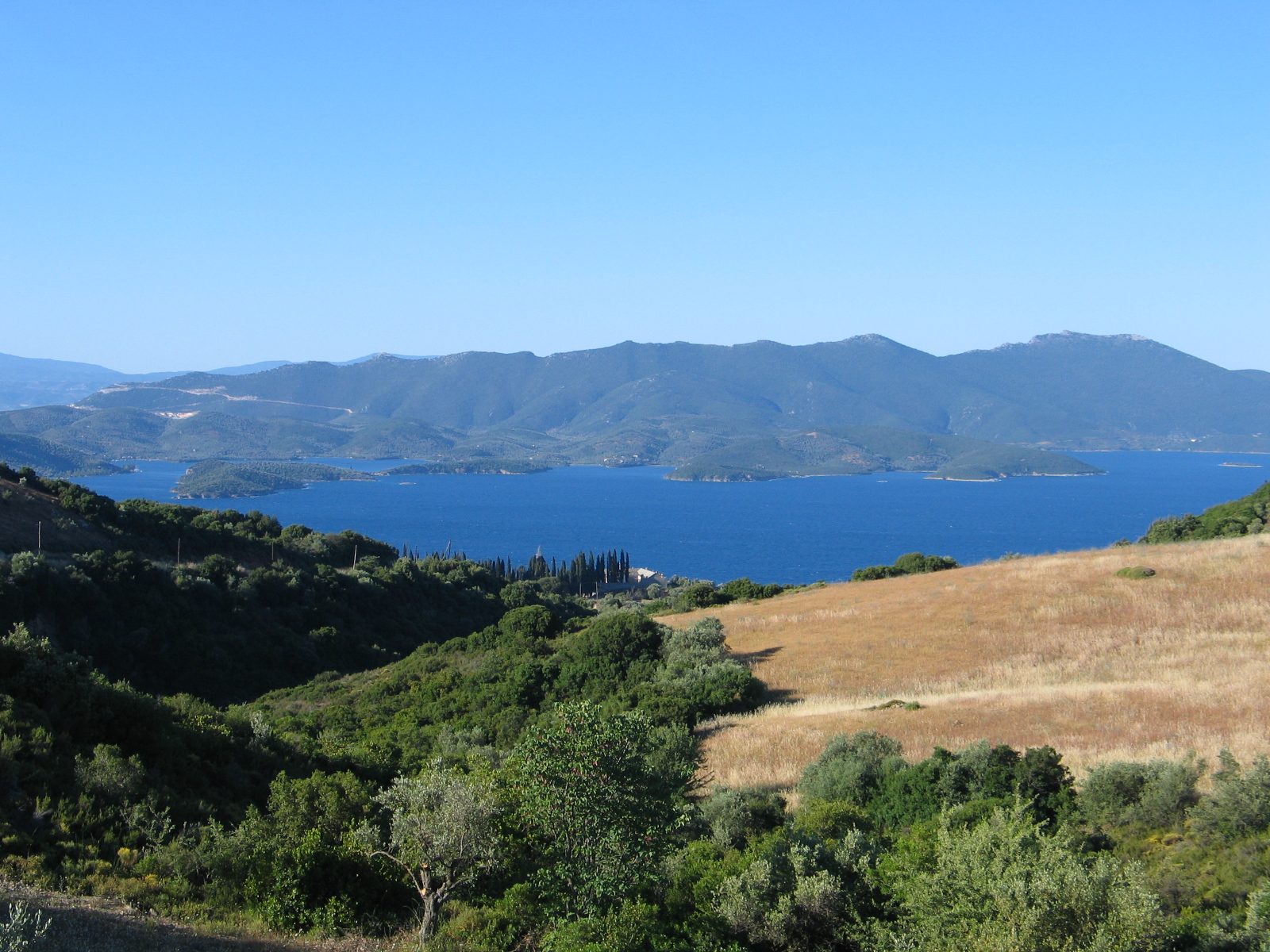
El Mont Pèlion, el cor de Magnèsia

- Amiros (en)
- Eurea (en)
- Eurímenes (en)
- Homòlion (en)
- Iolcos
- Castanea (en)
- Cicinet (en)
- Còraques (en)
- Melibea
- Metone (en)
- Olizó
- Oxònies (en)
- Rizunt
- Espalautra (en)

### Perrèbia

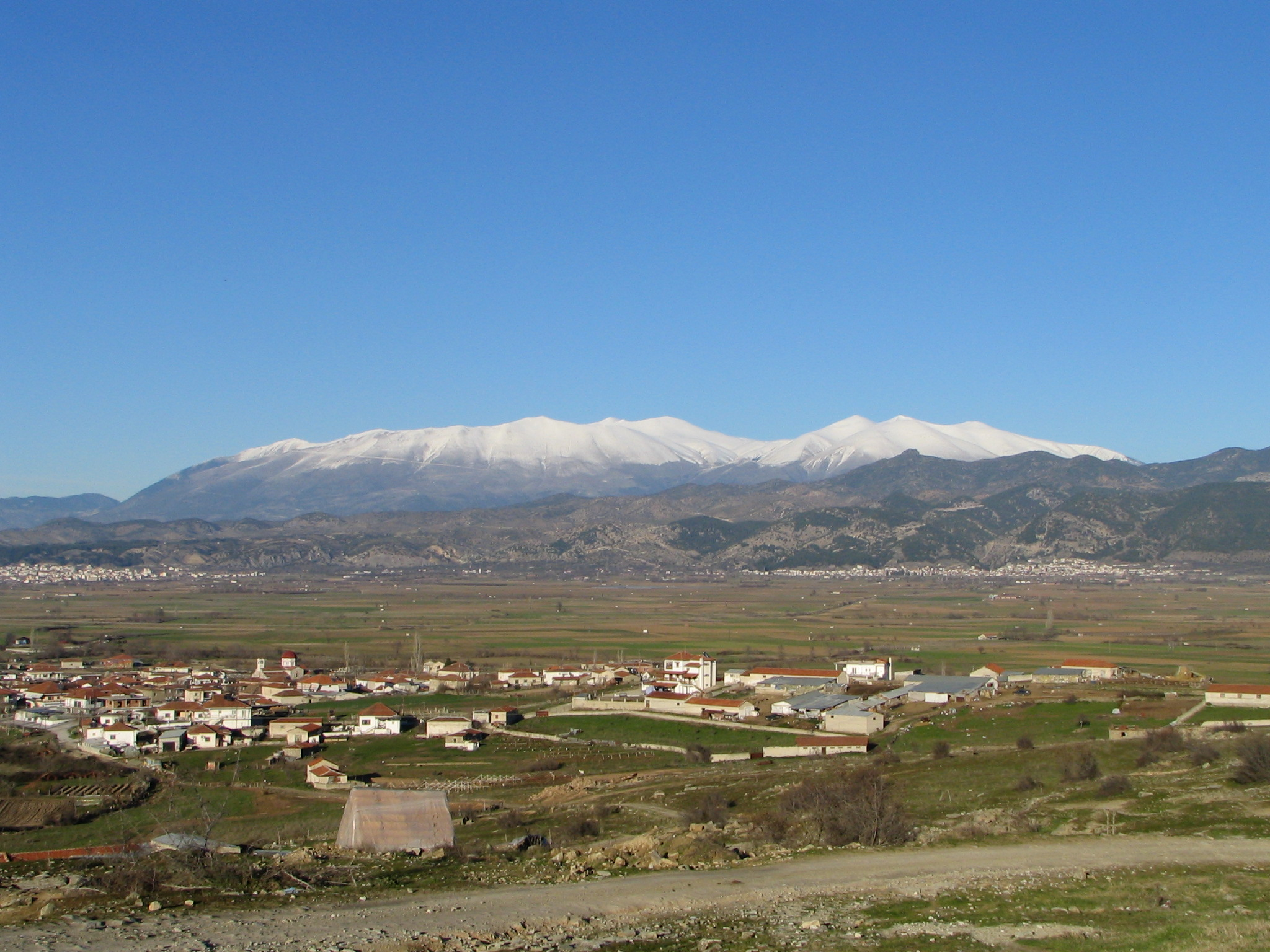
La plana de Perrèbia amb l'Olimp al fons, quela separa de Macedònia

- Azoros (en)
- Quirècies
- Dòlique (en)
- Ericínion (en)
- Gonnos
- Mal·lea (en)
- Mondea (en)
- Miles
- Oloòsson
- Falana
- Pitèon (en)

## Illes de l'Egeu

### Cíclades

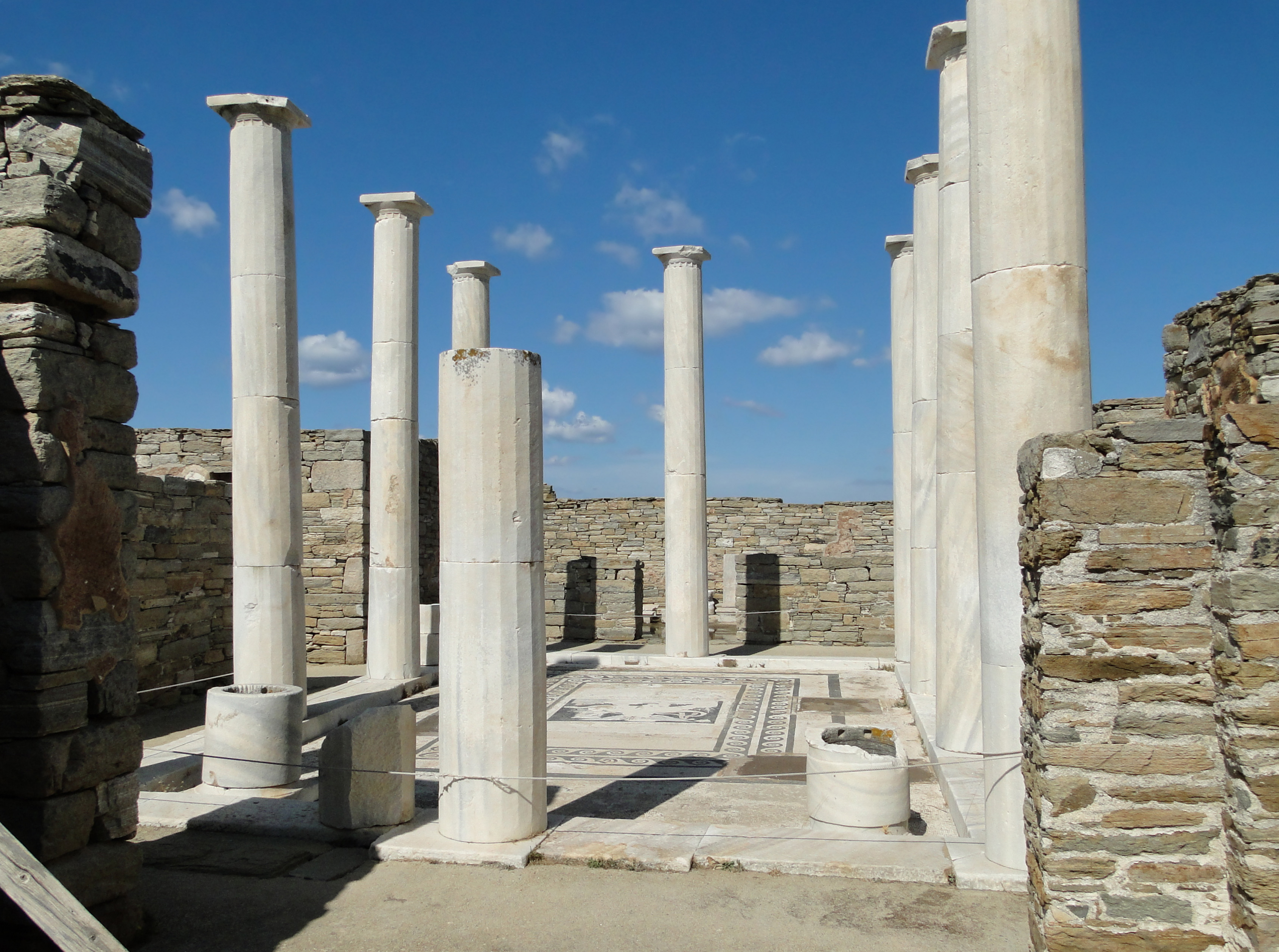
La Casa de Dionís, a Delos

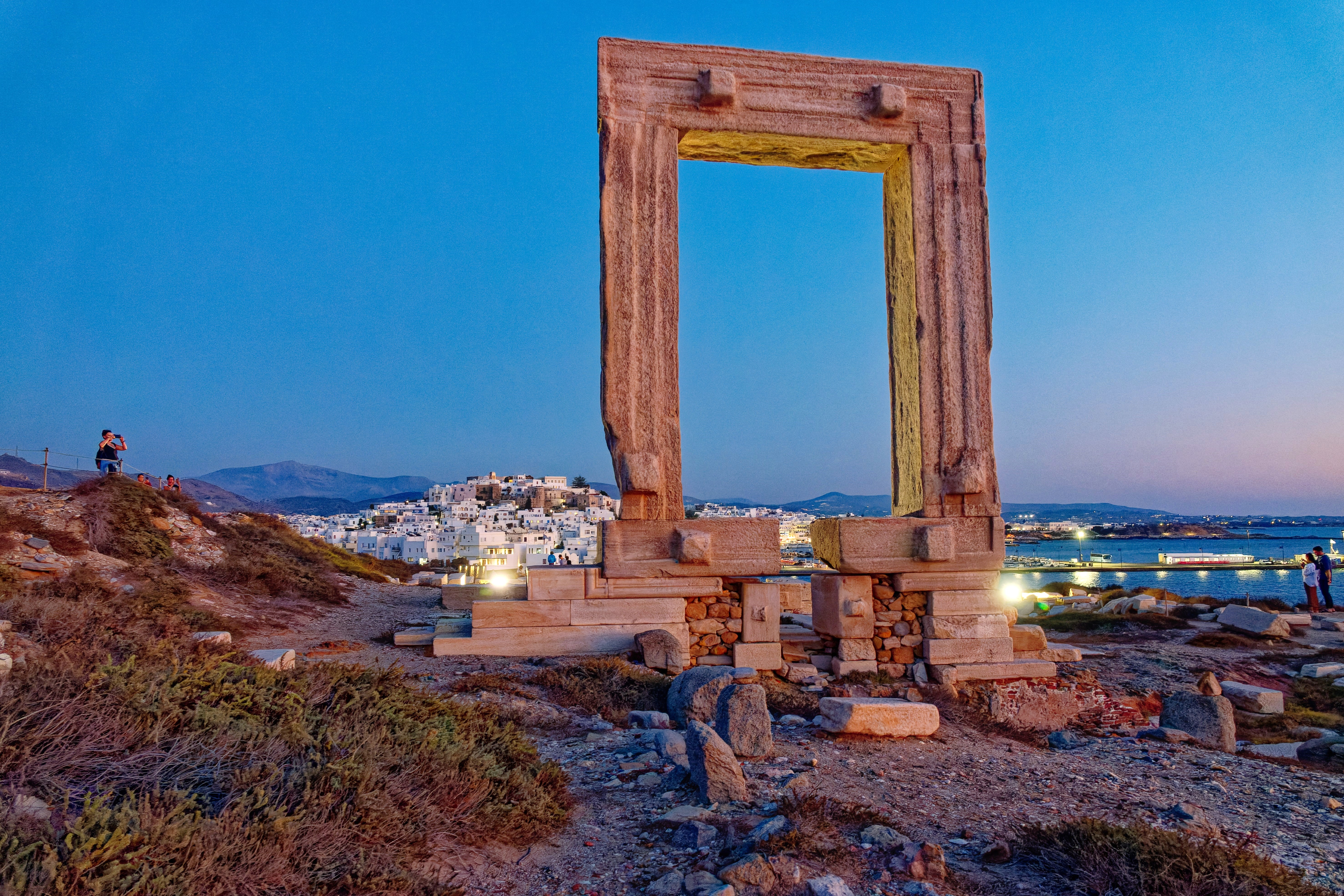
Les restes del temple d'Apol·lo a Naxos

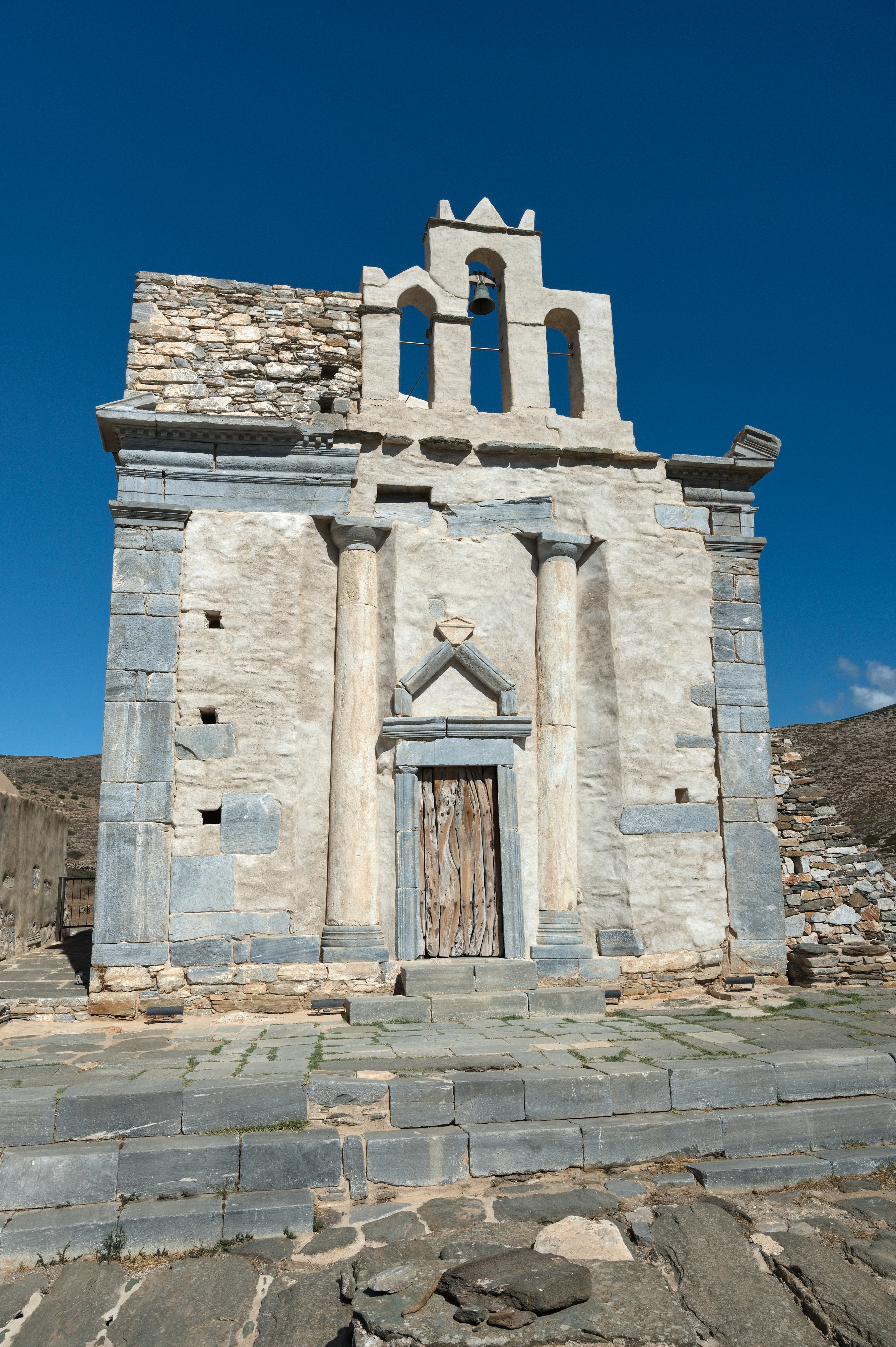
L'església d'Episkopí a Sícinos, construïda a partir d'un mausoleu del

- Amorgos:
  - Egíale (en)
  - Arcèsine (en)
  - Minoa
- Ànafe
- Andros
- Delos
- Ceos
  - Cartea
  - Corèsia
  - Iúlida
  - Peessa
- Cèria
- Cimolos
- Citnos
- Folegandros
- Ios
- Melos
- Míconos
- Naxos
- Paros
- Renea
- Sèrifos
- Sícinos
- Sifnos
- Siros
- Tenos
- Tera

### Espòrades meridionals
- Astipalea
- Calce
- Calimna
- Càrpatos
  - La ciutat de Càrpatos (en)
  - Arcessea (en)
  - Bricunt (en)

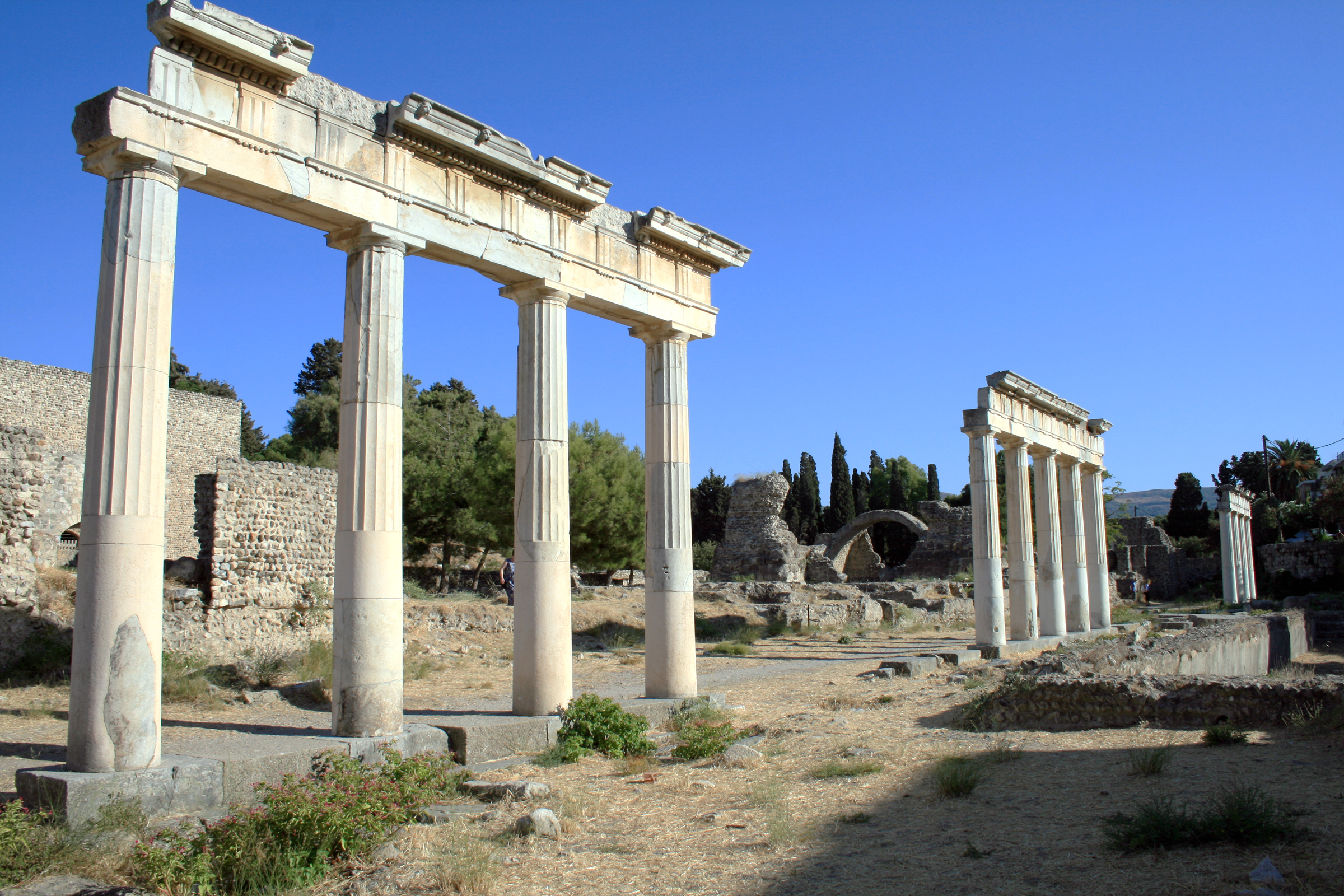
El gimnàs de Cos

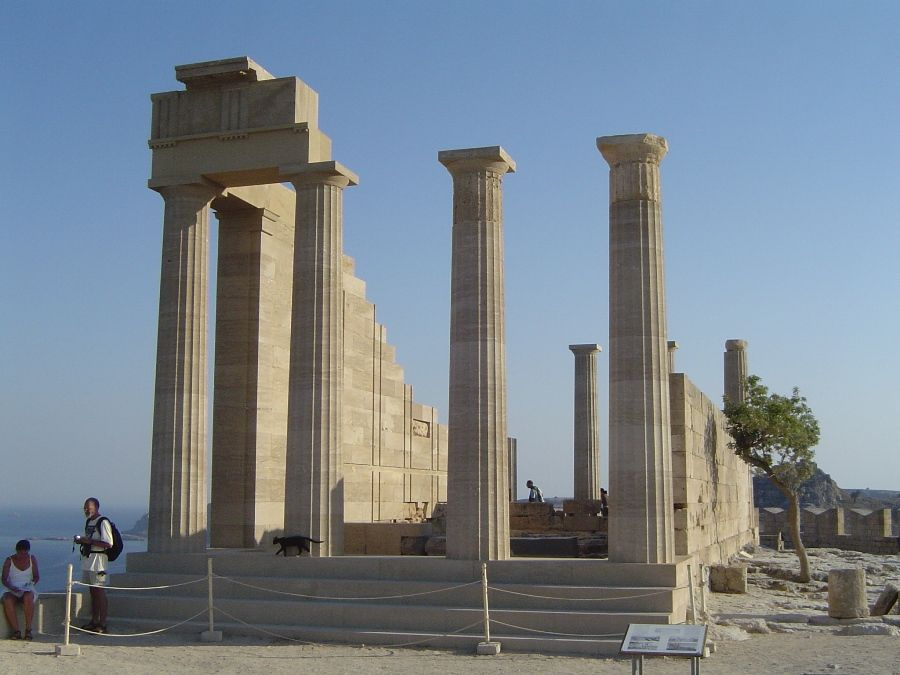
El temple d'Atena Líndia, a Rodes

  - La comunitat dels eteocarpatis (es)
- Casos
- Cos
  - La ciutat de Cos (fi) (membre de l'Hexàpolis dòrica)
  - Astipalea (en)
  - Cos Meropis
  - Halasarna (en)
- Leros
- Nisiros
- Rodes:
  - Bricindera (en)
  - Camiros, membre de l'Hexàpolis dòrica i cofundadora de la ciutat de Rodes
  - Ees (en)
  - Ialisos, membre de l'Hexàpolis dòrica i cofundadora de la ciutat de Rodes
  - Lindos, membre de l'Hexàpolis dòrica i cofundadora de la ciutat de Rodes
  - Pediees (fi)
  - La ciutat de Rodes
- Saros
- Sime
- Telos

### Espòrades orientals

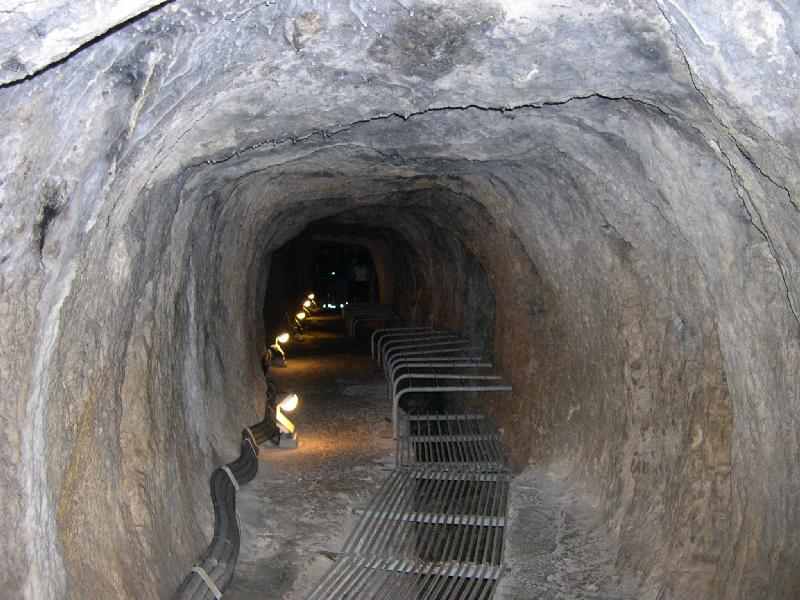
El túnel d'Eupalí a Samos

- Icària
  - Ènoe (en)
  - Terma (en)
- Lesbos
  - Antissa
  - Arisba (en)
  - Èresos
  - Metimna
  - Mitilene
  - Pirra (en)
- Quios (membre de la lliga jònica)
- Samos (membre de la lliga jònica)

### Espòrades tessàlies

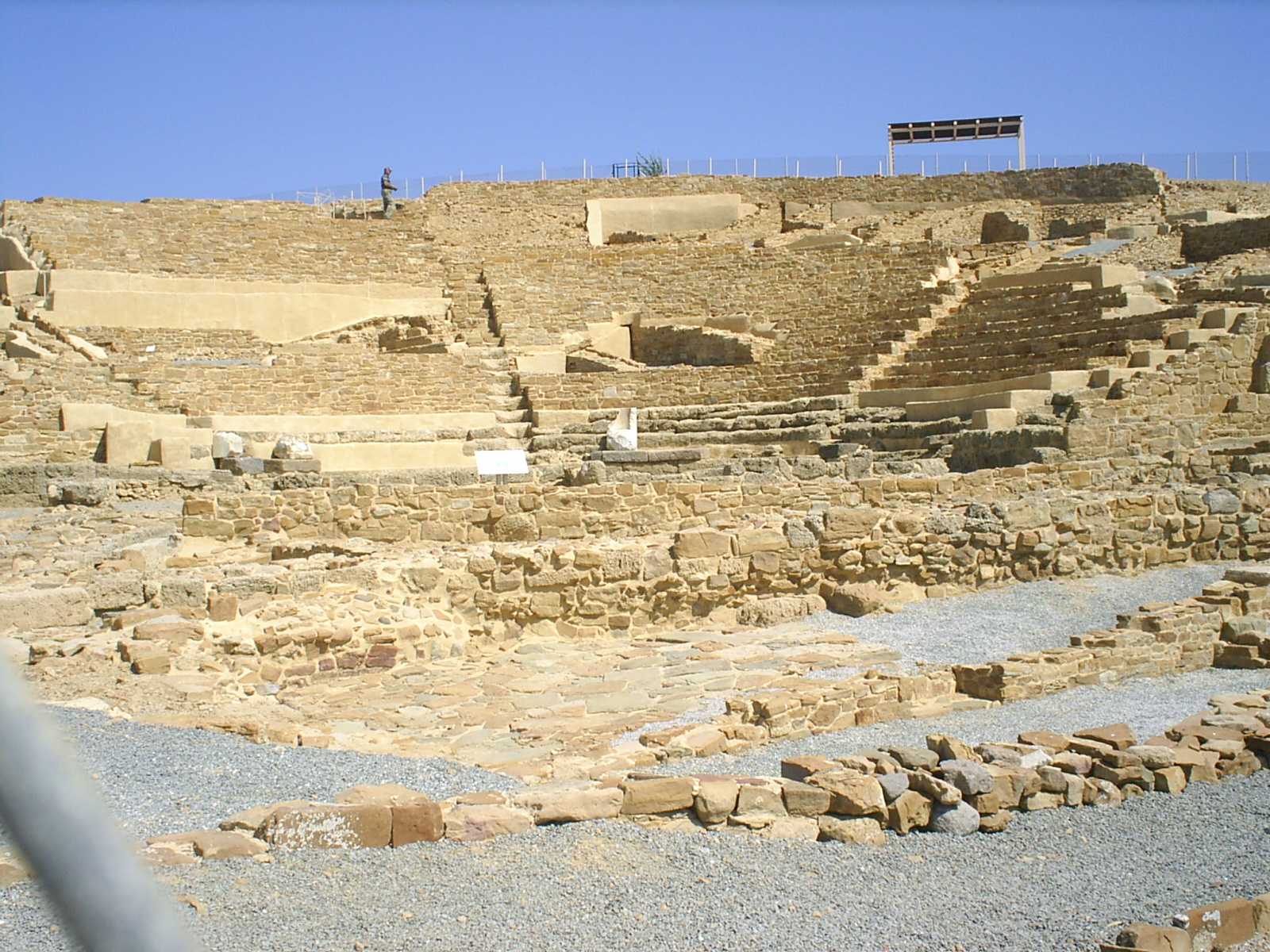
El teatre d'Hefèstia

- Escíatos
- Esciros
- Icos
- Peparetos
  - La ciutat de Peparetos (fi)
  - Panorm (en)

### Espòrades tràcies

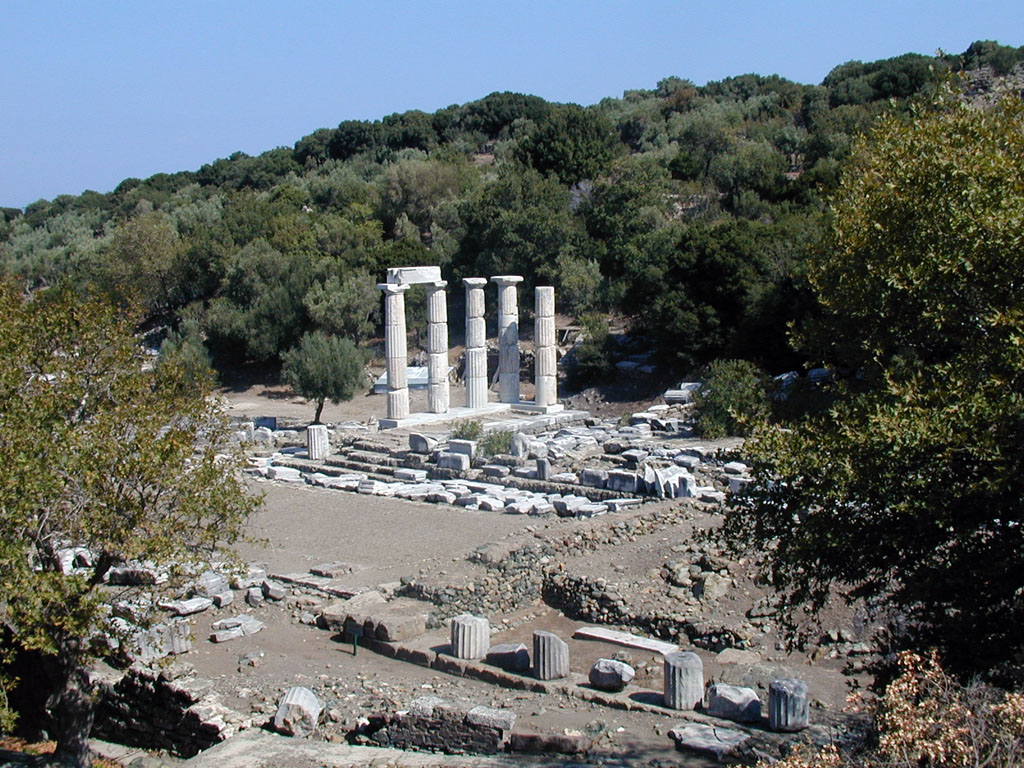
El santuari panhel·lènic de Samotràcia

- Imbros
- Lemnos
  - Hefèstia
  - Mirina
- Samotràcia
- Tasos

### Creta

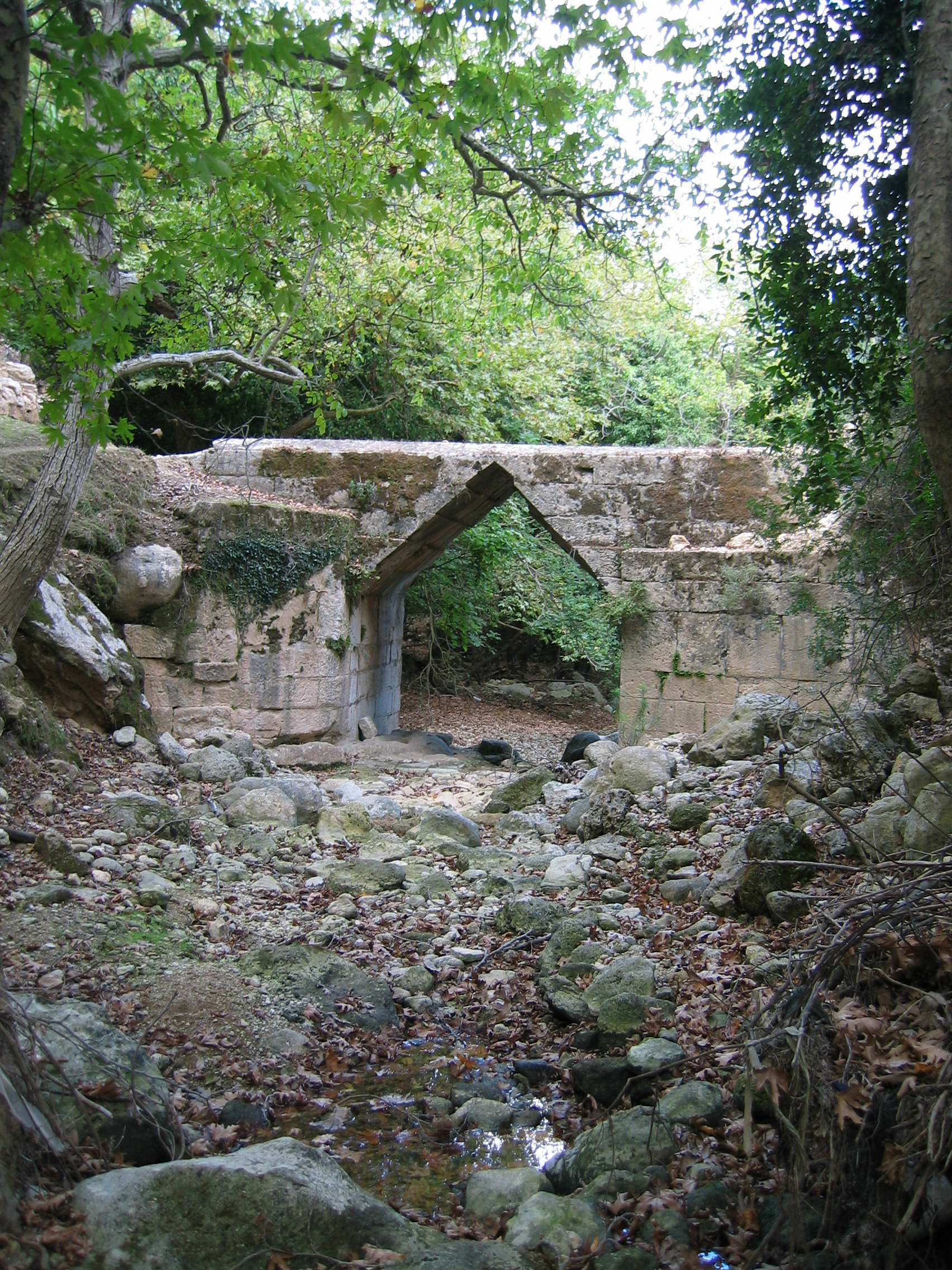
Pont vora la ciutat d'Eleuterna

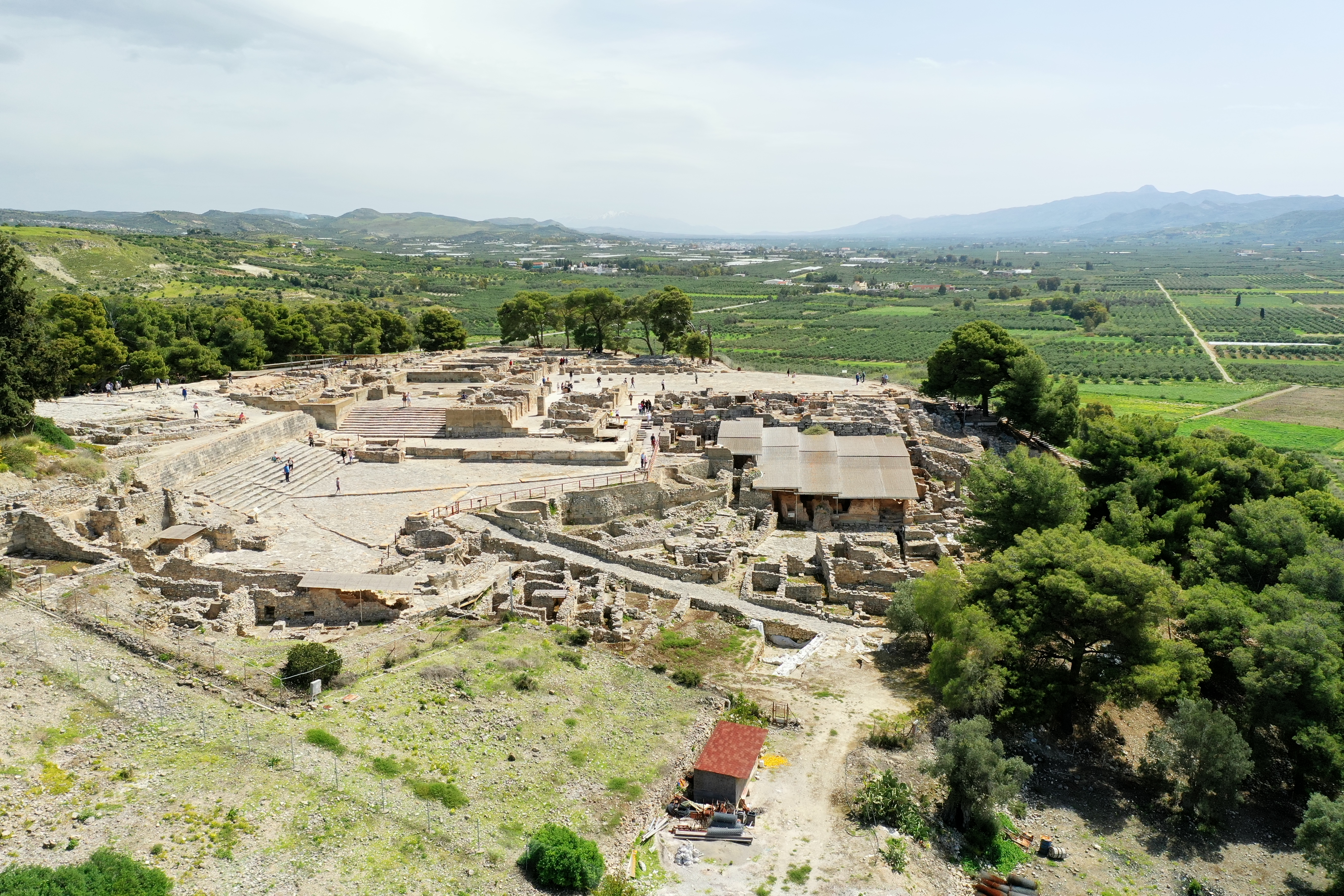
Vista de l'antiga ciutat de Festos

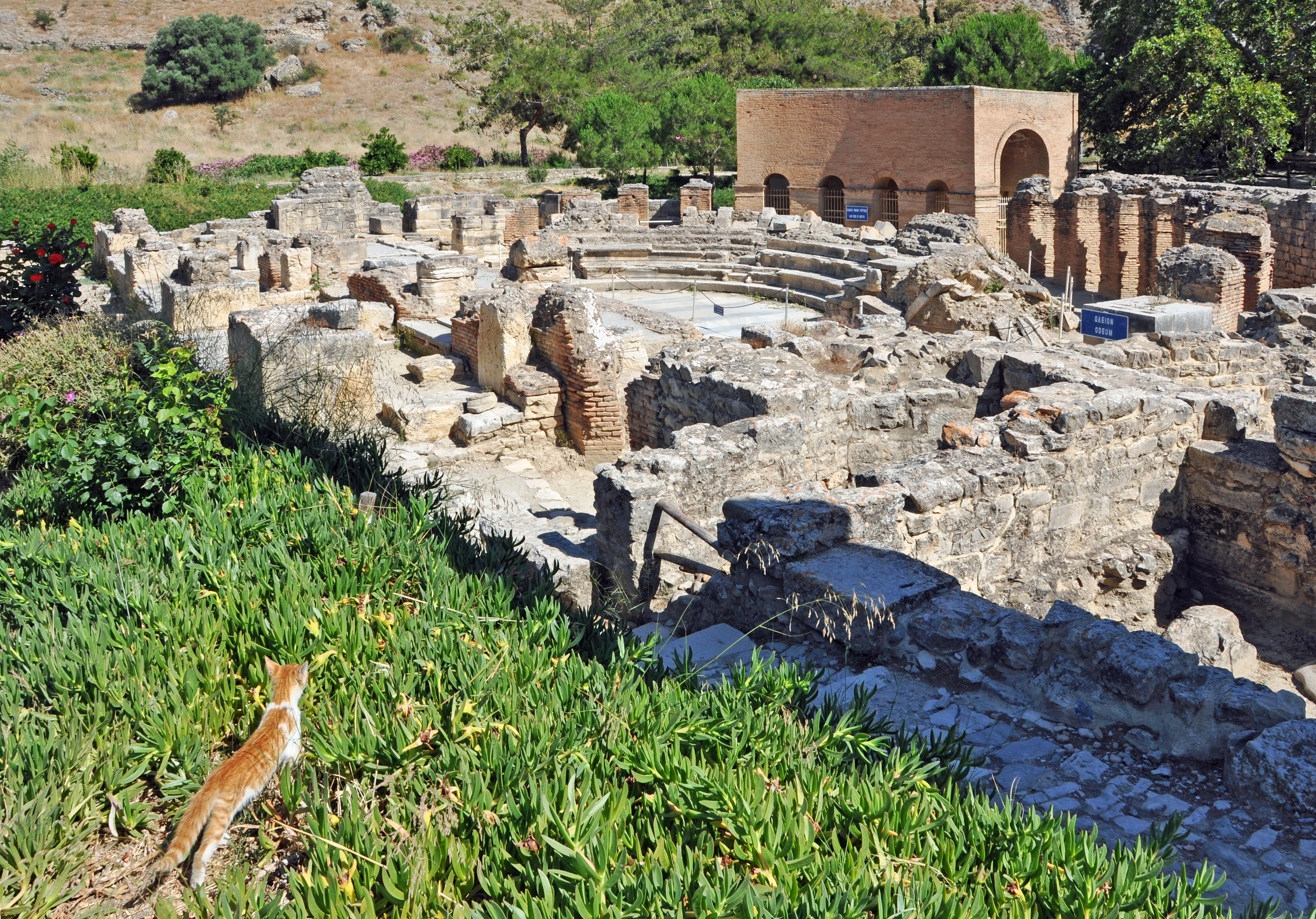
L'odèon de Gortina

- Al·lària (en)
- Anòpolis / Aradèn (en)
- Apel·lònia (en)
- Àptera
- Àrcades (en)
- Auló (en)
- Axos
- Biannos (en)
- Bionnos (en)
- Cerea (en)
- Cnossos
- Cidònia
- Citèon (en)
- Dàtala (en)
- Dragmos (en)
- Dreros
- Eleuterna
- Eltínia (en)
- Eliros
- Festos
- Falasarna
- Gortina
- Heraclèon
- Hierapitna (en)
- Hirtacina
- Istros
- Itanos
- Lapa
- Lato
- Lebena
- Lissos
- Lictos
- Mal·la (en)
- Màtala
- Milat
- Olunt
- Petra (fi)
- Policna
- Polirrènia
- Presos
- Priansos (en)
- Quersonàs (en)
- Raucos (en)
- Ritimna
- Ritèn (en)
- Estales (en)
- Sibrita
- Tarra
- Tílisos

## Macedònia

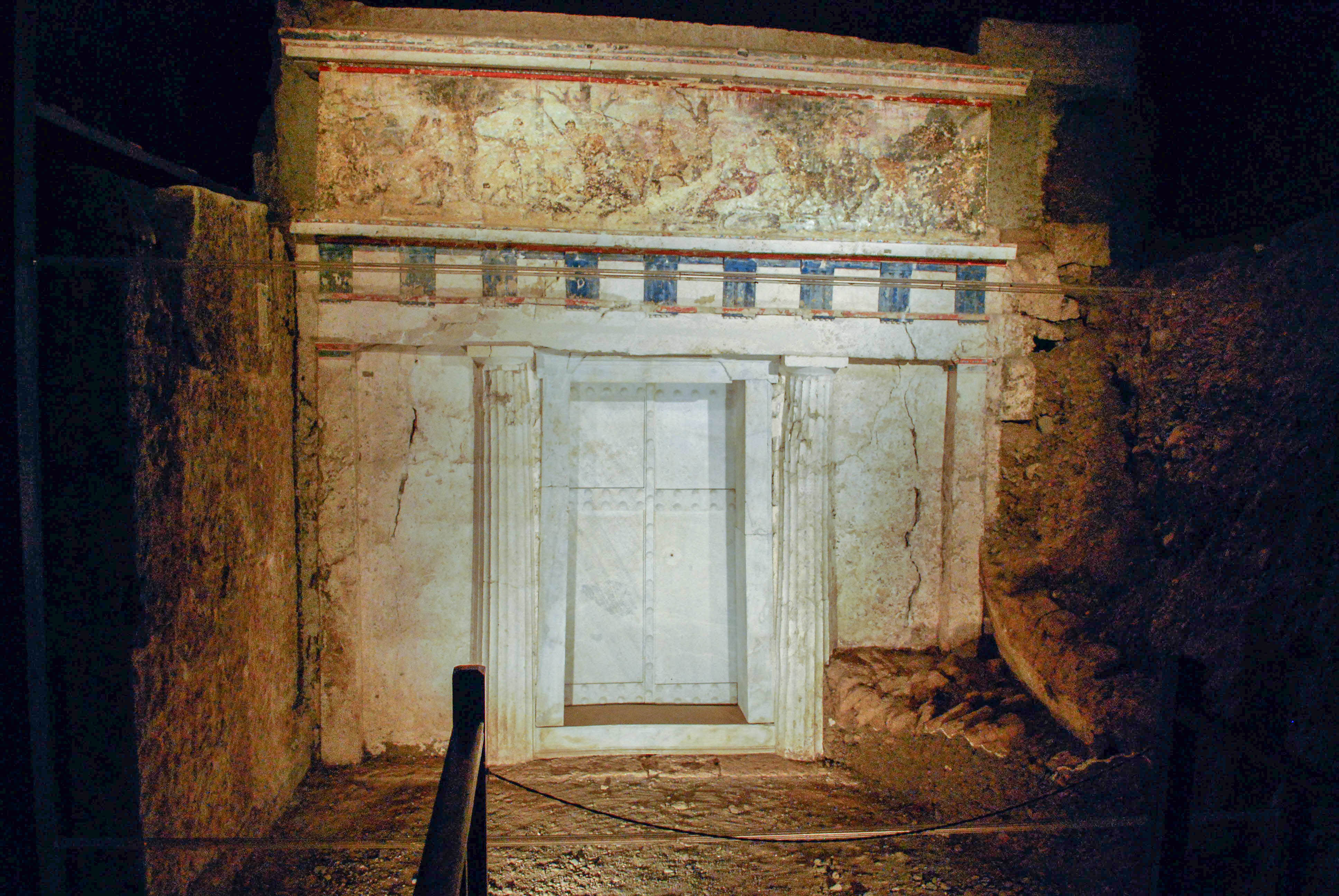
La tomba de Filip II de Macedònia, a Eges

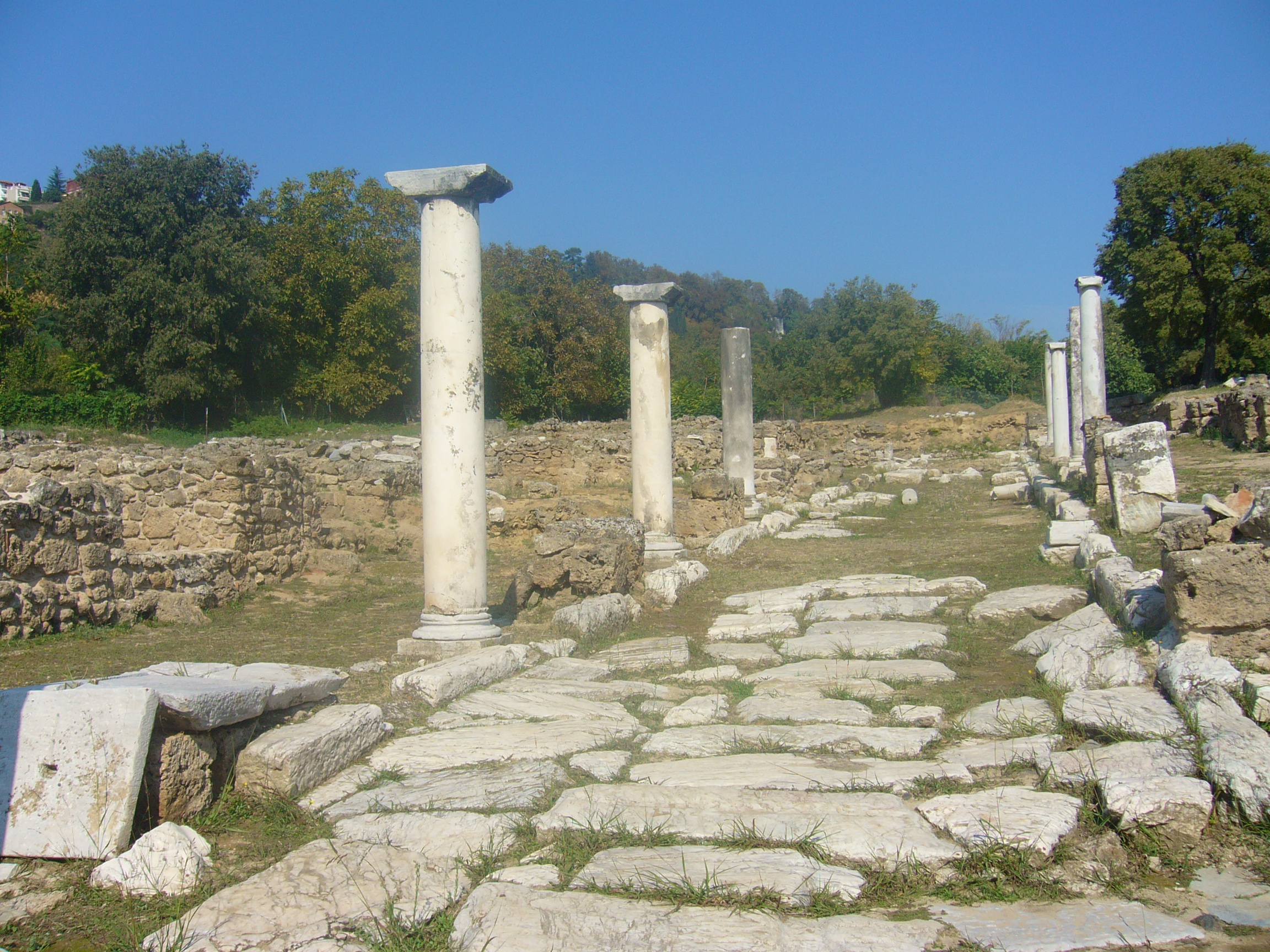
Via empedrada a Edessa

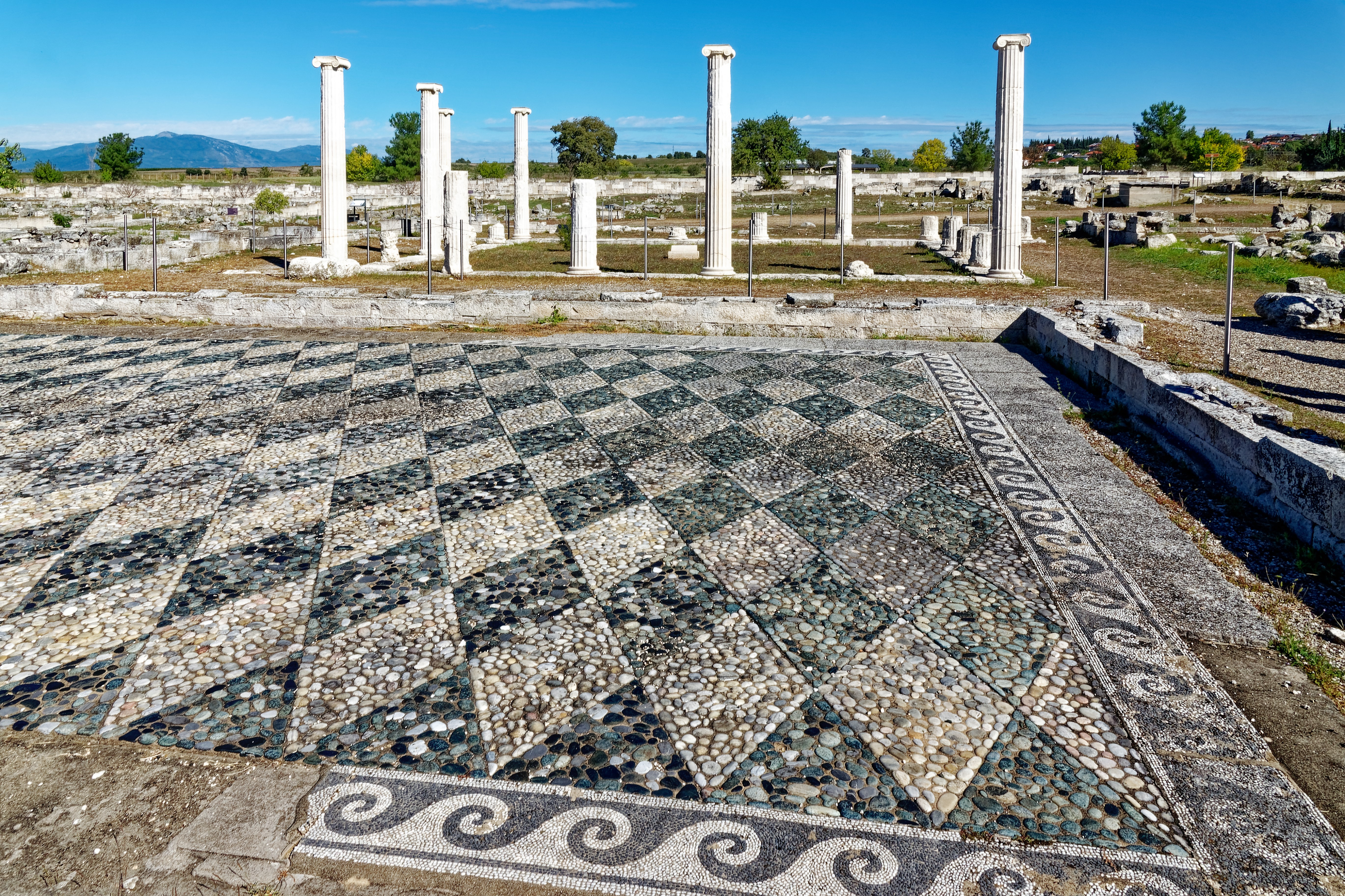
Pel·la

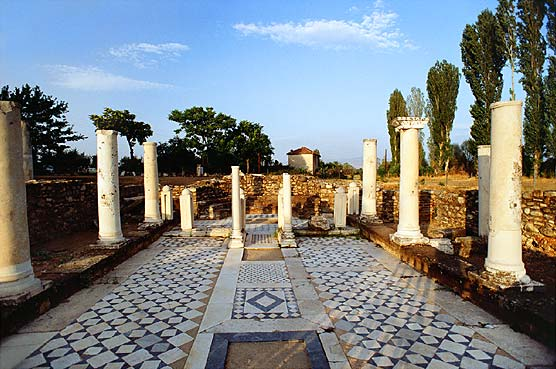
La basílica menor d'Heraclea Lincèstida

- Alebea
- Al·lante (en)
- Aloros
- Berea de Macedònia
- Cirros (en)
- Díon
- Eane (bg)
- Eges
- Edessa (bg)
- Europos (en)
- Heraclèon (en)
- Icnes (en)
- Libetra
- Metone
- Míeza
- Pel·la
- Pidna
- Heraclea de Lincèstida, capital de la província de l'alta Macedònia
- Heraclea Síntica

### Migdònia

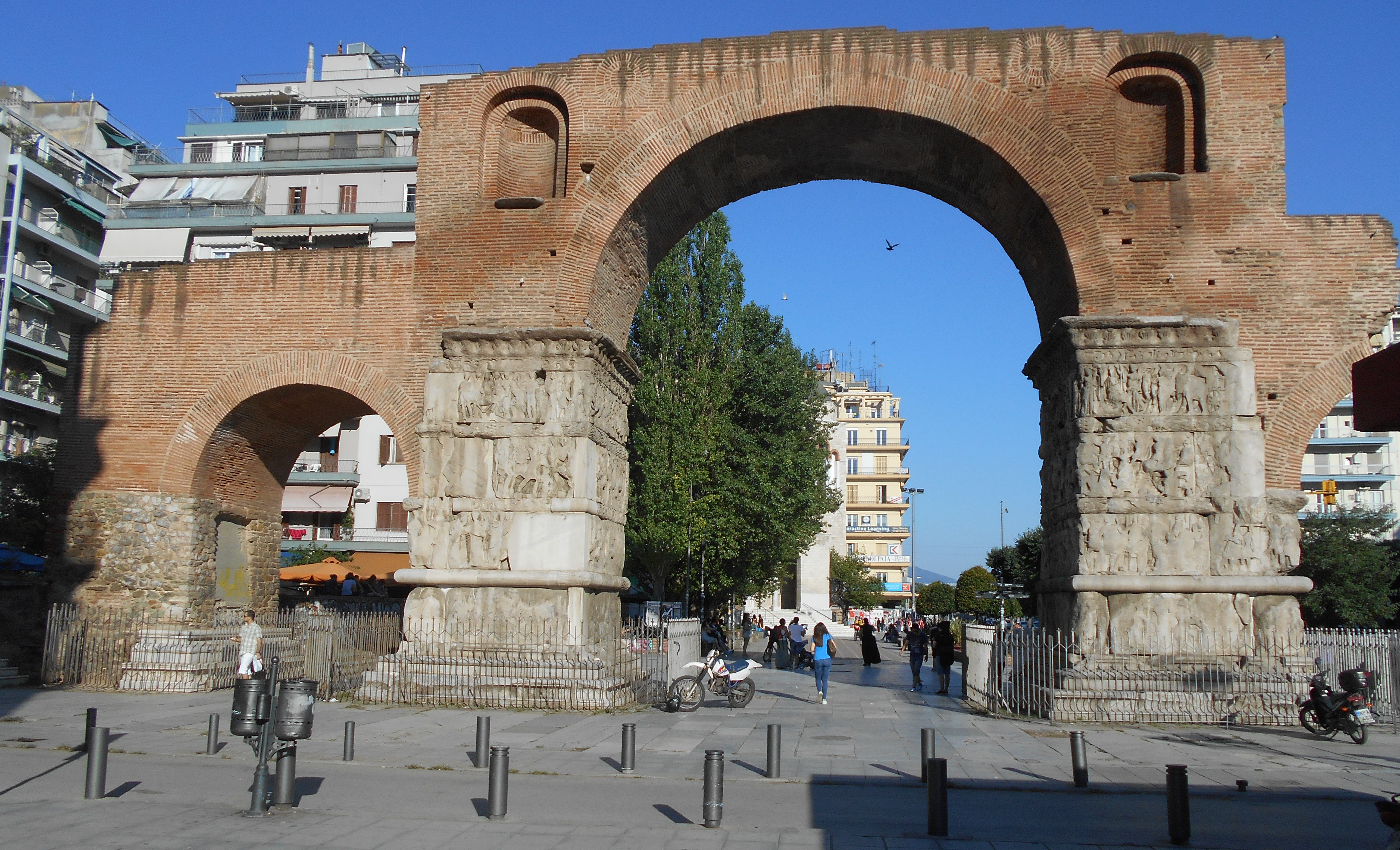
L'Arc de Galeri, a Tessalonica

- Apol·lònia
- Aretusa (en)
- Bromisc (en)
- Calestre (fi)
- Heraclea (en)
- Lete (en)
- Sindos (fi)
- Terme / Tessalonica

### Calcídica

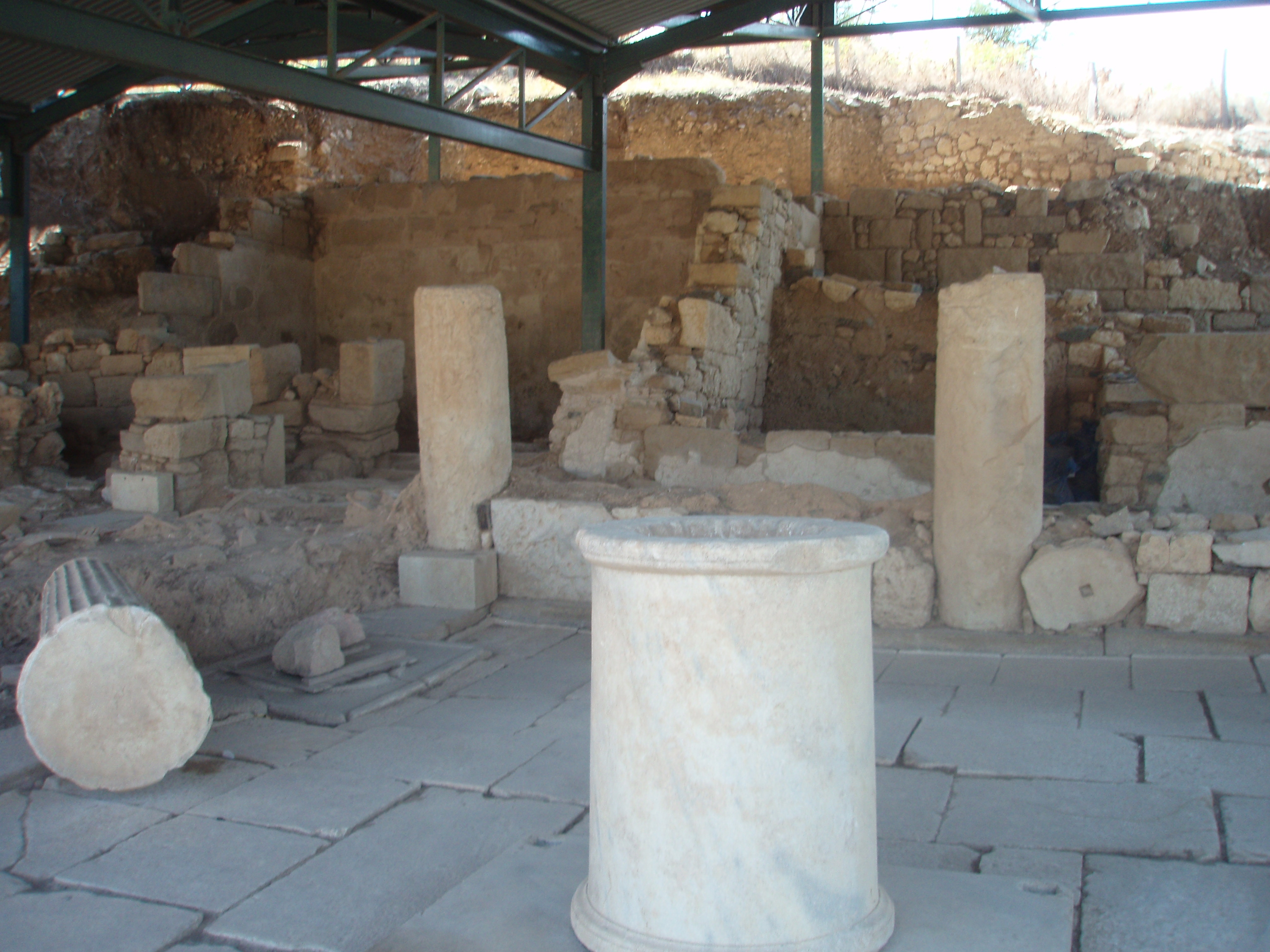
Restes d'una casa a Acant

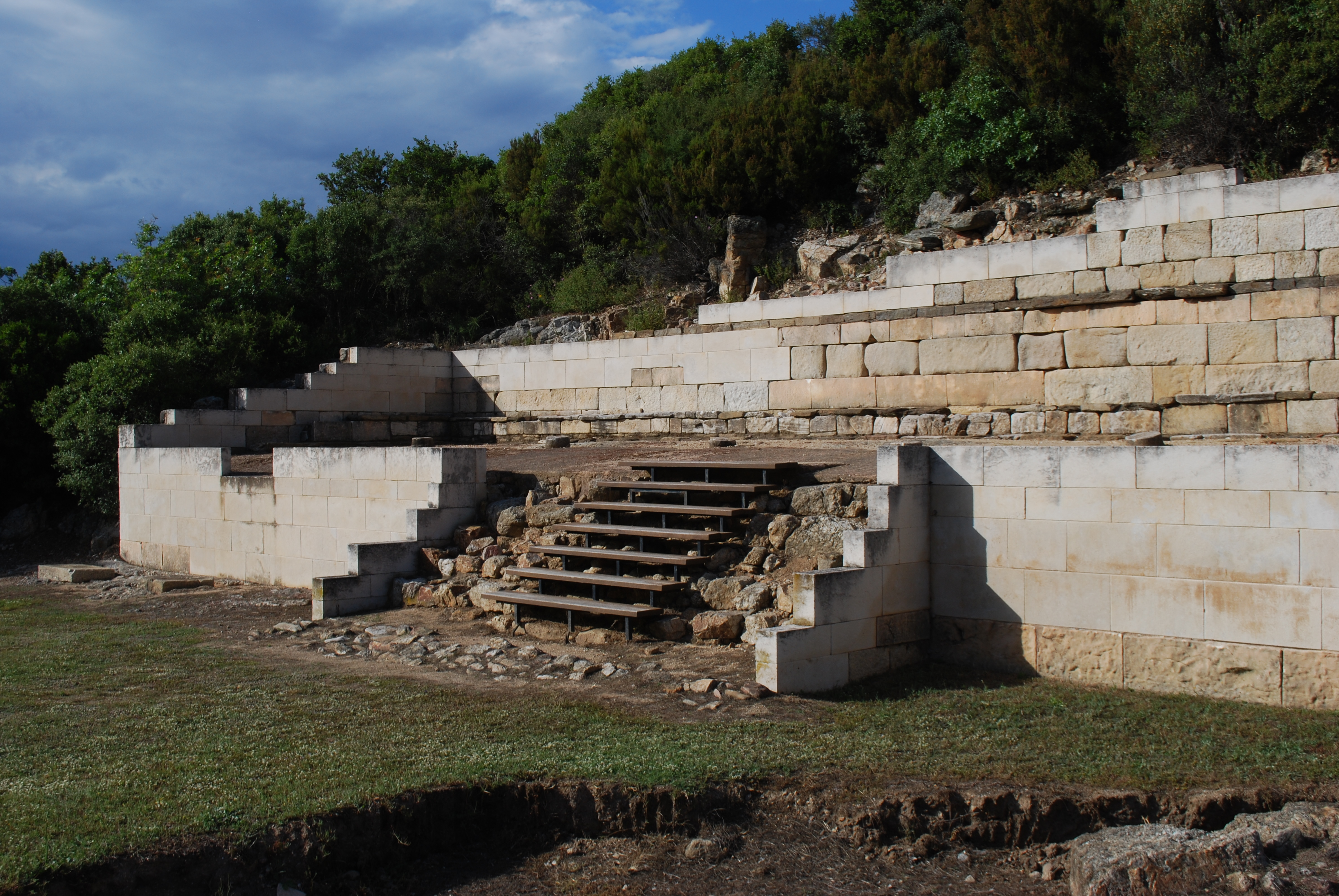
Restes de l'estoa d'Estagira, ciutat natal d'Aristòtil

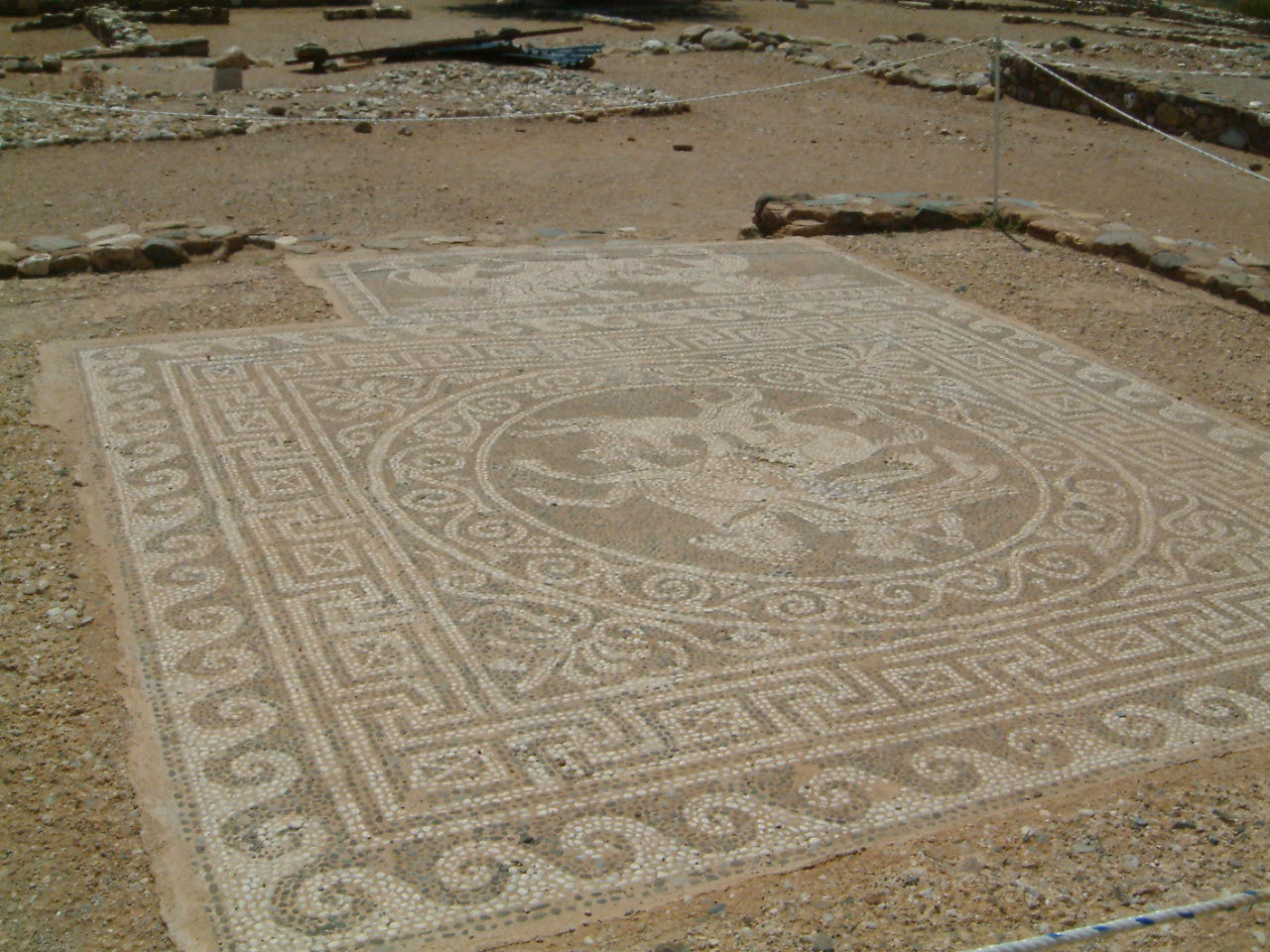
Mosaic en una casa a Olint

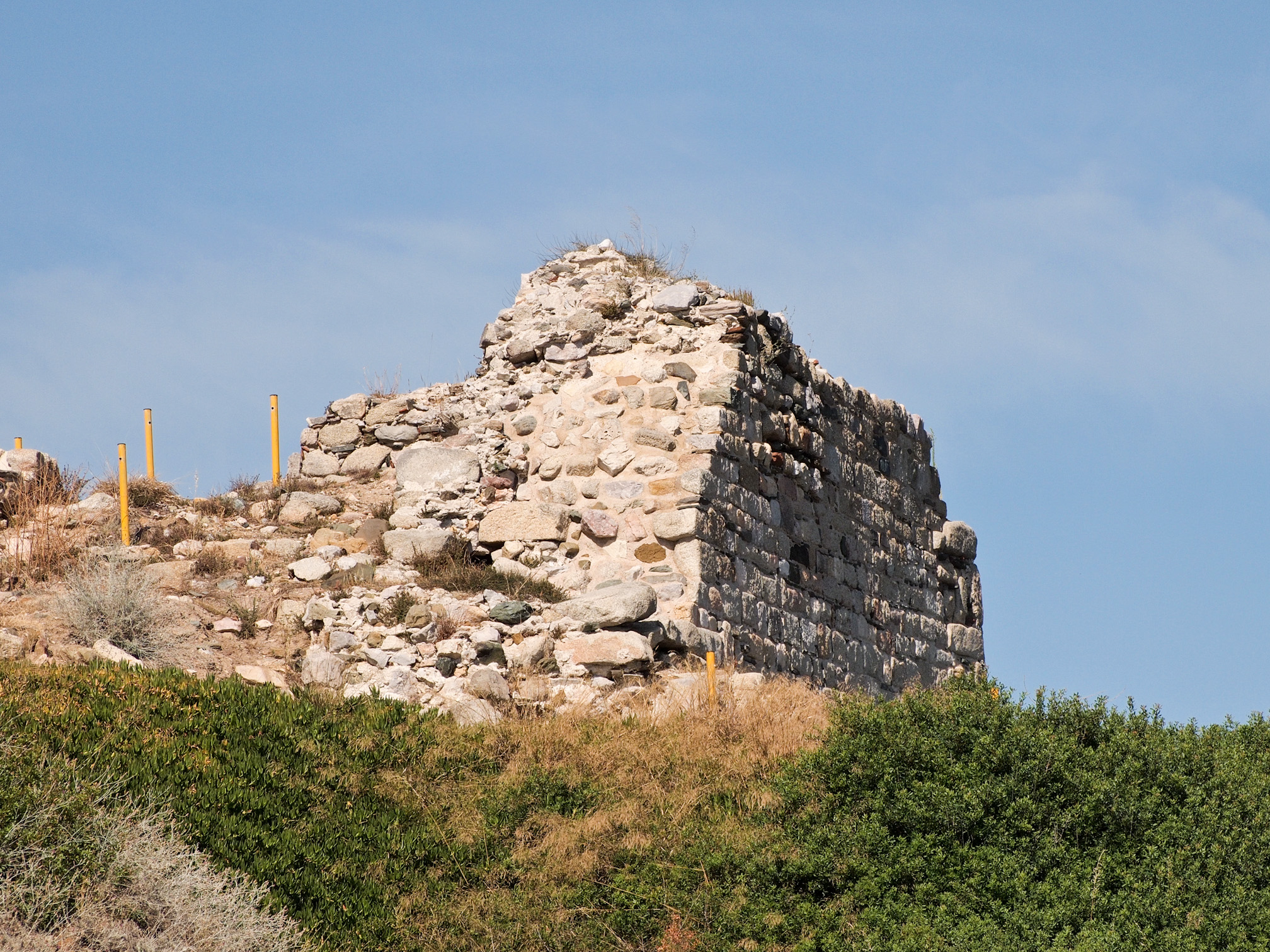
L'acròpolis de Torone

- Acant
- Alapta (en)
- Antemunt
- Assa (en)
- Cissos
- Dicea (en)
- Escàbala (en)
- Escapsa (fi)
- Escites (en)
- Esmila (en)
- Estagira
- Estolos (en)
- Estrepsa (en)
- Farbelos (en)
- Fegècia (en)
- Meciberna (en)
- Milcoros (en)
- Olint
- Òtoros (en)
- Piloros (en)
- Pistasos (en)
- Posidèon (en)
- Quedrolos (fi)
- Sarte (en)
- Sermile
- Testoros (en)
- Zerea (en)

Crusis:
- Enea
- Gigonos (en)
- Campsa (en)
- Combrea (en)
- Esmila (en)
- Hesa (en)
- Lipaxos (en)

Bòtica:
- Eolèon (en)
- Calindea (en)
- Càmaces (en)
- Citas (en)
- Pleume
- Pràssilos (en)
- Sinos (en)
- Espartolos
- Tinde (en)
- Tripees (en)

Pal·lene:
- Ege (en)
- Afitis (en)
- Mende
- Neàpolis (en)
- Potidea / Cassandrea
- Sane de Pal·lene
- Escione
- Terambos (en)

Sitònia:
- Galepsos (en)
- Singos (en)
- Torone

Acte:
- Acrotoos (en)
- Caradrunt (en)
- Díon (en)
- Cleones (en)
- Olofixos (en)
- Sane de l'Acte
- Tissos (en)

## Vall de l'Estrímon / Pangèon
La zona de la vall de l'Estrímon i les faldes del Pangèon, amb la costa del golf estrimònic i la Perea tàsica, inicialment era tenguda com a part de Tràcia, en tant que les tribus que la poblaven eren considerades tràcies; més endavant, però, la regió fou conquerida pels macedonis, i, amb l'hel·lenització progressiva de les ciutats i els seus habitants, passà a ser considerada part de Macedònia. S'hi distingien les regions de Bisàltia, a l'oest de l'Estrímon; Edònia, a les faldes del Pangèon; i la Perea tàsica, a la qual pertanyien les colònies tàsiques de la costa que mira cap a l'illa.

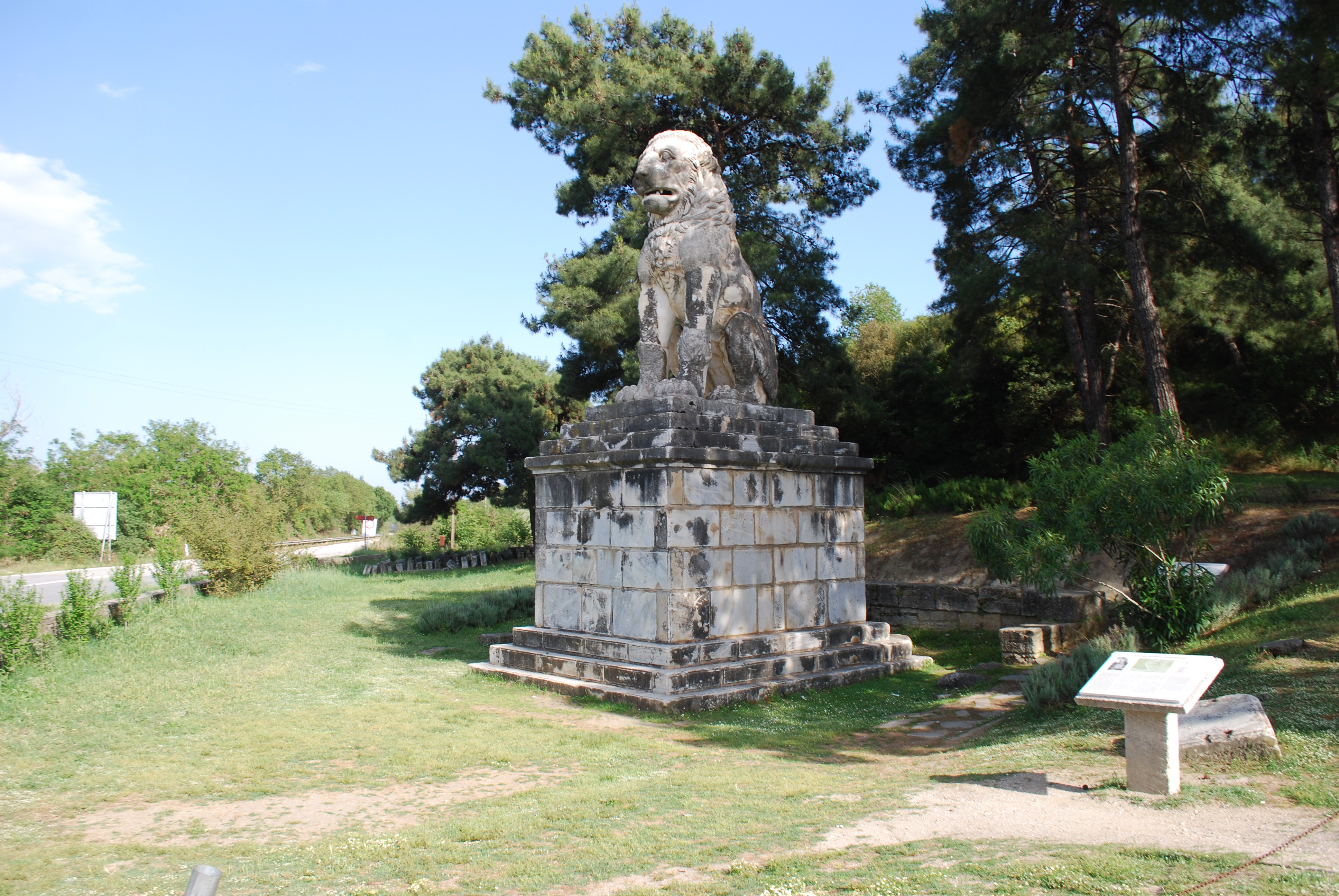
La tomba del Lleó a Amfípolis

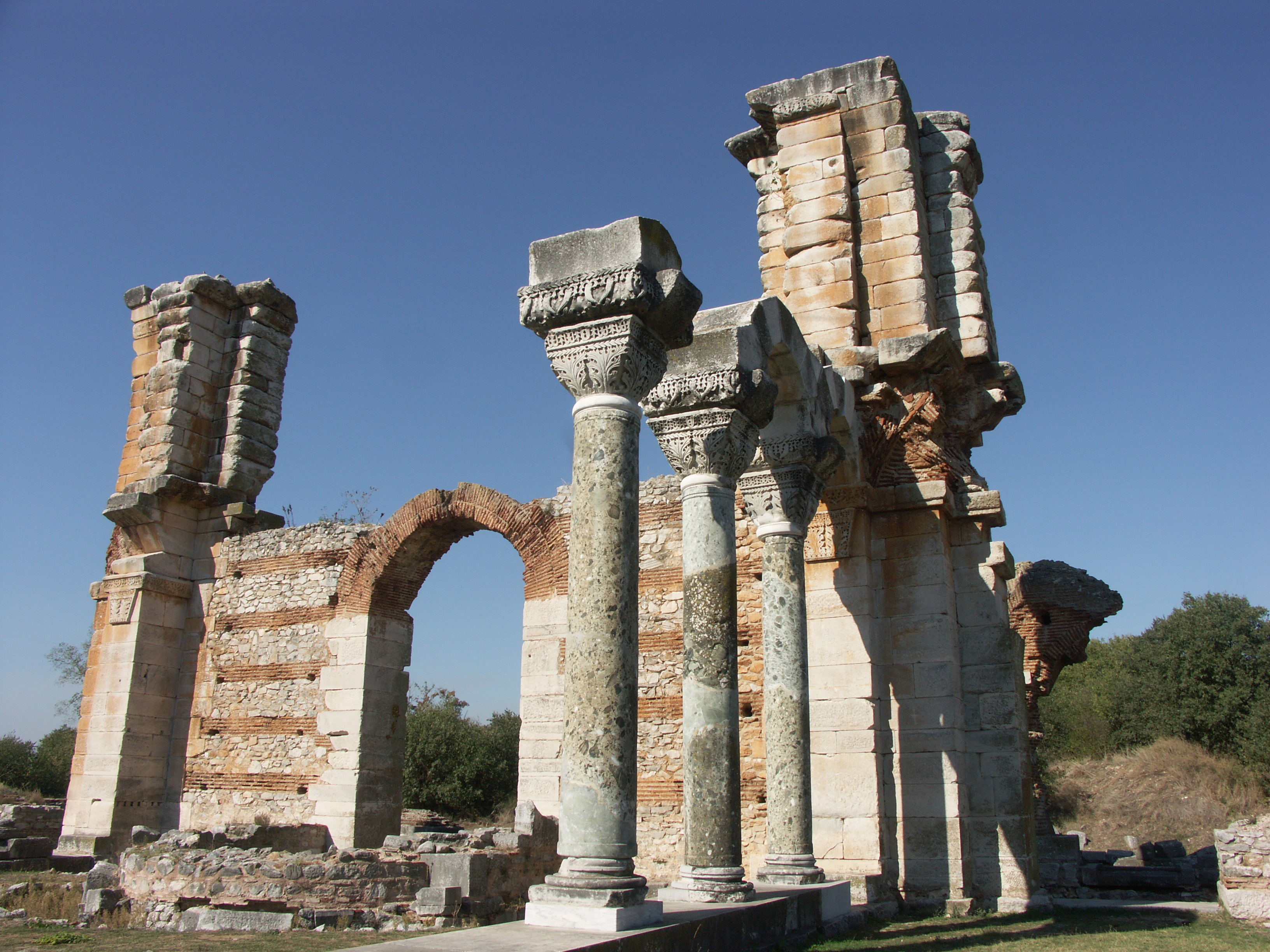
Una basílica a Filips

Bisàltia:
- Argilos
- Berga
- Tràgil

Edònia:
- Amfípolis
- Crènides / Filips
- Eíon
- Mircinos (en)
- Sirra

Perea tàsica:
- Apol·lònia
- Èsime (en)
- Fagres
- Galepsos
- Neàpolis
- Pistiros (en)

## Tràcia

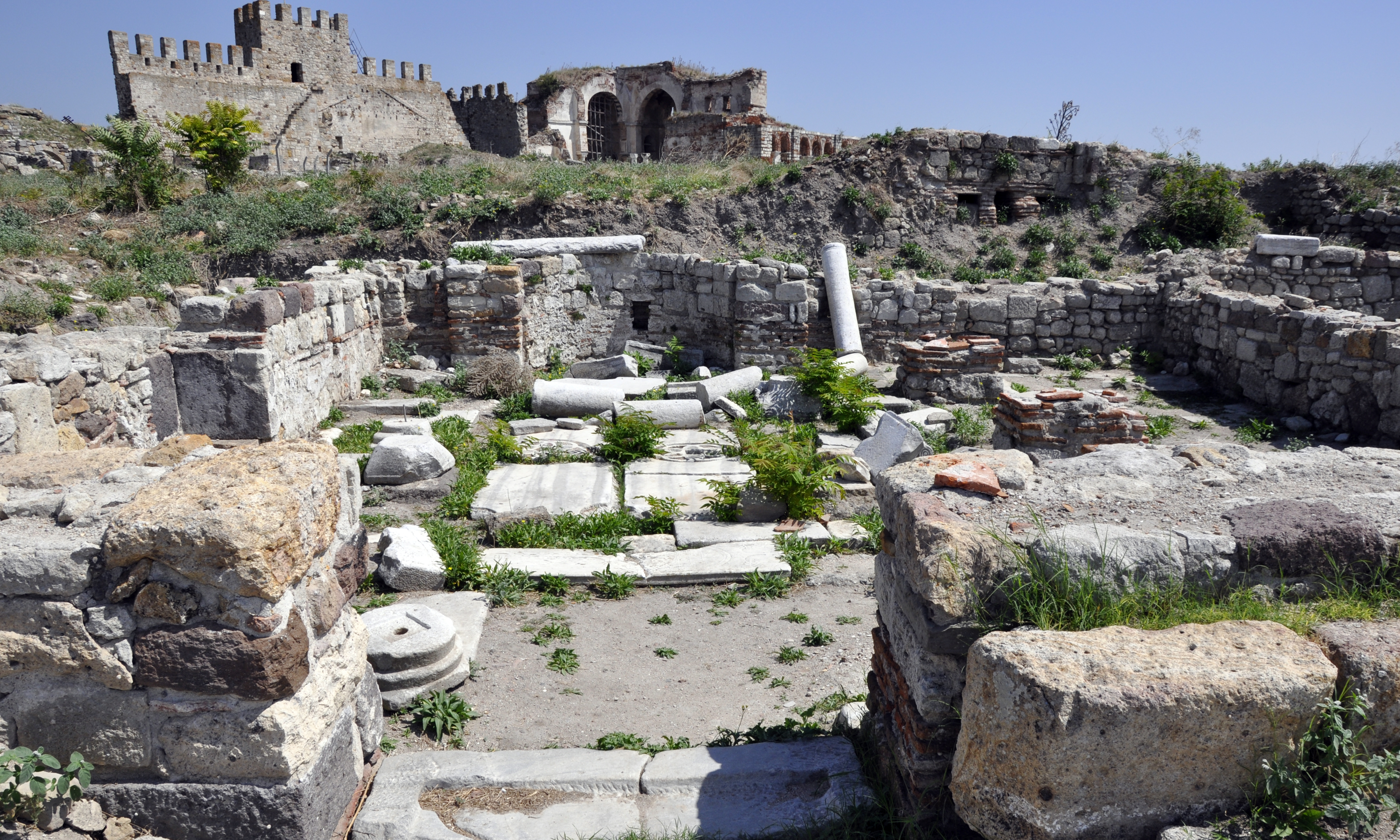
Restes arqueològiques al castell d'Enos

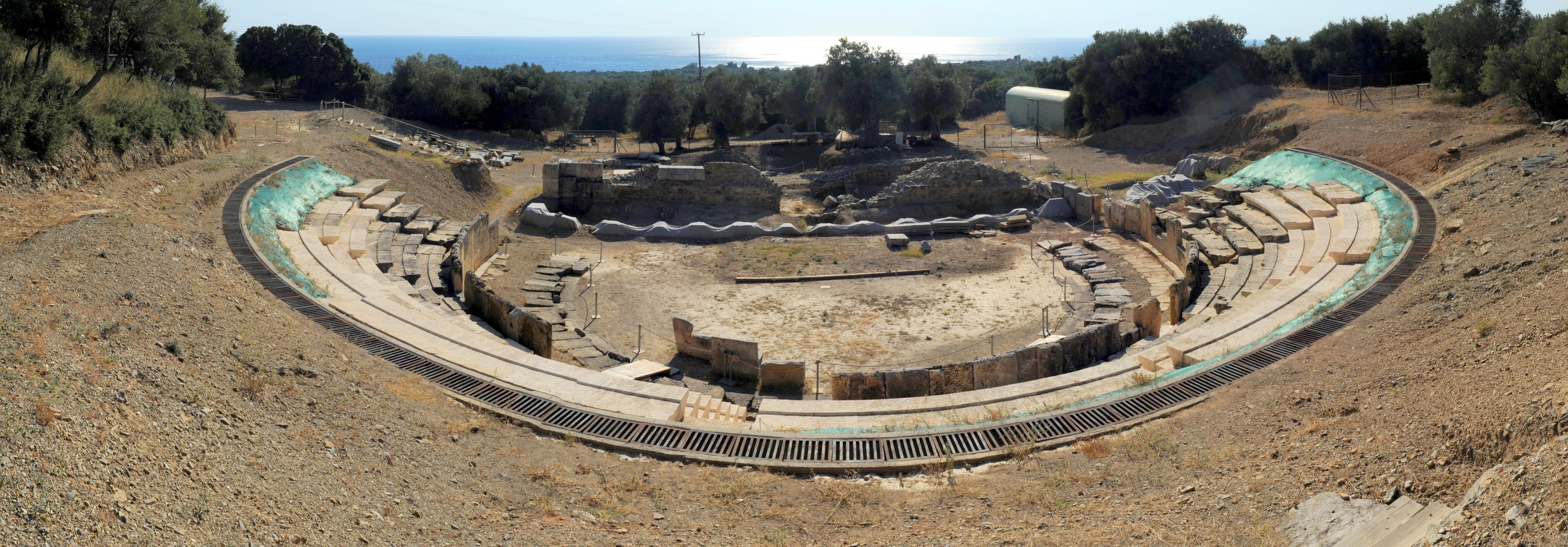
El teatre de Maronea

### Mar Egea
- Abdera
- Bergèpolis (en)
- Cípsela (en)
- Dàton
- Dicea (en)
- Dris (en)
- Enos
- Estrime
- Maronea
- Mesàmbria
- Ortagòria (en)
- Sale
- Zone

### Tràcia interior

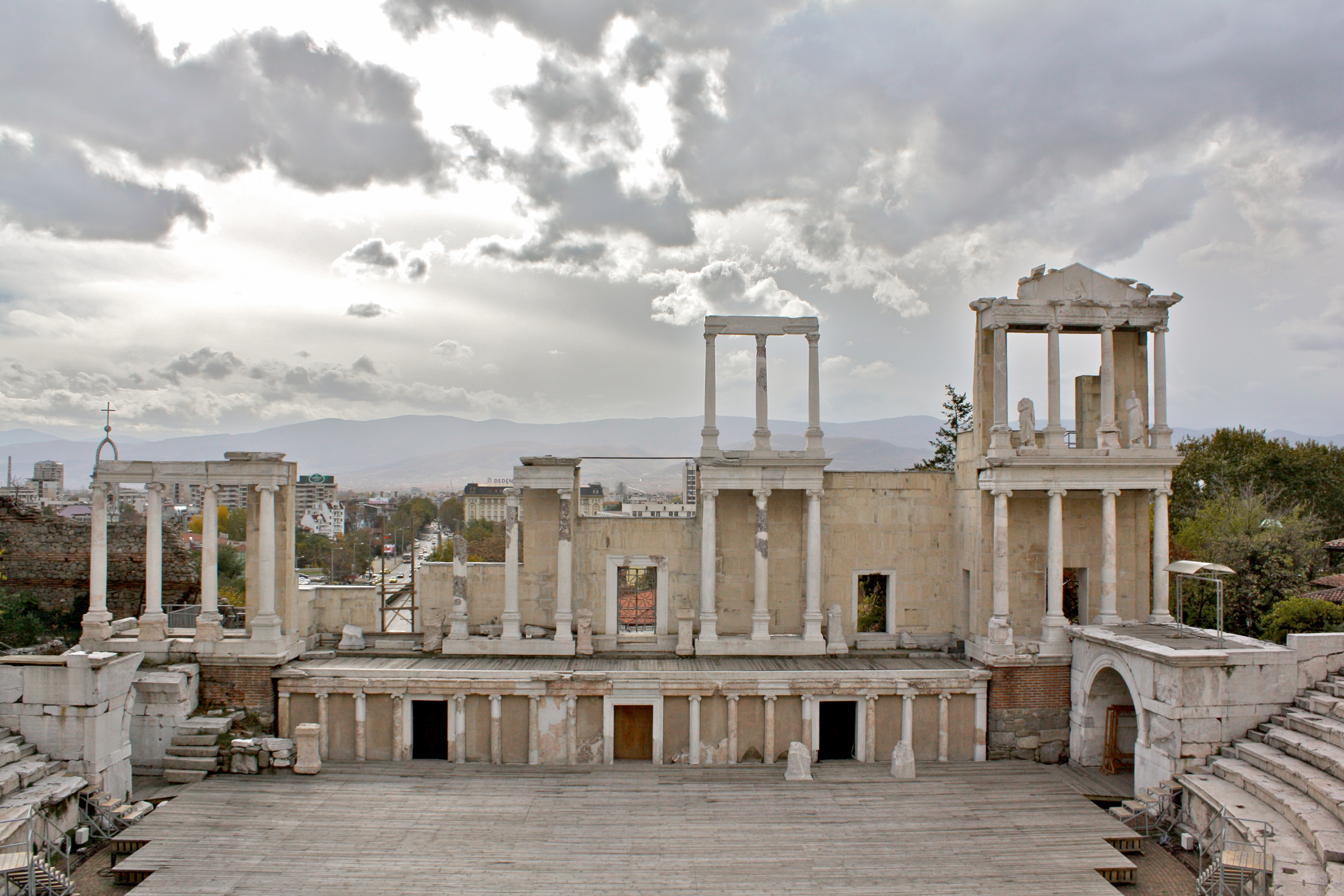
L'escena del teatre de Filipòpolis

* Alexandròpolis
- Apros
- Càbile (en)
- Filipòpolis
- Pístiros
- Seutòpolis

### Quersonès traci

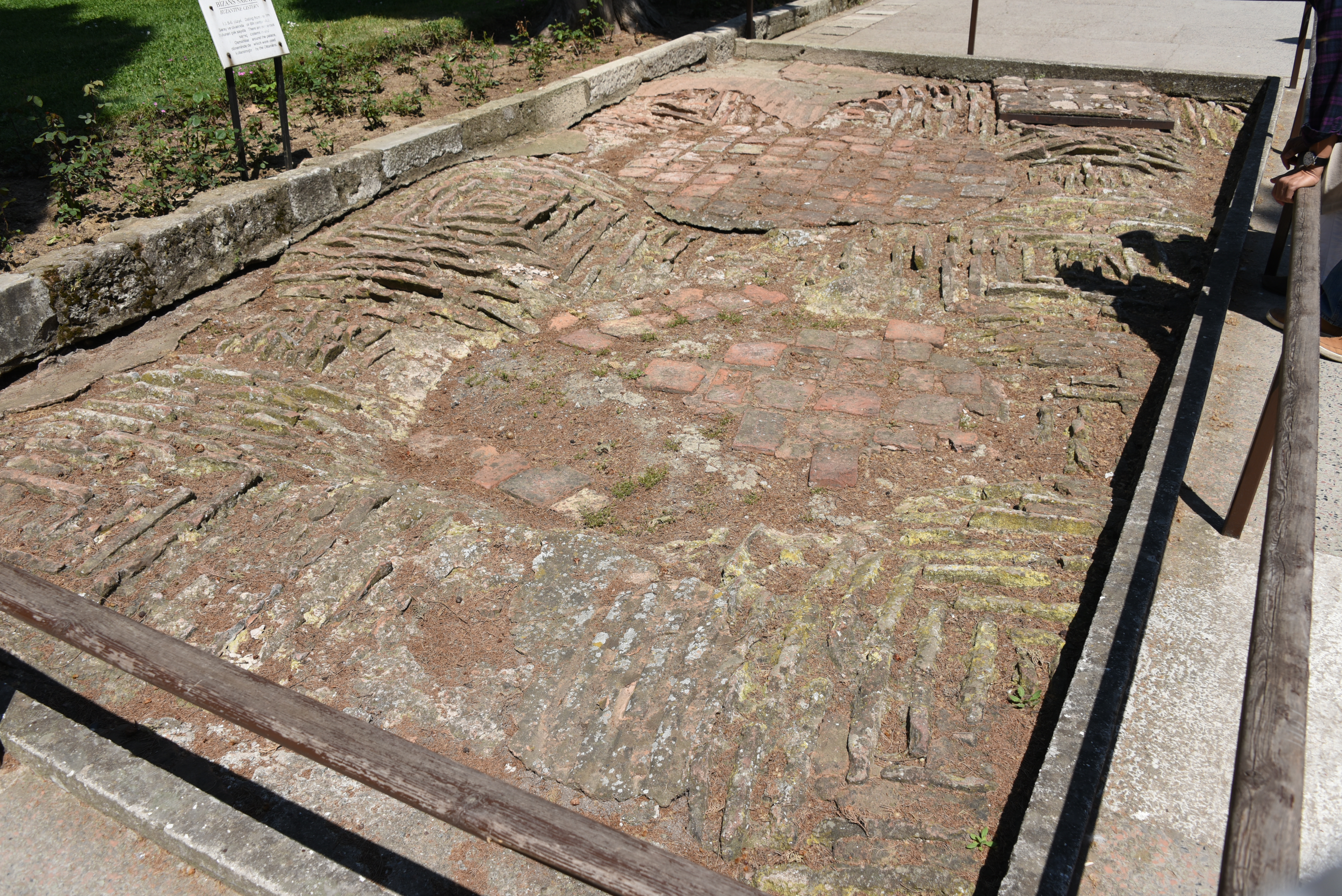
Restes d'una cisterna del a Constantinoble, corresponents a l'antiga Bizanci

- Àgora (en)
- Alopeconnès
- Araple (en)
- Càrdia
- Cressa (en)
- Crítote (en)
- Deris (en)
- Egospòtamos
- Eleünt
- Ide (en)
- Limnes
- Màditos
- Neàpolis (en)
- Peó (en)
- Pàccia
- Sestos
- Tirodiza

### Propòntida
- Bisante
- Bizanci
- Daminonticos (en)
- Herèon (en)
- Perint
- Selímbria
- Serríon

## Pont Euxí

### Tràcia
- Mesàmbria
- Apol·lònia
- Odessos
- Dionisòpolis
- Bizone (Kavarna)

### Dàcia / Gètica
- Càl·latis
- Tomis
- Istros
- Orgame
- Nicòpolis del Danubi

### Escítia occidental
- Tiras / Ofiussa
- Nicònion (en)
- Òlbia / Borístenes

### Quersonès Tàuric
- Cercinitis
- Cimmèricon
- Citea (fi)
- Quersonès
- Mirmeci
- Nimfèon
- Panticapèon
- Teodòsia
- Tirítace
- Neàpolis Tàurica

### Síndica
- Cepos
- Fanagòria
- Gorgípia / Síndica
- Hermonassa
- Tànais

### Còlquida
- Dioscúrias
- Gienos (fi)
- Fasis
- Pitiünt

### Pont
- Limne
- Odínios (es)
- Bequírias (it)
- Trapezunt
- Quèrades / Cerasunt / Farnacea
- Cotiora
- Estamenea (fi)
- Jasònia (en)
- Temiscira
- Licast (en)
- Amisos
- Polemònion
- Nicòpolis del Pont, a la vall del riu Licos

### Paflagònia
- Carussa (en)
- Sinope
- Tètracis (en)
- Colussa (en)
- Cinolis (en)
- Carambis (en)
- Citoros
- Cromna
- Amastris / Sèsamos
- Tíon
- Pompeiòpolis

## Bitínia
- Heraclea
- Calcedònia
- Òlbia / Àstac / Nicomèdia
- Cal·lípolis (en)
- Cios / Prúsias de Mar
- Pitòpolis (en)
- Mirlea / Apamea de Bitínia
- Bitínion / Claudiòpolis
- Cíeros / Prúsias de l'Hípios (en)
- Nicea

## Mísia
- Bísbic
- Terea (en)
- Arteonticos (en)
- Escílace (en)
- Plàcia (en)
- Miletòpolis / Miletuticos
- Dascilèon
- Cízic
- Àrtace
- Zelea
- Proconnès
- Harpàgion (en)
- Priapos
- Pàrion
- Metròpolis (en)
- Darièon (en)
- Apol·lònia del Ríndac

## Tròada
- Colones (en)
- Pesos
- Làmpsac
- Percote
- Arisbe
- Abidos
- Astira Troica (en)
- Dàrdan (en)
- Ofrinèon (en)
- Retèon (en)
- Biritis (en)
- Ílion / Troia
- Sigeu
- Aquil·lèon (en)
- Gentinos (en)
- Gergis (en)
- Escepsis
- Cocílion (en)
- Cebrèn (en)
- Neandrea (en)
- Colones
- Azea (en)
- Tènedos
- Larisa
- Hamàxit
- Assos
- Lamponea
- Gàrgara (en)
- Antandros
- Astira Mísia (en)
- Alexandria de la Tròada, moderna Eski-Stanbul.

## Eòlida
Les ciutats al nord del Caïc inicialment eren considerades part de Mísia o fins i tot de Frígia, però més tard el concepte de l'Eòlida s'anà eixamplant:
- Tebes Hipoplàcia (en)
- Adramítion
- Cistene (en)
- Pordoselene
- Nasos (en)
- Heraclea
- Calcis
- Perperene (en)
- Carene (en)
- Atarneu
- Pèrgam
- Partènion (en)
- Gàmbrion (en)
- Halisarna (en)
- Teutrània
- Elea

Romanen sense localitzar Autòcane i Iol·la (en) (a prop d'Adramítion).

### Dodecàpolis
Les ciutats considerades el nucli central de l'Eòlida eren les que conformaven la Dodecàpolis (de la qual se separà posteriorment Esmirna, que passà a la Dodecàpolis jònia):
- Pítana
- Grinèon
- Eges
- Mirina
- Cime
- Larisa Fricònida
- Neonticos
- Temnos
- Egiroessa (en)
- Cil·la (en)
- Nòcion

Cil·lene (en) i Melàmpagos (en) eren en territori de la Dodecàpolis però no consta que formassin part de la unió.

## Lídia
- Magnèsia del Sípil
- Filadelfia, actualment Alaşe
- Heraclea de Lídia
- Metròpolis de Lídia
- Nisa
- Sardes
- Tiatira

## Jònia
- Anea (en)
- Aquil·lèon (en)
- Butea (en)
- Clazòmenes (membre de la lliga jònica)
- Colofó (membre de la lliga jònica)
- Còricos (en)
- Diosíeron (en)
- Efes (membre de la lliga jònica)
- Eleussa (fi)
- Eres (en)
- Èritres (membre de la lliga jònica)
- Esmirna
- Focea (membre de la lliga jònica)
- Isinda (en)
- Lèbedos (membre de la lliga jònica)
- Leucofris
- Leuques
- Magnèsia del Meandre
- Maratesi
- Milet (membre de la lliga jònica)
- Mionès
- Miünt (membre de la lliga jònica)
- Nàuloc (en)
- Pígela (en)
- Priene (membre de la lliga jònica)
- Ptèleon (en)
- Quíton (en)
- Sidussa (en)
- Teos (membre de la lliga jònica)
- Tebes (en)

## Cària
- Alabanda / Antioquia dels Crisaorians
- Alinda / Alexandria del Latmos
- Amos
- Aminanda (en)
- Amízon
- Arlissos (en)
- Armèlia (fi)
- Aules (en)
- Bargília (en)
- Bolbes (en)
- Calinda
- Calcètor (en)
- Carbasianda (en)
- Carianda
- Casolaba (en)
- Caune
- Cedreae (en)
- Cèramos (en)
- Cíl·lara
- Cil·landos (en)
- Cirbissos (en)
- Cindia (en)
- Cnidos (membre de l'Hexàpolis dòrica)
- Codapa (en)
- Coliorga (en)
- Coranza (en)
- Cria (en)
- Erineus (fi)
- Euromos
- Halicarnàs (membre de l'Hexàpolis dòrica)
- Heraclea del Latmos
- Hides (en)
- Hidisos (en)
- Himissa (fi)
- Iasos
- Ídrias
- Idima (en)
- Lepsimandos
- Madnasa (en)
- Milasa
- Mindos
- Narisbara (fi)
- Nariandos (en)
- Nàxia (en)
- Olea (en)
- Òlimos (en)
- Urànion (en)
- Parpària (fi)
- Passanda (en)
- Pèdasa
- Peleia (fi)
- Pídasa (en)
- Pirindos (en)
- Pirnos (en)
- Plàdasa (en)
- Querronès (en)
- Quios (en)
- Sàlmacis
- Silos (en)
- Siàngela
- Tàlagra (fi)
- Taramptos
- Tarbana (en)
- Tàstara (en)
- Telandros (en)
- Telmès
- Tèrmera
- Tersogassa (fi)
- Tídonos (en)
- Tral·les
- Antioquia del Meandre, ruïnes a prop de Kuyucak, a la província d'Aydin
- Afrodísias de Cària
- Estratonicea
- Heraclea de Cària, a la frontera entre Cària i Jònia.
- Labranda
- Mastaura

## Lícia
- Faselis
- Idiros (en)
- Xantos
- Sidima
- Tlos
- Pàtara
- Fel·los (en) i Antifel·los
- Enoanda
- Ciànees (en)
- Mira
- Aricanda (en)
- Limira
- Olimp
- Isinda (en)
- Pinara
- Termessos
- Apol·lònia (en)
- Cibira

## Frígia
- Apamea de Frígia
- Amòrion
- Celenes
- Colosses
- Ezanos
- Hieràpolis de Frígia, entre el Licos i el Meandre, abandonada vers el segle xi
- Laodicea del Licos
- Nicòpolis, actualment Afyonkara Hisar, capital de la Província d'Afyon
- Pepuza
- Sozòpolis
- Trípolis del Meandre

## Pamfília
- Aspendos
- Perge
- Side
- Atalea

## Pisídia
- Antioquia de Pisídia o de Frígia, actualment prop de Yalvaç, a la província d'Isparta
- Sagalassos

## Cilícia
- Afrodísias
- Celènderis
- Holmos
- Issos
- Mal·los
- Nàgidos (en)
- Solos
- Alexandria d'Issos
- Tars
- Antioquia de Cilícia, actualment Adana
- Antioquia del Cragos, (Antioqueta, Antiochia Parva), actualment Güney
- Antioquia del Taure probablement l'actual Gaziantep
- Filadelfia
- Hieròpolis de Cilícia, al riu Píramos
- Heraclea Cibistra, a prop de Capadòcia

## Xipre
- Amatunt
- Carpàsia
- Cerinea
- Cúrion
- Idàlion
- Lapetos
- Màrion / Arsínoe
- Pafos
- Salamina
- Solos

## Síria
- Posidèon
- Antioquia de l'Orontes, Antioquia Dafne o Antioquia de Síria, actualment Antakya
- Antioquia de Pièria, actualment Arwad
- Hieràpolis de Síria, actualment Menbidj
- Apamea de l'Orontes
- Heraclea de Síria, a la costaep nord de Síria

## Mesopotàmia
- Edessa / Antioquia de Cal·liroe, antiga capital de l'Osroene, actualment Şanlıurfa
- Samòsata / Antioquia de Commagena, a la província d'Adıyaman
- Antioquia de Mesopotàmia, a prop de Viranşehir, a la província de Şanlıurfa
- Antioquia de Migdònia / Nisibis, actualment Nusaybin, a la província de Mardin
- Apamea de l'Eufrates, anteriorment Til Barsip i avui Birejik
- Apamea del Tigris
- Apol·lònia d'Assíria, capital de districte a Assíria

### Susiana
- Alexandria de Susiana o Alexandria del Tigris, posteriorment Karun

## Pàrtia
- Alexandria de Pàrtia o Alexandròpolis, a l'Iran
- Apamea de Pàrtia, ciutat a prop de Ragues
- Heraclea de Pàrtia

## Carmània
- Alexandria Carmània (avui Kirman o Kerman a l'Iran)

## Ariana
- Alexandria d'Aracòsia, avui Kandahar
- Alexandria Ariana, avui Herat (Afganistan)

## Bàctria
- Alexandria de l'Oxus o Alexandria de Bactriana, més tard Balkh
- Alexandria de Margiana, regió actual de Merv
- Alexandria Paropamisos o Alexandria del Caucas, a l'Afganistan (prop de Bagram)
- Alexandria Proftàsia o Alexandria de Drangiana, a l'Iran
- Alexandria Última, Alexandria d'Escítia o Alexandria Escate, al Tadjikistan, modernament Khodjend o Kokand

## Índia
- Alexandria de Gedròsia, modernament Sonmiani
- Alexandria de l'Indus al Pakistan (Bucefàlia o Alexcandria Bucèfala), prop de la moderna Jalalpur, al nord del Panjab

## Palestina
- Hipos / Antioquia de l'Hipos (Antiochia ad Hippum), a la Decàpolis
- Gàdara
- Apol·lònia de Palestina
- Filadelfia, ciutat de la Decàpolis, ara a Jordània (Amman)
- Gerasa, ciutat de la Decàpolis, ara Jerash a Jordània (governació de Gerasa)
- Neàpolis de Palestina, considerada la mateixa que la Sequem de l'Antic Testament
- Pel·la, ciutat de la Decàpolis, ara a Jordània (governació d'Irbid)
- Ptolemaida de Fenícia

## Egipte
- Nàucratis
- Alexandria

## Líbia
A l'antiga Grècia, Líbia feia referència a l'Àfrica excloent Egipte, però més específicament a la regió de la Cirenaica, on es trobaven les colònies gregues africanes. Les cinc ciutats més importants conformaven l'anomenada Pentàpolis:
- Barca (membre de la Pentàpolis)
- Evespèrides / Berenice (membre de la Pentàpolis)
- Cínips (en)
- Cirene (membre de la Pentàpolis i ciutat més important)
- Tauquira (en) (membre de la Pentàpolis)
- Bàlagres (membre de la Pentàpolis)
- Apol·lònia (en època clàssica, el port de Cirene)